# Famille von Rosen
Ne doit pas être confondu avec Famille de Rosen.
La maison von Rosen est une famille de noblesse immémoriale germano-balte livonienne et estonienne qui a essaimé dans de nombreux pays d’Europe du Nord et de l’Est où certaines lignées sont aujourd’hui éteintes. À ce jour, elle subsiste encore dans le royaume de Suède. À l’origine, les Rosen sont chevaliers et seigneurs de fiefs situés entre Riga et Smiltene dans la province lettone de Vidzeme, mais il n’y a pas consensus sur leurs terres ancestrales : soit ils proviendraient de Silésie, soit de Brême ou encore du Danemark. Ce qui est en revanche certain c’est qu’ils arrivent en Livonie dans le cadre des Croisades baltes avec des familles nobles provenant essentiellement des côtes baltiques allemandes et s’exprimant en bas-allemand. Pendant des siècles, les gentilshommes von Rosen exercent la justice déléguée au nom de l’archevêque puis du chapitre canonial de Riga en tant que bailli épiscopal d’épée. À ce titre, ils étendront leur domaine et leur sphère d’influence dans l’étendue de leur ressort. Ce n’est que quatre à cinq siècles plus tard qu’ils deviennent barons dans le Saint-Empire (1693), en Suède (1731, confirmé en 1772) et dans l’Empire russe (1855). Ils accèdent à la dignité comtale en Suède et en France en 1751. Au XVIIIe siècle, les Rosen bénéficièrent d’une loi particulière propre aux royaumes de l’Europe centrale et orientale qui aboutit à l’octroi de « l’indigénat ». Celui-ci accorde la nationalité du pays à des nobles étrangers en même temps que la reconnaissance de leur titre de noblesse et leur inscription dans le registre de la noblesse national (le matricule). L’indigénat est accordé par la Diète de l’état souverain : les Rosen deviennent livoniens en 1742, estoniens en 1746 et courlandais en 1841. Ils sont de culture et de langue allemandes dans une région où cohabitaient plusieurs langues et plusieurs peuples. À cause des multiples conflits et changements territoriaux dans cette partie de l’Europe, les habitants sont certes demeurés livoniens mais sous l’influence politico-culturelle, voire la suzeraineté effective d’autres royaumes successifs. Par conséquent, ils ne sont pas devenus systématiquement russes, suédois ou polonais par le jeu de l’émigration ou du service rendu à un prince étranger, mais bien parce que leurs possessions et leurs fonctions respectives se sont retrouvées dans une autre nation vosine dominante. La France fait exception ici car les deux chevaliers de Rosen sont venus en Alsace au XVIIe siècle pour servir dans les armées françaises. À l’instar des autres maisons nobles livoniennes, les von Rosen, restés dans les pays baltes quelle que soit leur branche, ont dû quitter leur pays qui était devenu leur patrie par le jeu de l’indigénat dans le cadre du déplacement de la population germanophone en 1939. Depuis 1945, ils habitent en forte majorité en Allemagne et en Suède.
La maison von Rosen avec les trois roses héraldiques de gueules trouve sa première mention dans un acte officiel du 8 septembre 1282 où sont évoqués en latin les deux frères Ottone et Waldemarus sans adjonction de patronyme ou titre particulier. Quelques années plus tard, on les retrouve dans des pièces distinctes, l’une à Riga, l’autre à Ribe. Waldemar y apparaît comme dominus de Rosen (seigneur de Rosen) tandis que son frère Otto est juste désigné par dicto Rosen (Otto dit Rosen). Waldemarus dominus de Rosen serait par conséquent le fondateur de la lignée livonienne initiale.
Les von Rosen restés dans les pays baltes, quelle que soit leur branche, ont dû quitter le pays qui était devenu leur patrie par le jeu de l’indigénat dans le cadre du déplacement de la population germanophone en 1939. Depuis 1945, ils habitent en forte majorité en Allemagne et en Suède.

## Les Rosen en bref dans la chronologie
Pour synthétiser au maximum l’histoire familiale des Rosen baltes en style télégraphique et de manière chronologique, les éléments télégraphiques suivants permettent une vue synoptique de la maison von Rosen livonienne : 

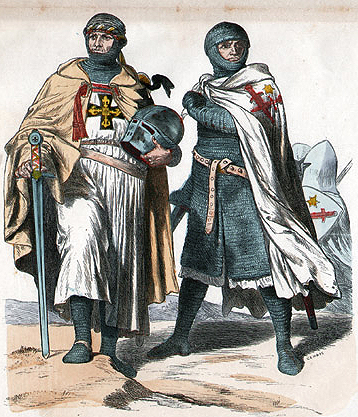
Chevaliers de l'ordre livonien.

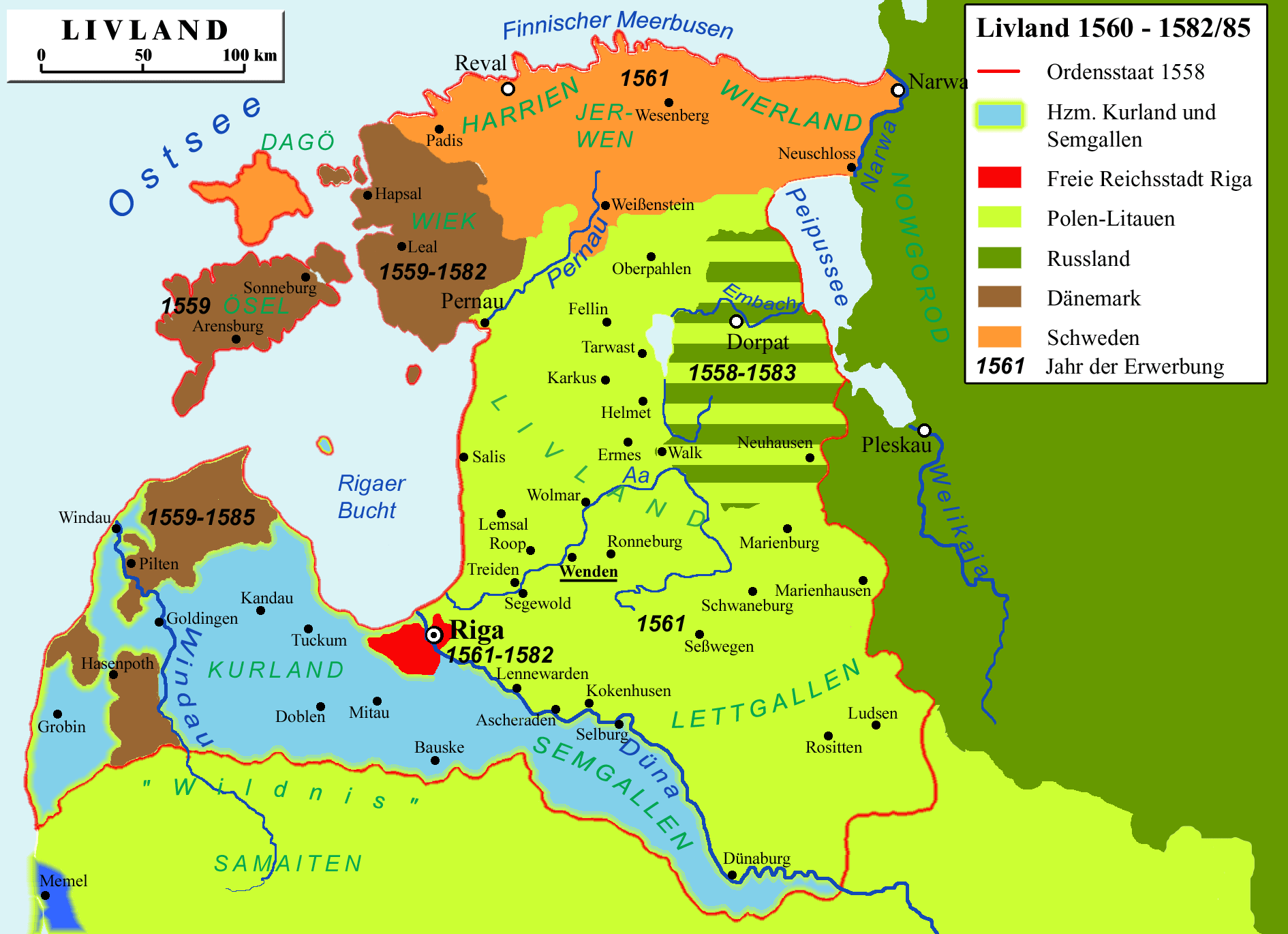
Situation géopolitique des régions baltes de 1560 à 1585.

- Petits nobles de l’espace culturel médiéval bas-allemand[5]; 
  - Premières mentions en Livonie au XIIIe siècle comme chevalier[6] ou vassal du prince épiscopal local[7]; 
  - Partie prenante dans les Croisades baltes[8] et le développement hanséatique[5];
  - Ministériels de l’archevêque de Riga, notamment comme bailli[9];
- Évolution vers un statut de propriétaire terrien à partir du XIVe siècle; 
  - Associés en particulier aux châteaux de Grand et Petit Roop[10]; 
  - Privilège de la « main commune » avec trois autres familles bas-allemandes pour conserver les domaines patrimoniaux dans le giron familial[11]; 
  - Carrières militaires depuis les débuts jusqu’au XXe siècle, particulièrement dans la cavalerie;
- Perte de leur position dominante en Livonie dans la deuxième moitié du XVIe siècle;
- Entrée dans l’administration royale ou dans les armées polono-lituaniennes, suédoises, danoises, germano-impériales, russes ou françaises à partir du XVIIe siècle;
- Perte de leurs fiefs par manque de descendant mâle dans la lignée agnatique, par la Réduction suédoise[12] ou les conflits internationaux[N 3] surtout au XVIIIe siècle; 
  - Assimilation culturelle, naturalisation et reconnaissance des titres de noblesse dans différents royaumes et empires européens; 
  - Extinction de nombreuses sous-branches aux XVIIIe et XIXe siècles en Pologne, Russie, France, Prusse orientale, Danemark et partiellement en Suède;
- Propriétaires terriens toujours associés à l’aire culturelle germanophone luthérienne au XXe siècle[5]; 
  - Touchés par l’expropriation, l’exode, l’exil au dèbut du XXe siècle[13];
  - Personnes déplacées par le régime nazi pour ceux restés en Livonie[13],[14]; 
  - Subsistance de deux branches en Suède;
  - Tentatives de récupération de leurs biens ou des domaines emblématiques par leurs descendants dans les démocraties actuelles de Lettonie ou Estonie.

## Une noblesse de langue et culture allemande en Europe

### Contexte géopolitique européen

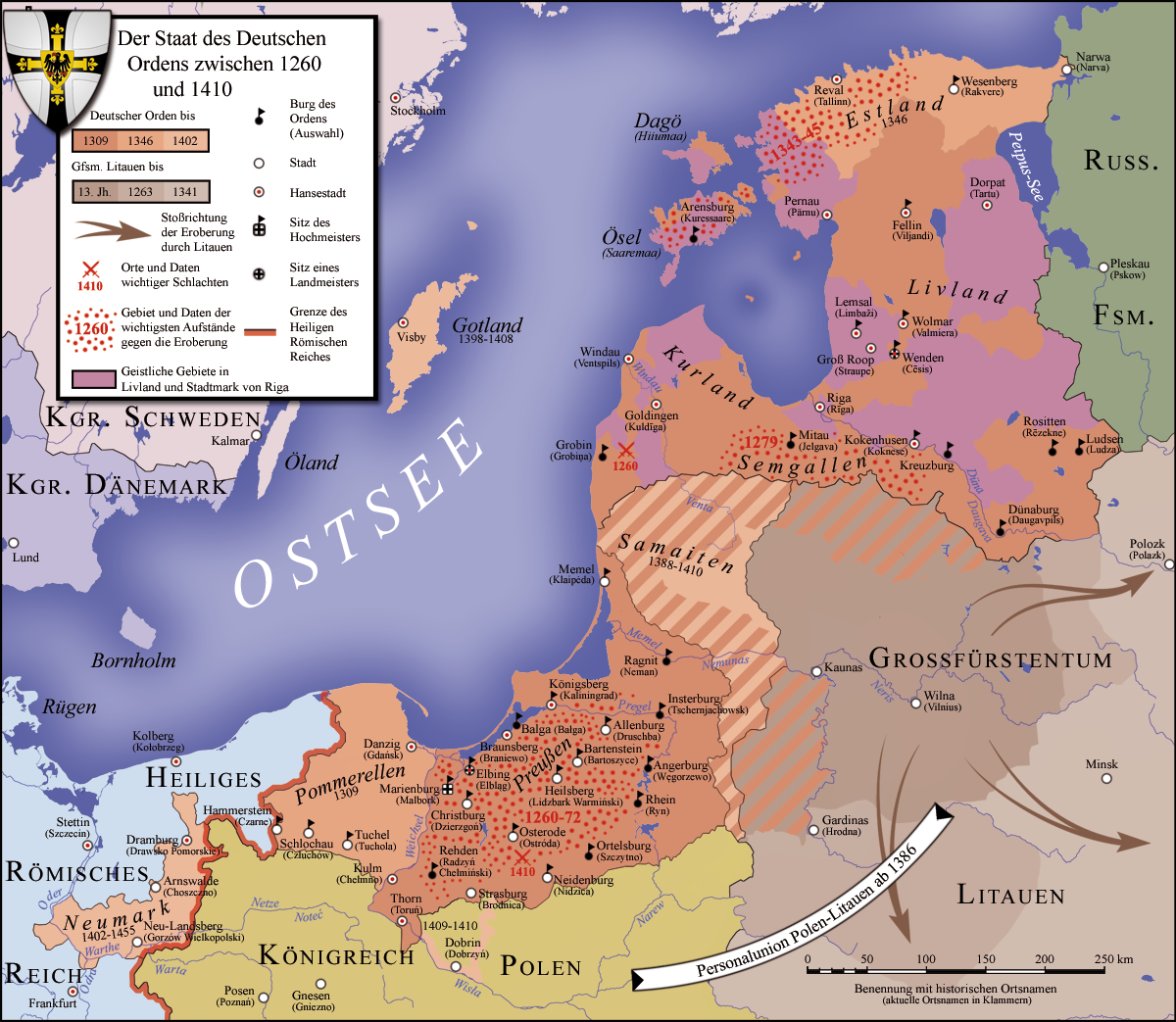
Territoire de l'ordre Teutonique en 1410. On remarque la mention de Groß Roop comme ville hanséatique: c'est le fief ancestral des Rosen avec Klein Roop.

Indépendamment de leur fief ancestral suivant les hypothèses généalogiques et héraldiques émises par divers historiens et généalogistes les Rosen sont de toute façon originaires d’une terre du Saint-Empire romain germanique sous la dynastie des Habsbourg pour l’Allemagne septentrionale ou sous celle des Luxembourg pour le duché de Silésie et le royaume de Bohême au XIIIe siècle.
Brême est devenue ville libre d'Empire membre de la Hanse après avoir été une principauté épiscopale dans le duché de Saxe. L’archevêque de Brême, Hartwig II d'Utlede, nomme son neveu Albert de Buxhoeveden premier évêque de Livonie et fondateur de la cité de Riga pour évangéliser les Lives. Les Buxhoeveden saxons étaient des ministériels de l’archevêché brêmois de la même manière que les Rosen deviendront des ministériels des archevêques de Riga à l’instar des Tiesenhausen ou des Uexküll dans une terre qu’il fallait non seulement christianiser mais aussi coloniser et développer sur le plan économique grâce au commerce de la ligue hanséatique. L’influence du puissant royaume de Danemark sur l’Estonie et la Courlande de chaque côté de la Livonie a été préalablement écartée par la coalition formée par la capitale hanséatique et quelques princes d’Allemagne du Nord à la bataille de Bornhöved en 1227.
Les différentes lignées des Rosen demeureront fondamentalement livoniennes ou estoniennes mais elles changeront plusieurs fois de souverains ou d’États jusqu’au XXe siècle. Les Rosen ne seront pas automatiquement naturalisés pour autant ; c’est pourquoi ils resteront des familles étrangères établies et intégrées dans les différents territoires qui se succéderont. La naturalisation respective se fera seulement au XVIIIe siècle.
- Depuis la fondation de Riga jusqu’au XVIe siècle, La Livonie a d’abord connu une période fortement marquée par les états des ordres religieux et militaires : les Chevaliers Porte-Glaive, puis l’ordre Teutonique et enfin l’ordre de Livonie. Ils représentent tous les trois une mainmise de moines-soldats et nobles germanophones catholiques sur des terres lives et lettones. Des documents historiques attestent de vœux de pèlerinages locaux vers des sanctuaires associés à des reliques et à d'autres images de la Vraie Croix en Livonie. Par exemple, en 1395, Woldemar von Rosen stipule dans ses dernières volontés et son testament que ses successeurs entreprennent un voyage au château de Kokenhusen et y fassent une offrande à l’autel de la Sainte-Croix[18].
- En 1561, le duché de Livonie est intégré au Grand-duché de Lituanie qui forme une union avec le royaume de Pologne, puis à la République des Deux Nations. Cette influence polono-lituanienne durera un demi-siècle. En revanche, le duché d'Estonie passe sous domination suédoise.
- La Livonie tombe également sous l’influence de la Suède en 1629 pour environ un siècle. C’est l’époque où Reinhold de Rosen et Conrad de Rosen sont arrivés et restés en Alsace pendant la guerre de Trente Ans : ils quittent une Livonie suédoise. C’est pendant cette période que d’autres membres des différentes branches des Rosen s’illustrent dans la politique et l’armée suédoises. En général ils s’établissent définitivement en Suède avec la reconnaissance de leur titre de noblesse et de leurs armoiries obtenus hors du royaume. Avec le traité d'Oliva en 1660, la Livonie est intégrée à la Suède.
- À partir de 1721, à la suite de la Grande guerre du Nord, les Livoniens et Estoniens deviennent selon le traité de Nystad sujets de l’Empire russe d’abord dans le gouvernement de Riga en 1721, puis dans le gouvernement de Livonie à partir de 1796. Les seigneuries plus au nord sont dans le gouvernement d'Estonie. Quelques Rosen s’illustreront pendant cette période impériale dans l’armée et dans l’administration russes. Leurs descendances se retrouvent dans plusieurs villes russes hors pays baltes dont la plupart à Saint-Pétersbourg. La période russe se caractérise par des antagonismes importants entre l'Autriche impériale, la Prusse et l'Empire russe : elle aboutit au 1er, 2e et 3e partage de la Pologne.
- Après la petite parenthèse du duché balte uni de 1918 à 1920, les Livoniens russes sont intégrés à la république de Lettonie sous influence indirecte de l’URSS, puis à la République socialiste soviétique de Lettonie de l’Union soviétique jusqu’à l’indépendance de la Lettonie ou de l’Estonie en 1991. En raison des deux guerres mondiales et donc du contexte idéologique peu favorable aux éléments germanophones de la région, cette période historique correspond à l’exil volontaire et au déplacement plus ou moins forcé des populations germano-baltes, dont les propriétaires terriens et les nobles germanophones auxquels appartenaient les Rosen.

### Les Rosen dans le contexte germano-balte

#### Minorité germanophone à forte identité culturelle
La famille von Rosen suit le schéma de vie qu'ont connu la forte majorité des Germano-Baltes. Le terme de Germano-Baltes peut toutefois désigner des profils très divergents du XIIIe siècle au XXe siècle. Dans le cas présent pour les Rosen, il s’agit de la noblesse germanophone originaire le plus souvent du nord de l’Allemagne qui a participé aux croisades baltes du XIIIe siècle avec les chevaliers Porte-Glaive, puis l’ordre Teutonique. L’autre facteur ayant favorisé l’arrivée de colons germanophones dans les Pays baltes fut l’activité commerciale de la ligue hanséatique de la zone prusso-livonienne qui créa son premier comptoir en Livonie en 1207 à Uexküll qui deviendra également le premier évêché de la région avant d’être transféré à Riga,. Croisés nobles, clergé, marchands, ministériels, artisans de langue bas-allemande fondèrent des hameaux, des quartiers de ville ou des domaines seigneuriaux qui pouvaient devenir des microcosmes germanophones en terres lives ou lettonnes. Les germanophones formaient la classe sociale supérieure voire dirigeante du pays avec le résultat que leurs activités ont été spontanément conduites en langue allemande y compris pendant la période russe impériale où leurs prérogatives et titres ont été maintenus.
En ce qui concerne les nobles allemands, c’est d’autant plus facile à réaliser qu’ils formaient un cénacle de maisons nobles de petite, moyenne et haute noblesse suffisant pour assurer les mariages entre familles germanophones. Les Rosen font de facto partie de ce groupe car, comme tant d’autres, ils ont suivi l’évêque de Brême issu d’une famille de haute noblesse chargée de christianiser la Livonie. La conurbation formée par les villages lives, le chapitre, l’évêché et les colonies allemandes a donné naissance à Riga.. En 1297, la ville comporte déjà le château de l’ordre Teutonique, la résidence des archevêques, les monastères franciscains, dominicains et cisterciens, la cathédrale, le nouvel hôtel de ville, le quartier des marchands russes. À cette époque, et pour quelques siècles encore, la langue bas-allemande est de plus la koinè orale et écrite de la Hanse au-delà des terres germanophones. Le travail de mission, les activités marchandes et portuaires tout comme l’érection de seigneuries avec de grands domaines agricoles sous le contrôle de propriétaires germanophones ont façonné les régions baltes avec une population allemande certes minoritaire, mais très influente pour la vie socio-économique des pays baltes. Le lien que la noblesse originaire du Saint-Empire a gardé avec la langue et la culture allemande en terres baltiques est resté très fort. L’adoption du protestantisme luthérien dans l’évêché de Riga et parmi la plupart des familles nobles germanophones a amplifié cette affinité avec la pensée et la langue allemande des territoires orientaux de l’Empire, à commencer par la Prusse orientale. En dépit de leur petit nombre, les Allemands de la Baltique occupaient la plupart des emplois importants de la région : ils désignaient les autochtones d’« Undeutsche » (« Non-allemands » mot à mot). L’identité allemande devait être effectivement encore très apparente au XXe siècle puisque le régime sous influence russe n’a pas eu grand mal à expulser la part germanophone de la population lettone ou estonienne pour confisquer leurs bien.

#### Occupation et Grande Réduction suédoises
Les Rosen n’ont pas échappé aux différentes réductions de la noblesse suédoise puisque leurs domaines étaient situées sur les terres baltes dont le royaume de Suède s'était emparé au XVIIe siècle. Les demandes de réduction auprès du Riksdag ont déjà démarré en 1655 avec Charles X Gustave. Elles se poursuivent sous le règne de Charles XI. La question de la réduction a été à nouveau soulevée au Riksdag de 1680 en relation avec les autres réformes de Charles XI. Certains nobles soutenaient le roi dans la poursuite de la confiscation des domaines. D’une manière générale, la décision de réduire le nombre de seigneuries avait pour première conséquence de faire revenir les comtés et baronnies à la couronne, ainsi que tous les domaines royaux avec leurs biens respectifs. La confiscation n'est pas systématique, elle dépendra de la position sociale et des fonctions des petits nobles vis-à-vis du souverain suédois. Car le roi de Suède ne peut s'affranchir de la bonne implantation des nobles propriétaires terriens locaux. L'entretien de la force d'occupation dans les provinces de la Baltique a donné lieu à de gros problèmes dès le début. La petite noblesse locale bien implantée offrait par conséquent aux nouveaux seigneurs des infrastructures sur lesquelles ils pouvaient se reposer. Après presque un siècle de guerre, les pays baltes étaient fortement dépeuplés. La population avait fui la guerre de sorte qu'il n'y avait pas de main-d'œuvre pour la reconstruction. La clé pour résoudre ces multiples problèmes économiques et sécuritaires était de trouver de la main-d'œuvre et des soldats pour les pays baltes. La situation était encore aggravée par une Suède peu peuplée : indépendamment de sa grande superficie, l'ensemble du royaume ne comptait au XVIIe siècle qu'environ 1,5 million d'habitants essentiellement ruraux. C’est pourquoi la Couronne suédoise a systématiquement commencé à établir des colonies militaires en Suède à partir des années 1620 dans les régions orientales du royaume :Carélie, Ingermanland, Estonie et Livonie.

#### Exils volontaires, expulsions et personnes déplacées

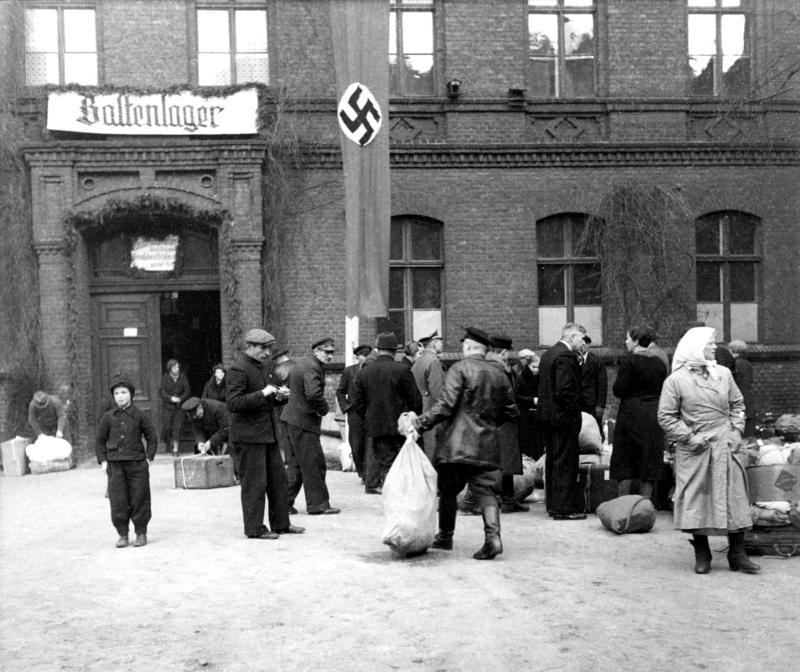
Camp de personnes déplacées baltes à Poznań.

Avant la Seconde guerre mondiale, le Troisième Reich met en place le déplacement des populations germano-baltes de leur pays natal vers les régions annexées de force en Pologne. D’octobre à décembre 1939, 14 000 personnes quittent l’Estonie et 52 000 personnes la Lettonie. Une deuxième phase a lieu au début de 1941 où 17 000 personnes sont déplacées. Ce programme ne concerne pas seulement les Germano-Baltes, mais aussi toutes les autres minorités germanophones des pays de l’Est ainsi que celle du Tyrol du Sud dans le cadre d’un programme plus vaste sous le slogan « Heim ins Reich ».
Dès la fin du XIXe siècle, les nobles germano-baltes ont déjà senti venir les choses et ont quitté d’eux-mêmes la Livonie pour trouver un refuge dans des manoirs de leur parenté en attendant que les choses se calment. Ce fut le cas de certains Rosen qui se retrouvent en Pologne, en Lituanie ou dans l’Empire allemand. À cette époque, les pays baltes subissent un début de russification ; la population balte commence à contester la position dominante et les privilèges des baltes de culture allemande. L’atmosphère n’était pas propice pour les germanophones en raison de la Première guerre mondiale et de la Révolution russe. En 1881, on comptait environ 180 000 Germano-Baltes dans les deux pays, il n’en restait qu’environ la moitié dans les années 1920. Après 1918, les grands propriétaires terriens craignaient pour leur avenir dans un pays devenu communiste où ils étaient de surcroît expropriés.
Lors de son discours le 6 octobre 1939 au Reichstag, Hitler annonce l’évacuation de tous les Germano-Baltes. Le lendemain de son discours, Hitler enjoint Himmler de « consolider l’identité intrinsèquement allemande du peuple afin d’établir un nouvel ordre ethnographique » ; ce n’est pas seulement une prétendue mesure de sauvetage des populations de culture allemande vivant hors du Reich, mais bien une manière d’anéantir l’État polonais : Hitler promet de dédommager les Germano-Baltes grâce au patrimoine confisqué aux Polonais et aux juifs des régions annexées par l’Allemagne nazie (le Reichsgau Dantzig-Westpreußen et Reichsgau Warthelland). Le 8 octobre 1939, Himmler convoque Heydrich pour lui confier la tâche de créer une cellule chargée de recenser et naturaliser les Allemands qu’il faudra déplacer. Le premier bateau quitte déjà Tallinn le 18 octobre 1939. Une société de fiducie fut créée à dessein pour gérer les affaires patrimoniales et financières de ces déplacements car les recettes des expropriations reviennent au Reich, .
En théorie, la décision de partir repose sur le volontariat. Mais en réalité, le régime nazi fait pression en précisant qu’il s’agit d’une mission confiée aux Allemands de l’Europe orientale, littéralement d’un « appel du Führer » en personne. Toute personne restant sur place serait considérée comme traître à la nation germanique. Très peu vont finalement rester, car de toute façon les infrastructures en langue allemandes seront toutes fermées après le départ des baltes germanophones. Après le 22 juin 1941 et l’invasion de l’URSS, il a été interdit aux populations déplacées de repartir dans les pays baltes. 3 500 Lettons et Estoniens se joignent au convoi ainsi que des Germano-Lituaniens. En 1944-45, les mêmes personnes déplacées pour la mission de germaniser la Pologne sont contraintes de fuir à nouveau, toujours plus loin vers l’ouest.

« Quiconque ces jours-ci se désolidarisera de son groupe ethnique afin de rester dans le pays, se séparera à tout jamais du peuple allemand. Il doit bien en saisir la portée car sa décision vaudra pour ses enfants et les enfants de sens enfants. Et ce sera irrévocable. »

— Rigasche Rundschau du 30/10/1939, Deutsche Volksgenossen !
Il ne fait aucun doute pour les spécialistes de la question qu’au début les Germano-Baltes furent enthousiastes et favorables au régime national-socialiste, à commencer par les grands propriétaires de l'ancienne noblesse latifundienne. Toutefois, nombreux parmi eux se sont sentis trahis par ce régime car, in fine, ils furent systématiquement et complètement dépouillés de leurs biens ancestraux par un régime qui n’était même pas un adversaire,. En Estonie, les Rosen sont à nouveau propriétaires de domaines qui leur ont longtemps appartenu comme celui de Gacionys (aujourd'hui à Juzintai en Lituanie) qui est dans la famille depuis 1780 à l’initiative de Jan von Rosen et restaurée en 2001 par Piotr Rosen ; c’est aussi le cas du Manoir de Lückholm où les démarches pour récupérer le château ont abouti favorablement.
Le descendant des Rosen livoniens, le baron Hans von Rosen, n’a pas connu un sort différent des autres concitoyens. Der révolutionnaires russes mettent le feu au château ancestral de Groß-Roop (de) en décembre 1905. Le baron le fit reconstruire entre 1906 et 1909 en y ajoutant de nouvelles extensions, mais, comme tous les grands propriétaires terriens de Lettonie, il fut exproprié onze ans plus tard dans le cadre d'une grande réforme agraire. De son immense propriété, on ne lui laissa qu'une cinquantaine d'hectares dont le château de Gross-Roop lui-même. Il y vécut jusqu'à son expulsion en 1939 dans le cadre du programme « Heim ins Reich ». La procédure semble un peu plus complexe pour Jakob von Rosen Imig, domicilié dans l’Utah, qui estime être l’héritier légitime du château de Gross-Roop,.

### Aspects juridiques et privilèges accordés aux Rosen

#### Main commune
Avec les Ungern, les Tiesenhausen et les Uexküll, les Rosen faisaient partie des quatre familles baltes que l’on appelait autrefois les « Quatre de la main réunie ». Cette référence à l’ouvrage de M.W. Ramseier revient de manière récurrente sous la même forme dans les sites qui évoquent les nobles germano-baltes susmentionnés sans apporter d’éclaircissement ; elle n’est pas auto-explicative. Force est de constater qu’il manque un doigt à la main. C’est pourquoi le recours au texte original des sources en langue allemande permet de mieux appréhender le sujet : il s’agit clairement d’un terme juridique successoral répandu dans le droit germanique que l’on retrouve en Suisse francophone dans le concept de « propriété en main commune », en allemand die gemeinsame Hand ou die gesamte Hand pour désigner une propriété collective. En l’occurrence, si l’on se réfère à une explication de Friedrich Bienemann, la description de « la main complète » est plus explicite : 

« Nous avons vu comment, dès 1414, les Tiesenhausen, les Rosen, les Ungern et les Uexküll avaient établi une main commune dans l'archevêché, afin que les biens qui étaient une fois entrés en possession de l'une de ces familles ne puissent plus jamais sortir de leur union. »

— Bienemann, Baltische Monatschriften
.
Selon le droit nobiliaire allemand, les Rosen n’appartiennent pas à la haute noblesse. De nombreuses maisons nobles plus élevées auraient pu prétendre à ce privilège en matière de droit successoral. Dans l’archevêché de Riga, seul quatre familles vassales de basse et moyenne noblesse se sont vues accorder le droit de la « main commune » (gemeinsame Hand). Après les Tiesenhausen en 1417, il a été accordé à la famille Rosen en 1428, puis aux Ungern en 1455 et enfin aux Uexküll en 1477. Il stipulait la manière dont étaient transmis les fiefs par héritage. Les héritiers directs n'étaient pas les seuls à avoir droit à la succession, les parents de la lignée masculine au sein de l'ensemble de la famille y avaient également droit.

#### Servitude dans les fermes domaniales
Les Rosen appartenant à la classe dirigeante des petits seigneurs et propriétaires de domaines et fermes agricoles, ils ont évolué dans le schéma en vogue dans les pays baltes du Moyen Âge aux Temps Modernes. L'emploi obligatoire des jeunes adultes dans le service agricole était de mise dans les fermes domaniales, de même que la corvée, l'absence de sécurité des droits de propriété et la restriction de la mobilité. D'après la littérature historique, l’Estonie et la Livonie ont acquis du XVIe au XIXe siècle la réputation d'être une région de l'Europe de l'Est où le servage était l'une des formes les plus dures. Les relations entre les paysans et les propriétaires de manoirs n'étaient pas réglementées. Le servage livonien était paternaliste. Les châtiments corporels, omniprésents et souvent excessifs, faisaient partie intégrante de l'éducation de paysans obéissants. La flagellation était considérée comme normale et tout à fait indispensable à l'établissement de relations harmonieuses entre le seigneur du manoir et ses paysans. En Estonie et en Livonie, les seigneurs n'avaient pas le droit de tuer leurs paysans ou de les condamner à mort. Néanmoins, cette interdiction n'était formulée directement dans aucun acte législatif. Dans la « déclaration Rosen » de 1739, le baron von Rosen expliquait que lorsque les privilèges accordés par les souverains polonais Sigismond II Auguste et de Charles IX avaient assurés la souveraineté totale de la noblesse livonienne sur la justice civile et la justice des hommes, la chevalerie avait renoncé « de son propre gré » à ce droit sur ses paysans. Le droit d'infliger la peine de mort a été transféré aux tribunaux de la couronne, tant en ce qui concerne les biens de la couronne que les biens privés.

### Un office associé aux Rosen: le bailli épiscopal
La fonction de bailli archiépiscopal était aux XIIIe et XIVe siècles l'une des principales fonctions laïques administratives de la ville. Le bailliage était géré comme un fief avec des pouvoirs étendus. Bien que le seigneur du pays disposât du pouvoir de révoquer le bailli de ses services le cas échéant, certains domaines féodaux furent créés à cette époque au XIVe siècle et devinrent quasi héréditaires comme c'était également le cas dans le Saint-Empire à la même époque. On y trouve par exemple ceux de la famille vassale von Rosen et ceux de la famille Tiesenhausen.
Au moins sept membres de la famille von Rosen ont été baillis à Treiden. Le bailliage de Kokenhusen est certes resté intimement lié à la famille von Tiesenhausen, mais par leur union avec des filles Tiesenhausen les Rosen sont aussi devenus baillis de Kokenhusen comme Otto von Rosen en 1363 ou son arrière-petit-fils Andreas von Rosen en 1480, lui-même fils de Otto von Rosen bailli de Treiden en 1457. Les Rosen occupant cette fonction ont donc résidé à maintes reprises à Kokenhusen au lieu de leur fief à Roop. Quelques Rosen ont également occupé cette fonction dans d'autres évêchés de Livonie. Dans les documents de la seconde moitié du XIIIe siècle et de la fin du XIVe siècle, les baillis étaient considérés comme des officiers épiscopaux d'épée et à ce titre comme représentant noble de nom et d'armes pour le souverain local. Le château et les territoires de Kokenhusen étaient un fief de la famille von Tiesenhausen, mais tous les baillis de ce bailliage n’ont pas appartenu à cette famille, notamment au XIVe siècle avec Woldemar von Wrangel (1340) et Luder von Stederen (1371). De même, au XVe siècle, le bailli de Kokenhusen atteste que l’archevêque Scharpenberg a donné en fief à son vassal le bailli et économe épiscopal von Rosen. La maison des Rosen possédait aussi depuis les années 1340 des biens dans la capitale à Riga, généralement dénommé Rosenhof.
Aux XIIIe et XIVe siècles, les documents officiels n’ont l’usage que de la forme latine advocatus pour désigner la haute fonction de bailli diocésain ou épiscopal. Les actes des XVe et XVIe siècles emploient davantage le terme allemand Stiftsvogt ou tout simplement Vogt avec toutes ses variantes dialectales. Le terme Landvogt, en latin praefectus ou germanisé en Präfekt, est aussi usité bien qu’il désigne un bailli séculier. L’advocatus est responsable de l’advocacia, le Vogt d’une Vogtei. Il ne faut pas les confondre avec les baillis (Vögte) sur le territoire de l’Ordre teutonique de Livonie, car ceux-ci géraient un château et son domaine respectif, donc juridiquement l’équivalent des commanderies.

#### Les bailliages de l’archevêché de Riga pendant les Croisades baltiques
Le temporel de l’archevêché de Riga, confirmé par le pape Alexandre IV le 31 mars 1255, comportait au milieu du XIIIe siècle neuf subdivisions faisant fonction de bailliages avec respectivement un château-fort symbolisant le siège bailliager et servant de résidence permanente pour le bailli épiscopal. Cette période correspond aux vagues de christianisation des pays baltes à l’origine de l’installation de plusieurs familles germano-baltes comme les Rosen. La région d'Idumea faisait également partie du territoires de l’archevêché de Riga, mais n’avait pas de statut de bailliage. C’est dans cette région d’Idumea que des châteaux ont été construits pour les Rosen, famille vassale de l'archevêque. Roop qui deviendra le fief des Rosen n’est encore qu’une petite bourgade. Les domaines des von Rosen comportaient au fil du temps plusieurs châteaux en pierre de taille.

#### Les prérogatives du bailli en Livonie médiévale
Les Rosen furent à différentes périodes baillis de Treiden et de Kokenhusen.
Aux XIIIe et XIVe siècles, les baillis épiscopaux étaient chargés comme ailleurs des affaires administratives et judicaires. De plus, ils conduisent leur armée et servent de témoins pour l’attribution des fiefs. Jusqu’à la moitié du XVe siècle, les actes officiels ne font état que de 2 sièges bailliagers certains: Treiden et Kokenhusen ou plus globalement le côté live (bas allemand : de liwische side) et le côté lette (bas allemand : de lettische side),. L’évêque Silvester Stodewescher évoque, en effet, « ses officiers dans deux circonscriptions avec ses baillis » (bas allemand : meine diener in czween hawf e mit meynen vaythen). Mais le district de Ronneburg a également été le siège d’un bailliage de manière discontinue. Parfois seul un officier subalterne y représentait le bailli de Treiden.. Un siècle plus tard, les documents évoquent la présence de ces officiers subalternes très similaires à ceux de l’Ancien Régime en France ou en Allemagne : le châtelain, le prévôt ou vice-bailli, les capitaines et quelques lansquenets ou sergents.
Le bailli épiscopal a le droit d’exiger des déclarations sous serment de la part des maires des villes dépendant de l’évêché à l’instar de Christian von Rosen, bailli de Treiden, qui fit prêter serment à Heinrich von Werden, maire de Lemsal, le 7 juillet 1514 devant un tribunal,. Le bailli épiscopal pouvait faire fonction de délégué ou député (allemand : disputirter) du chapitre canonial de Riga et de l’Ordre teutonique aux diètes impériales dans le collège des prélats, princes ecclésiastiques et laïques, notamment au XVIe siècle. En 1528, c’est le bailli de Treiden qui représente le chapitre à la Diète impériale de Ratisbonne. En 1530, le même bailli accompagne son souverain l'archevêque de Riga qui se déplace lui-même à la Diète de Ratisbonne.Il pouvait représenter l’archevêque pour des missions diplomatiques à l’étranger comme le bailli de Kokenhusen qui se rendit en Pologne en 1534 pour préparer la visite de son souverain ou le bailli de Treiden qui se déplaça à la cour archiépiscopale de Mayence. Le second, Georg von Rosen zur Nabbe, était également présent en 1549 à la cour de la Chambre impériale, en 1550 au mariage du duc de Prusse, Albert de Brandebourg-Ansbach, et en 1552 à la cour de l'empereur Charles Quint.

## Seigneuries des Rosen livoniens et estoniens
L'ancêtre de la famille, originaire de Basse-Saxe pour certains généalogistes, de Bohème pour d'autres, est un chevalier du nom de Theodoricus de Ropa qui part combattre en Livonie en 1203 avec les chevaliers Porte-Glaive. La famille reçoit son blason avec écu à trois roses en 1296. D'abord seigneurs, les Rosen deviennent barons, puis comtes en Suède. Ils sont barons en Livonie, leurs titres et privilèges sont reconnus au XVIIIe siècle par les assemblées de la noblesse du gouvernement d'Estland et du gouvernement de Livonie, lorsque ces territoires passent de la Suède à la Russie impériale.

### En Lettonie et Estonie actuelles
Depuis leur arrivée en Livonie, les chevaliers von Rosen ont été seigneurs de plusieurs domaines de manière soit quasi permanente jusqu’au XVIIIe siècle, soit pour une durée plus courte (Acquisition, leg, mariage).
Selon la règle de la main commune, les terres et seigneuries étaient souvent réparties entre tous les membres masculins de la lignée. Les deux seigneuries ancestrales et fondatrices des Rosen sont celles de Großroop et Kleinroop en Livonie. Puis les différentes sous-branches se répartissent les seigneuries annexes, parfois de manière quasi héréditaire sur des générations comme celle de Hochrosen en Livonie ou Sonorm en Estonie.
La maison de Rosen a par conséquent pour auteur les seigneurs de Großroop et Kleinroop pour les branches baltes, suédoises, russes et françaises.
Les conventions linguistiques allemandes de cette région européenne ont pour habitude de nommer le nom de la seigneurie en l’ajoutant soit au nom patronymique, soit au fief principal avec la préposition « auf », plus rarement la préposition « zu ». On obtient ainsi les formes suivantes : 
- Ernst Johann von Rosen auf Lubar;
- Johann von Rosen auf Sonorm;
- Dietrich von Rosen-Großroop auf Gresten.

#### Seigneur de Großroop
Les Rosen se sont installés dans cette région balte au XIVe siècle. Un acte évoque les frères chevaliers Wolmar et Henneke en 1350, fils d’Otto dont les terres et la résidence fortifiée sont désignées dans le manuscrit en bas-allemand par husz tho Rosen (maison à Rosen), Rosen désignant ici un microtoponyme qui permet d’identifier la souche de la famille de petite noblesse. C’est à cette époque que la famille Rosen devint vassale de l'archevêque de Riga. Le fief reste aux mains des Rosenà Straupe (Roop) jusqu'au XVIe siècle, date à laquelle il fut perdu par les Rosen. Au milieu du XIXe siècle, la famille Rosen récupère Straupe et y exerça une activité agricole jusqu'à la fin des années 1930. Les seigneurs de Rosen font ériger le château de Groß-Roop (Lielstraupes pils) autour duquel le village de Straupe se développe. Entre temps, soit au début du XVIe siècle, Lielstraupe appartenait au chevalier Otto von Rosen avec ses fils Walter, Dirik, Johan et Otto dont le château et les manoirs annexes autour de Straupe ne sont plus désignés dans les documents officiels par « tho Rosen » comme deux siècles plus tôt mais par « tho Rope » (à Roop),. Jürgen von Rosen, propriétaire et seigneur de Roop en 1548 confirme leurs droits aux citoyens et sujets de Straupe. La seigneurie dépend alors de l’Ordre de Livonie. Dans le contexte des perturbations géopolitiques qui vont se poursuivre pendant plusieurs siècles, les Rosen perdent leur fief à Roop quand la dynastie Vasa prend le pouvoir dans la république des Deux Nations au XVIe siècle avec le roi de Suède Sigismond qui devient également roi de Pologne-Lituanie. Ce premier acte de force suédois est entériné par l’exécutif du roi Gustave II Adolphe qui décrète en 1625 l’expropriation des Rosen à Roop dans le cadre d’une première réduction ; le terme suédois « reduktion » désigne une réforme territoriale féodale où le royaume de Suède récupère des terres accordées préalablement à la noblesse en Suède ou dans ses nouvelles terres conquises. L'ancienne noblesse terrienne perd ainsi la base de son pouvoir Le 1er septembre 1625, Gustave-Adolphe qui se trouve dans son camp de guerre à Biržai donne le domaine de Groß-Roop ( Lielstraupe) à son premier lieutenant et baron Wilhelm von Wallenstein; les domaines de Stolben et Autzem font également partie de la donation. . Le 23 octobre 1629, Wallenstein le vend à Elizabeth von Tillbach, veuve du baron Jürgen von Albedyll, seigneur de Hackers en Estonie. L’achat est approuvé le 4 mars 1630 par les autorités suédoises. La reine Christine de Suède confirme au fils d’Elisabeth von Albedyll (Elizabete Albedīla Lielstraupi) l’héritage de Groß-Roop en août 1646 . Le prochain propriétaire sera son fils aîné Heinrich-Georg, colonel et député du parlement régional, seigneur de Groß-Roop, Reßenhof, Laitzem, Haggers, Stolben et Aützem. Les Albedyll sont liés par mariage aux Rosen mais aussi par les familles Tiesenhausen ou von Zoege entre autres.
Le député Heinrich Albedyll laissa le domaine à son fils, le lieutenant-général russe Gustav Ernst von Albedyll, qui mourut sans enfants et le laissa à son frère le maréchal Otto Reinhold von Albedyll († ). Par le biais d'une transaction conclue entre les héritiers Albedyll le 3 mai 1704, Groß-Roop revint à l'époux d'une Albedyll, le lieutenant général Carl Adam von Stackelberg, à qui il fut attribué par la commission de restitution les 23 mai et 26 juin 1722. Avant 1754, il était la propriété du chambellan de l’électorat de Saxe Peter von Vietinghoff ; sa veuve Eleonore Christine, née von Mengden, transmet la seigneurie en second mariage au comte Browne, gouverneur général. Le 5 avril 1797, Christoph Heinrich Friedrich comte de Solms et Tecklenburg mit en gage Groß-Roop avec Ropermünde au secrétaire Jacob Bernhard Müller qui la céda le 19 juin 1797 au tsar Paul Ier jusqu'à ce que le Cabinet du tsar Alexandre II vende Gross-Roop avec Ropermünde pour 90 000 roubles au lieutenant-général Johann Gustav Baroll von Rosen le 2 juin 1866.

#### Seigneur de Kleinroop
Henrik von Rosen possédait un village près de la ville de Koknese dénommé Lobene (Jāniaciems). Il l’échange en 1378 contre deux villages proches de la ville de Straupe, "Koysell und Roywells", appartenant à l'archevêque de Riga Jean IV de Zinten. Il se rapproche ainsi de sa parenté, les Rosen Groß Roop. La seigneurie se développe en augmentant les nouvelles terres agricoles comme le hameau Rāvlicas. Ensemble, les différents domaines agricoles donnent le Nouveau ou Petit Straupe (Klein-Roop , Mazstraupe). En 1543, le seigneur de Klein-Roop est aussi seigneur de Kuhdum et Raiskum à la fin du XVIe siècle. Jürgen von Rosen-Kleinroop (Jurgens Rozens Mazstraupi) lègue ses propriétés à son fils Fabian en 1582. Le dernier obtient la confirmation de ses droits par le roi suédois Gustave II Adolphe lors du traité de Norrköping le 7 juillet 1631, pour lui et ses descendants. Le 4 septembre 1648, la reine Christine de Suède confirme les clauses du traité pour Klein-Roop et Raiskum à ses fils Fabian, Otto, Magnus, Ernest, Engelbrecht Wilhelm et au méréchal de France Conrad. Contrairement à la seigneurie de Groß-Roop, le manoir de Klein-Roop est reconnu comme propriété des Rosen lors de la Grande Réduction .

#### Seigneur de Hochrosen
Le château-fort d'Augstroze est édifié en 1272 par Christian von Rosen. Ses descendants Kersten et Jürgen scindent les domaines en deux : Kersten hérite de Klein-Roop (Mazstraupi) tandis que Jürgen reçoit Hochrosen (Augstrozi) en 1518. Ils portent d’un commun accord le nom de Rosen-Hochrosen.
Le 16 octobre 1540, le fils de Kersten II, fils de Jürgen, obtient la totale propriété de Hochrosen moyennant compensation pour ses cousins. Le conseil familial se met d’accord pour accorder le Ropenhof au petit-fils de Kersten II. Ces clauses successorales ont été approuvées par l'archevêque Guillaume de Brandebourg le même jour à Limbaži. Les Polonais assiégèrent et incendièrent le château de Hochrosen en 1601. Johann, le frère de Heinrich, seigneur de Hochrosen, a été grièvement blessé au cours de cette bataille. Il survit et passe aux troupes suédoises. En 1699, l’arrière-petit-fils de Kersten II, Fabian von Rosen, se voit confirmer ses prérogatives sur Hochrosen et Ropenhof ainsi que la co-seigneurie de Daugeln (Dauguli). Sa petite-fille Beate-Christine von Rosen vend Hochrosen-Ropenhof le 23 février 1759 au député Georg Johann von Meyendorff. La seigneurie reste dans cette famille jusqu’en 1859 où elle passe à Karl von Gernsdorf jusqu’au XXe siècle.

#### Seigneur de Lubar – Gresten
Lubar (letton : Rozes) fut vendu en 1489 par les frères George et Bartholomäus von Grundeis (hérité de leur aïeul Peter Grundeis seigneur de Lubar, Pfalzmar und Grundsal dont les ancêtres sont originaires de Poméranie au XIVe siècle) à Heinrich von Buxhöwden ; ses héritiers Michael Lorenz et Johann Buxhöwden le cédèrent en 1536 au grand-père de Reinhold, Dietrich von Rosen, à l'exception du futur domaine de Wilkenpahlen. Gresten (letton :  Lejzvejnieki ), qui faisait autrefois partie du domaine de Zehrten, provient d'une concession différentes de parcelles de terrain accordée par l'archevêque Michel à Johann von Bedenfeld en 1505. L'une d'entre elles devint la possession de Johann Gresten qui lui donna son nom actuel. Acquise plus tard par Heinrich von Blomberg, cette propriété fut vendue le 12 mars 1540 à Dietrich von Rosen. Le roi Sigismond II de Pologne accorda cependant Lubar à Jean Maczewitz le 10 mai 1569, et ce n'est que le 1er mai 1596 que le roi Sigismond III restitua ce domaine à Otto von Rosen, grand-oncle de Reinhold, et lui confirma en même temps Gresten et Ninigal. En 1640, des trois fils d’Otto III von Rosen, Lubar appartenait à Otto IV von Rosen, Gresten à Hermann von Rosen et Ninigal à Reinhold von Rosen, futur seigneur de Dettwiller en Alsace. Après le décès de son frère Johann von Rosen auf Lubar tombé à la bataille de Rethel, les deux neveux de Reinhold de Rosen se partagent les fiefs de leur père en 1670: le landmarschall Ernst-Johann reçoit Lubar et le capitaine George von Rosen obtient Gresten et Zehrten. George vendit son bien en 1671 au conseiller royal Swante Banér. Confisqués par la réduction des biens, Gresten et Zehrten furent restitués le 9 décembre 1724 aux filles de Catharina Elisabeth von Rosen, épouse von Palmstrauch, qui vendirent Lubar et Gresten le 21 mai 1735. Le seigneurie de Lubar-Gresten n'est plus dans les mains des Rosen.

#### Seigneur de Sonorm
Onze Rosen-Kleinroop portèrent le titre de seigneur de Sonorm du XVIe au XVIIIe siècle. Sonorm se trouve dans la commune d’Ampel en Estonie (Ambla dans le comté de Järva). Les branches baronniales suédoises de la famille Rosen-Sonorm appartiennent à la branche cadette des Kleinroop, seigneurs de Hochrosen , qui porteront longtemps le titre de seigneur de Sonorm pour une première sous-branche et seigneur de Schönangern (Rõuge, Estonie) pour une seconde sous-branche. Leur ancêtre commun est le commandant de cavalerie au service de la Suède, Robert von Rosen (début du XVIIe siècle). La famille baronniale avec le matricule no 290 a une origine commune avec la maison du comte von Rosen no 85. Une partie des barons von Rosen descendent de Dietrich von Rosen-Sonorm. Pour la lignée 290, c’est l'arrière-petit-fils de Robert, Hans von Rosen-Sonorm qui devient le premier baron de cette lignée le 13 septembre 1772 matricule no 290. Le frère de Hans von Rosen-Sonorm, Gustav Fredrik von Rosen-Sonorm, acquiert quant à lui le titre de comte de Rosen le 22 novembre 1751 puis il est introduit à la noblesse suédoise le 8 juin 1752 avec le matricule no 85.

#### Seigneur de Schönangern
La seigneurie Schönangern (estonien : Krabi) se trouve dans la commune de Rõuge dans le comté de Võru en Estonie,. Schönangern était également appelé Grabbenhof.
Deux Rosen-Kleinroop furent seigneur de Schönangern et co-seigneur de Riesenberg ou Berga au XVIIe siècle. Ils appartiennent à la branche suédoise von Rosen-Hochrosen-Sonorm. Leur ancêtre commun est le commandant de cavalerie au service de la Suède, Robert von Rosen (début du XVIIe siècle). La famille baronniale avec le matricule no 290 a une origine commune avec la maison du comte von Rosen no 85. Une partie des barons von Rosen descendent de Johann von Rosen-Schönangern. L’arrière-arrière-petit-fils de Robert, Otto-Vilhelm von Rosen-Schönangern (naturalisé avec ses deux frères 12 mars 1746 par le roi Fredrik Ier et introduit à la noblesse suédoise en 1752 sous le matricule no 1905), devient le premier baron de cette lignée le 13 septembre 1772 matricule no 290.

#### Seigneurie d'Ikšķile ou Ninigal
Le fief d’Ikšķile (allemand :  Uexküllshof - anciennement Ninigal et Ninigallshof ) était un manoir de chevalier situé en Livonie dans la municipalité de Blome dans la région lettone de Smiltene. Le manoir et ses domaines d’Ikšele porte le numéro 78 sur la carte Wegekarte des Walkschen Kreises mit den Kirchspiels- und Gutsgrenzen » parue en 1904).
Le roi Sigismond II Auguste l’inféode à Johann Masskowitz. En 1595, il vend son domaine à Otto von Rosen . En 1640, le manoir appartenait à Reinhold de Rosen, puis le manoir passa à Catharina Elisabeth von Rosen, qui épousa Jacob von Uexküll, et leur fille, qui était mariée à Otto von Zoege. Ce dernier vend ensuite le manoir en 1668 au conseiller royal Swante Banner. Par conséquent, le manoir de Cērtene et le manoir d’Ikšele fusionnent pour donner un seul fief.
Au XVIIIe siècle, il est aux mains des von Wellingk, von Westhos, Matthesius puis von Pahlen. Au XIXe siècle, Pahlen échange les privilèges des manoirs de Cērtene, d’Ikšele et de Zeltiņi contre contre les manoirs de Palsmane (Palzmar) et de Vigla avec le major Bernhard Ernst von Berg. C’est le début d’une succession de mise en gage, vente ou échange avec les familles von Budberg, Hyronimus, von Lesten, von Tiesenhausen, Dorfei, von Lantingu et von Bandau.
Au début du XIXe siècle, la superficie totale du manoir d’Ikšele et du manoir de Cērtene était de sept adramaa (terres labourables) avec 405 sujets.
En 1920, lors de la liquidation des manoirs, le manoir d’Ikšele possédait 237 hectares de terres dans la municipalité de Blome et 317 hectares de terres dans la municipalité de Smiltene.

#### Seigneurie de Palzmar
Palzmar (letton :  Palsmane) se situe dans le district de Smiltene en Lettonie.
Les premiers propriétaires connus du manoir étaient au XVe siècle les Grundeis et les Buxhoeveden. Les barons et comtes von Bergi de Katentack, également une famille de chevaliers germano-baltes en Livonie, étaient vassaux de l’évêque de Saaremaa-Vick à partir de 1531. À différentes époques, la famille était en possession des seigneuries de Zehrten avec Ninigal et Selting d’une part, de Palzmar avec le Friedrichshof d’autre part. En 1536, Diedrich von Rosen rachète le manoir à ses héritiers pour 5400 marcs. En 1615, lors de la réduction des domaines, le manoir passa à l’État, où ses domaines furent subordonnés au manoir de Smiltene en tant que municipalité distincte. En 1732, l’impératrice de Russie Anna Ivanovna le donna à son favori Ernst Johann von Biron, duc de Courlande. À partir du XVIIIe siècle, le domaine appartient successivement aux von Zoeckell, von Albedyll, von Berg et von Pahlen.

#### Seigneur de Kostifer
Kostifer (estonien : Kostivere) se trouve dans la paroisse de Jõelähtme, comté de Harju, en allemand Jegelecht, comté de Harrien.
Cette seigneurie est surtout associée à la famille Brevern. Deux barons von Rosen furent seigneur de Kostifer et Püha au XIXe siècle.

#### Seigneur de Waidau
Seul Hans von Rosen de la branche Großroop fut seigneur de Waidau tandis que son frère Woldemar fut seigneur de Pernigel.
La propriété aux mains des Patkul avait déjà des revenus imposables faibles en 1696. La maison résidentielle était modeste puisque qu’elle comportait un toit de chaume, au rez-de-chaussée seulement un vestibule, une cuisine et une pièce de vie avec 12 fenêtres sans parquet au sol ; à l’étage deux chambres de 8 et 4 fenêtres. L’exploitation a fait faillite, les biens furent saisis et les héritiers expulsés avec l’aide de l’armée.

#### Seigneur de Riesenberg
La seigneurie de Riesenberg (estonien : Riispere) se trouvait dans la commune actuelle de Nissi, comté de Harju. La première mention remonte à 1394. C'est à cette date qu'a été formé le domaine seigneurial de Riesenberg. Il existe encore le Riesenberg lequel est associé aux Stackelberg.
Seul Johann von Rosen auf Schönangern-Riesenberg sera seigneur de ce domaine. Il provient de la branche des seigneurs de Sonorm dont les descendants sont barons et comtes de Rosen en Suède.

#### Seigneur de Püha
La seigneurie située dans la municipalité d'Otepää dans le comté de Valga appartenait au XIVe siècle à la famille von Uexküll. Plus tard, les terres et le château ont été tranmis à plusieurs familles nobles dont les Rosen.

### Dans le royaume de France
Bien que nés en Livonie, deux Rosen porteront et transmettront leurs titres de seigneur, comte ou marquis en Alsace aux XVIIe et XVIIIe siècles : le doyen Reinhold de Rosen et son gendre Conrad de Rosen.

#### Seigneur de Herrenstein
Reinhold de Rosen venu servir dans les troupes royales françaises au XVIIe siècle obtient pour services rendus le titre de seigneur de Herrenstein en Alsace, Bas-Rhin. Il s’agit du bailliage de Dettwiller auquel appartiennent la seigneurie de Herrenstein et les villages de Dettwiller, Rosenwiller, Dossenheim et Kugelberg.
Initialement aux mains des princes-évêques de Metz, la seigneurie est engagée en 1380 par l’évêché aux comtes de Deux-Ponts aux trois quarts et aux seigneurs de Lichtenberg pour un huitième ; le huitième restant demeura possession de la principauté épiscopale qui inclut la clause de rachat dans l’acte de vente. Au cours du XVe siècle jusqu’en 1527, les différentes parts composant le château et les villages affiliés finirent par revenir les unes après les autres aux bourgeois de la ville impériale libre de Strasbourg. La ville libre disposait ainsi d’un château aux portes du territoire des Lichtenberg. C’est le 10 octobre 1651 que la ville de Strasbourg vend la seigneurie à Reinhard de Rosen pour 35 000 florins en précisant que les sujets auraient la liberté de culte, en l’occurrence celle de la confession d'Augsbourg. Reinhard de Rosen obtint du roi de France par lettres patentes de 1752 la confirmation des principaux droits régaliens de la seigneurie.
Comme la lignée des Rosen s’éteindra assez vite en Alsace, la seigneurie de Herrenstein et le bailliage de Dettwiller passèrent aux Broglie par mariage avec le prince Victor de Broglie guillotiné en 1794. C'est Sophie de Rosen, devenue princesse de Broglie, remariée au marquis Marc René Voyer d'Argenson, qui vendra successivement les terres alsaciennes.

## Familles subsistantes en Suède

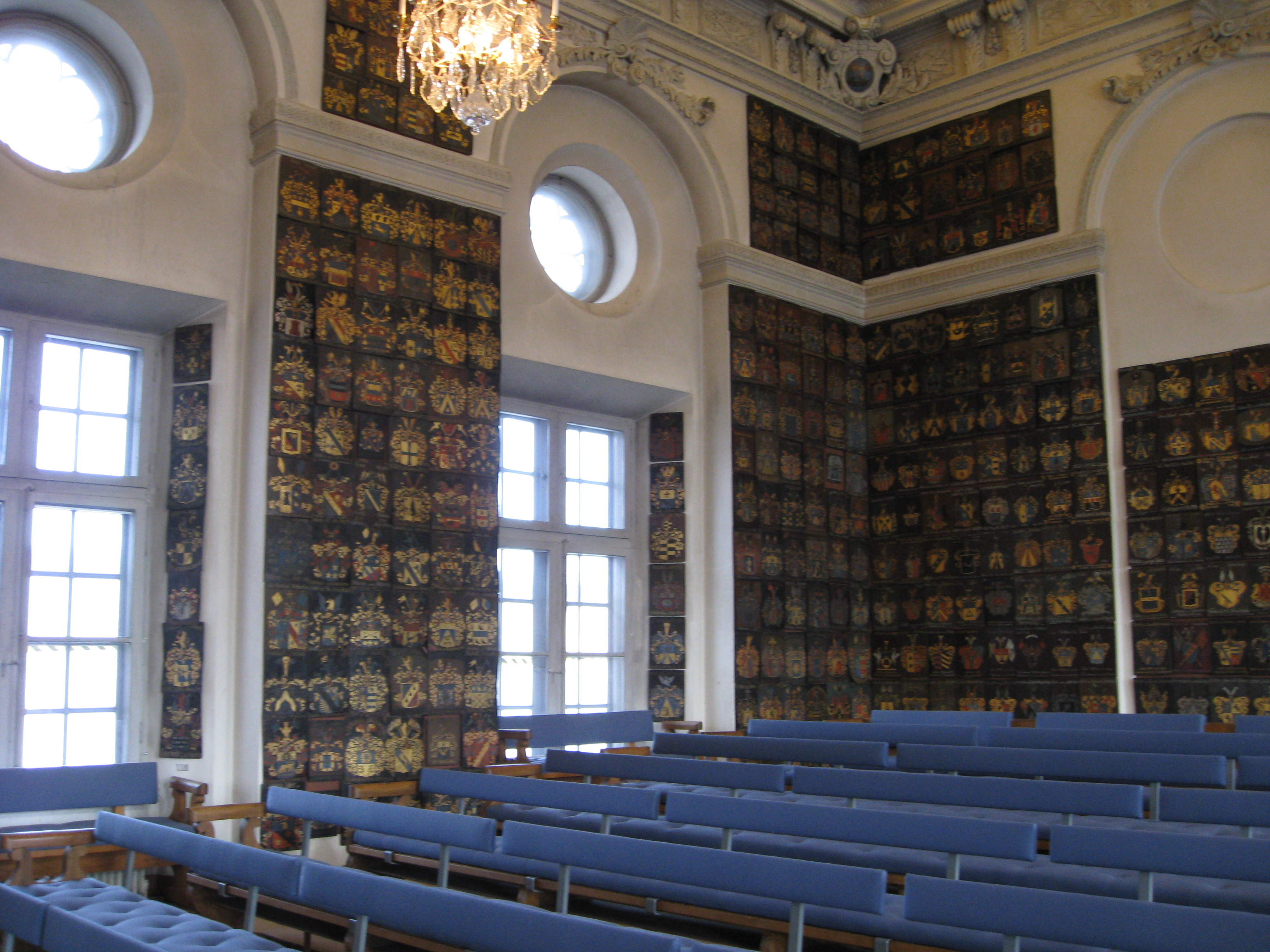
Maison de la Noblesse suédoise, Murs avec les armoiries des nobles inscrits, Stockholm.

Pour les familles nobles qui avaient été anoblies ou confirmées dans leur ancienne noblesse par un souverain en dehors des frontières de la Suède avant 1626, il n’y avait pas de naturalisation possible. Ce n’est qu’à ce moment-là que le droit de citoyenneté a été officiellement introduit avec l’Ordre de la Maison de la Noblesse. La naturalisation émanait du monarque suédois lui-même. La noblesse dite « introduite » en Suède est inscrite dans le Calendrier des Chevaliers et de la Noblesse de Suède (suédois : Riddarhuset) qui est toujours en fonction en 2024. L’enregistrement permettait d’avoir un contrôle sur les nobles qui participaient aux parlements et aux réunions.L’admission à la Maison de la Noblesse était payante de même que la création des armoiries qui devaient être accrochées dans le palais de la Maison de la Noblesse. Les descendants de l’ancêtre commun, Robert von Rosen-Hochrosen, ont été introduits avec leur blason respectif à la noblesse suédoise entre 1726 et 1776 dont deux lignées sont éteintes en Suède.
Deux branches ont subsisté en Suède jusqu'à ce jour et elles sont membre de la Riddarhuset :
- la maison comtale fondée par Gustaf Fredric, naturalisé suédois le 22 novembre 1751 et introduit à la noblesse suédoise le 8 juin 1752 sous le matricule no 85;
- la maison baronniale fondée par Otto Wilhelm, naturalisé suédois le 13 septembre 1772 et introduit à la noblesse suédoise le 9 mai 1776 sous le matricule no 290.

## Familles éteintes

### Branches suédoises

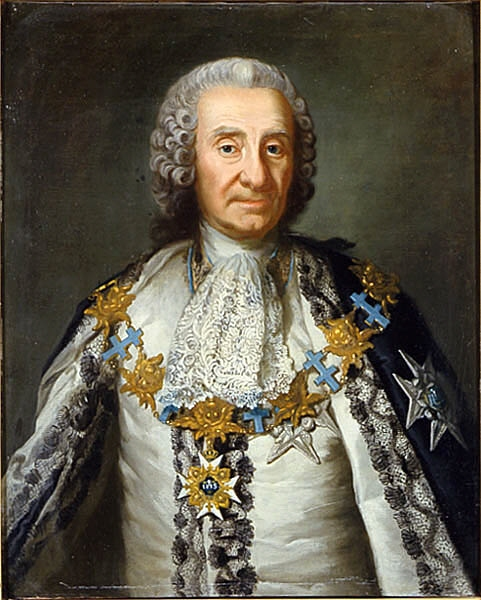
Gustaf Fredrik von Rosen (1688 Tallinn-1769 Stockholm.

Les Rosen issus de la branche Hochrosen ont été naturalisés suédois au XVIIIe siècle : Gustaf Fredric, Gouverneur général de Finlande, le 14 décembre 1724 et Axel Ditric le 3 décembre 1746; toutefois ces deux branches sont éteintes aujourd'hui.

### Branche des Rosen en France
L’ancêtre commun des deux représentants des Rosen en France est Johann von Rosen de la famille Gross-Roop au XIVe siècle à la 8e génération pour Reinhold et à la 9e génération pour Conrad. Reinhold de Rosen descend de son fils aîné Woldemar von Rosen-Gross-Roop tandis que Conrad de Rosen descend du fils cadet Kersten von Rosen-Klein-Roop, les deux fils ayant vécu dans la première moitié du XVe siècle.
Reinhold de Rosen est né dans le duché de Livonie ou Inflantie polonaise, duché vassal du grand duché de Lituanie, puis de la république des Deux Nations lituanienne et polonaise. Comme il sera déjà page du chancelier suédois Axel Oxenstierna en 1621 et qu’il combattra à la bataille de Lützen où mourut le roi Gustave II Adolphe en 1632 pour passer ensuite au service de Bernard de Saxe-Weimar puis du roi de France en Alsace, il entendra parler de la Livonie suédoise (1629-1721) plus qu’il ne la vivra sur place. Il faut garder en tête que, dans les pays de l’Est, la noblesse étrangère n’a été naturalisée et reconnue dans ses titres qu’un siècle plus tard. Les Rosen livoniens restent culturellement des « Allemands » qui ne sont pas des sujets au sens strict mais davantage des nobles étrangers au service d’un souverain qu’il soit suédois, lituanien, danois, russe, polonais, français ou encore d’un prélat rigois.
Le lignage du chevalier Woldemar von Rosen, seigneur de Gross-Roop, dont descend Reinhold, comporte la branche de Pernigel et la branche de Lubar. Le grand-père et le père de Reinhold sont seigneur de Lubar, de même que Johann, le frère de Reinhold, qui sera tué à la bataille de Rethel le 15 décembre 1650. Quant à Reinhold, il avait reçu en fief la seigneurie de Ninigall en Livonie avant de devenir seigneur de Dettwiller et Bollwiller en Alsace. La branche de Pernigel s’éteint à la quatrième génération avec Reinhold von Rosen-Pernigel. Celle de Lubar s’éteint avec Reinhold lui-même mais, par sa fille Maria-Sophia (° 1629 à Bâle – † 1686 à Bollwiller), elle passe à la branche Klein-Roop grâce à son mariage avec son cousin lointain Conrad de Rosen-Kleinroop (° 1629 à Mojahn, Livonie – † 1715 à Bollwiller).
Le comte Conrad de Rosen, maréchal de France et chevalier de l’ordre du Saint-Esprit de la 27e promotion du 2 février 1705, était le fils de Fabian von Rosen, seigneur de Klein-Roop. Sa lignée comtale s’éteint avec son arrière-petit-fils Eugène Octave Augustin de Rosen-Kleinroop. Il était brigadier des armées du roi. La tradition militaire au service de la France s’est maintenue dans sa famille puisque son grand-père Reinhold Carl et son père Anne Armand étaient lieutenant-général des armées du roi.
La branche des Rosen française terminera par conséquent avec les titres de comte de Rosen, marquis de Bollwiller et Dettwiller.Concernant la lignée agnatique de Conrad de Rosen, il a eu quatre fils dont deux sont décédés en bas âge et George-Antoine est tombé au combat le 29 juillet 1693 à Neerwinden en Suisse. Il ne reste que le lieutenant-général Reinhold Carl. La lignée agnatique s'éteint avec Sophie de Rosen.
- Fabian von Rosen Branche Kleinroop
  - Conrad de Rosen
    - Reinhold Carl de Rosen
      - Anne-Armand de Rosen
        - Eugène Octave Augustin de Rosen
          - Sophie de Rosen épouse en 1779 Charles Victor Louis de Broglie

Pour ne pas être considérée comme émigrée, Sophie de Rosen s'est constituée prisonnière le 10 novembre 1793 et elle fut emprisonnée à Vesoul. Après l'exécution de son mari en 1794, elle s'évade et se réfugie à Clairvaux avec ses enfants. Ses terres ne lui seront restituées qu'en 1796 vu qu’elle n’avait pas émigré entre temps. Elle se remaria avec le marquis Marc-René de Voyer d'Argenson, puis vendit ses possessions en Alsace les unes après les autres.

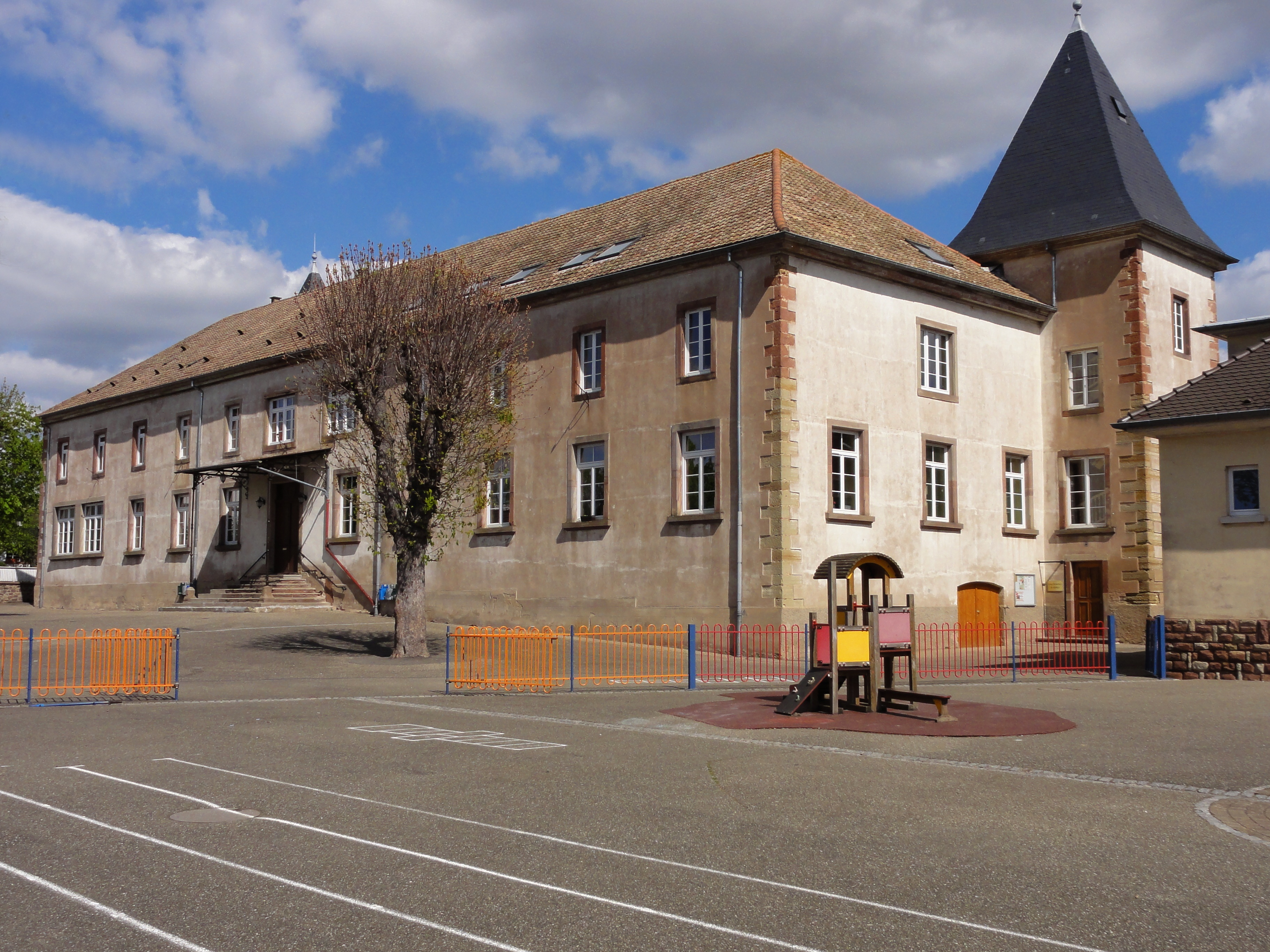
Ancien château des Rosen (XVIIe, reconstruit au XIXe), actuellement école primaire à Dettwiller, Bas-Rhin.
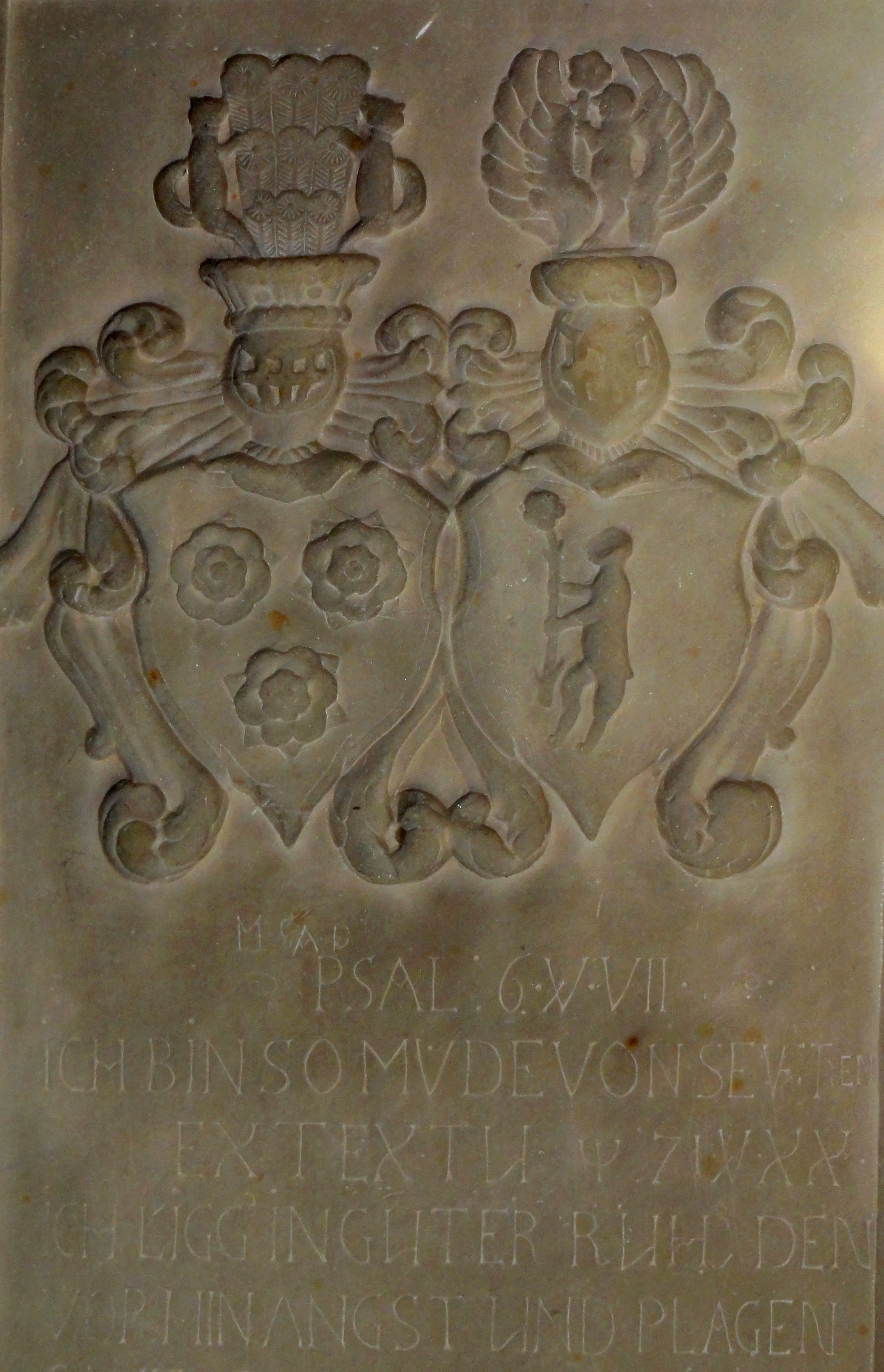
Gisant de Reinhold de Rosen, Église simultanée Saint-Jacques le Majeur de Dettwiller, Bas-Rhin.
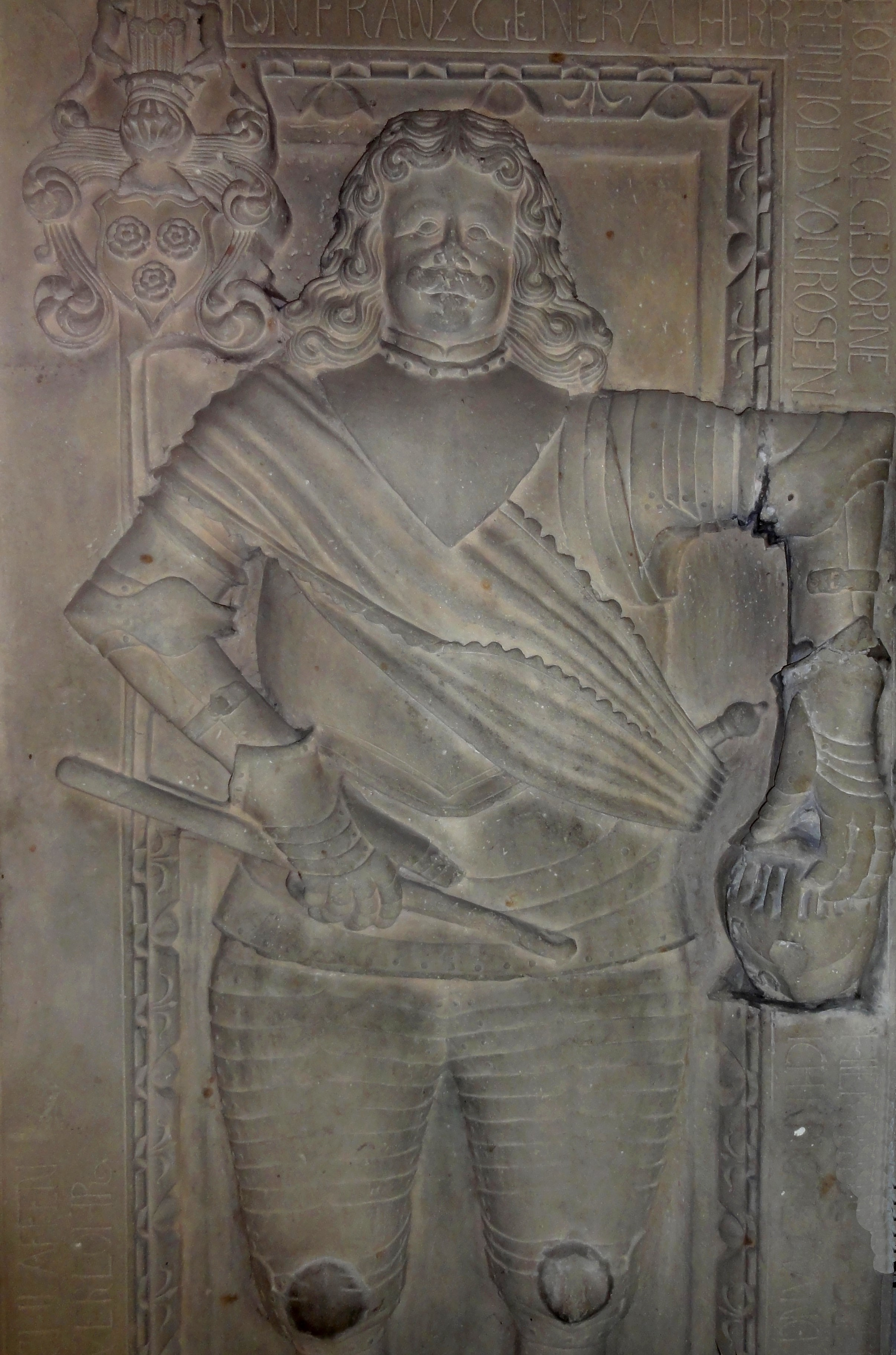
Dalle funéraire de Reinhold de Rosen Église simultanée Saint-Jacques le Majeur de Dettwiller, Bas-Rhin.
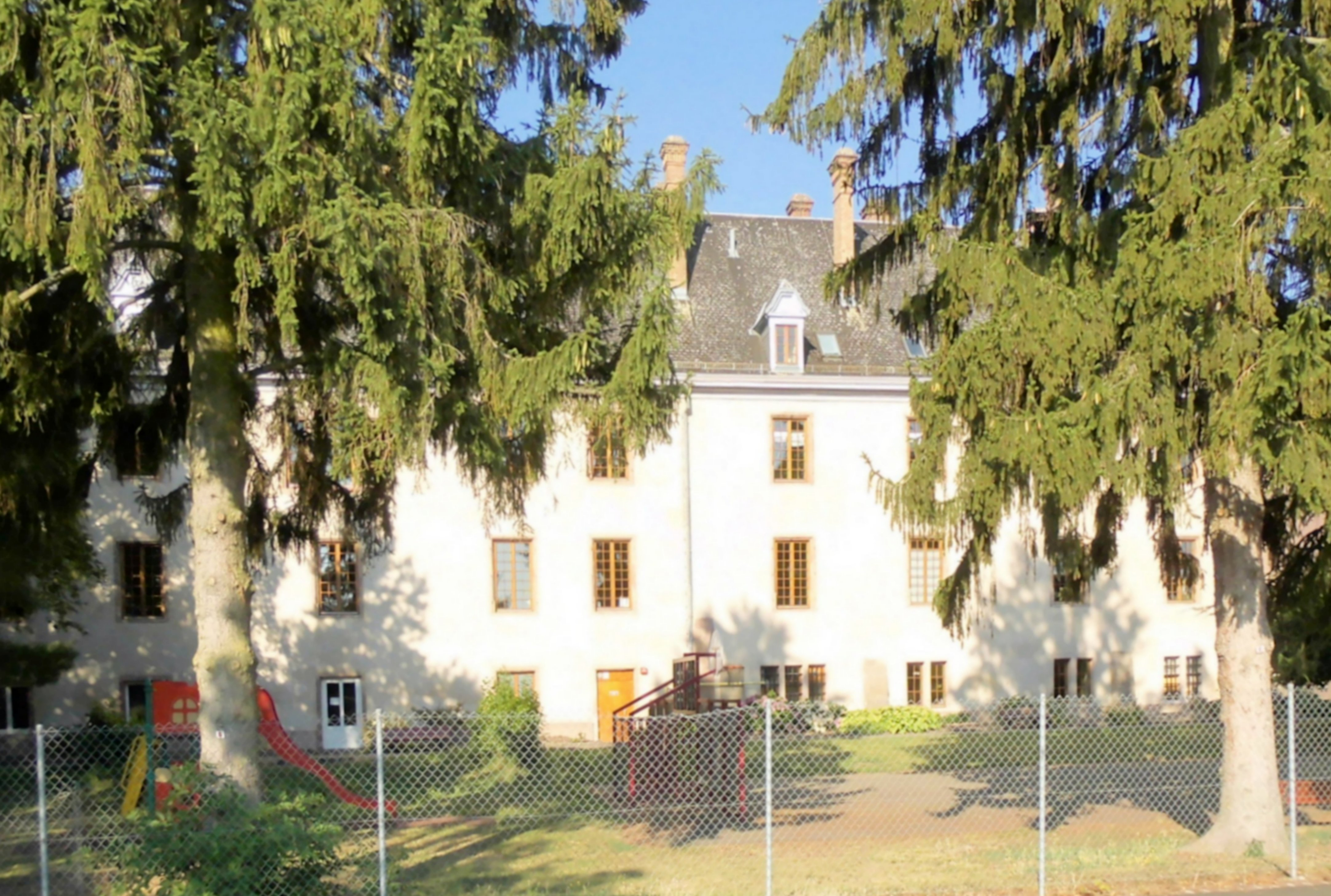
L'arrière du château de Bollwiller, 2020.
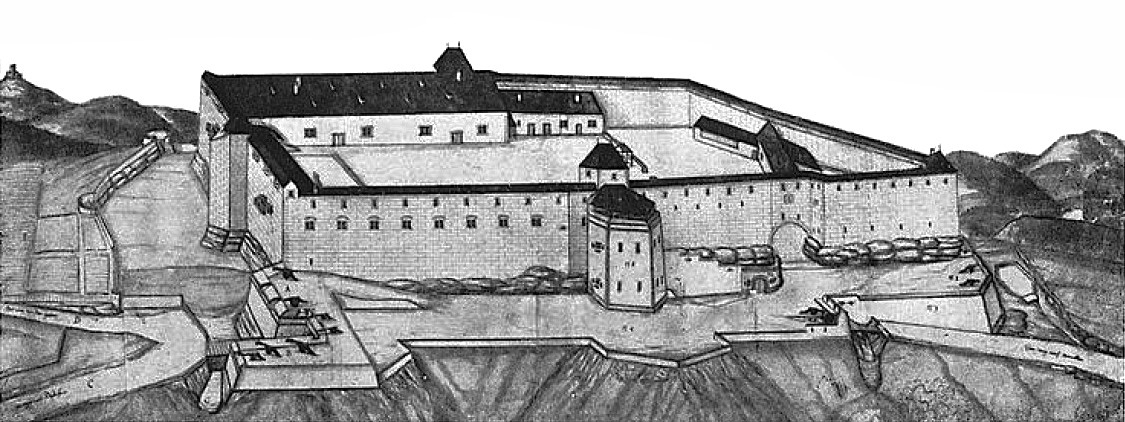
Dessin à la plume du château de Herrenstein, état de 1577, aujourd’hui en ruine, Neuwiller-les-Saverne, Bas-Rhin.
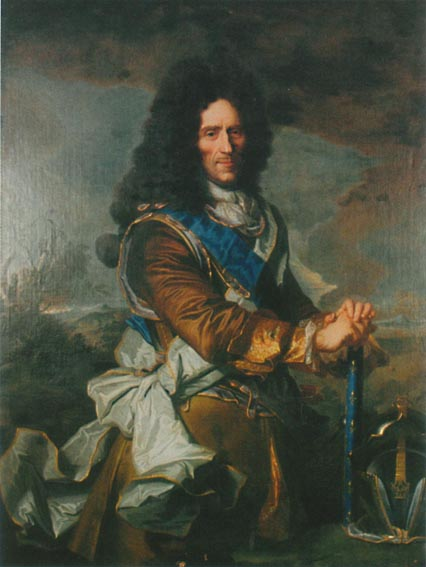
Conrad von Rosen-Kleinroop, comte de Rosen et maréchal de France au XVIIe – XVIIIe siècle.
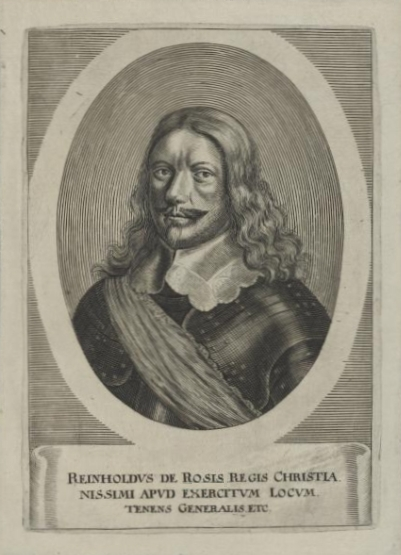
Reinhold de Rosen, Seigneur de Ninigall, de Dettwiller, lieutenant-général pour le roi de France au XVIIe siècle.

### Branches des Rosen en Russie impériale

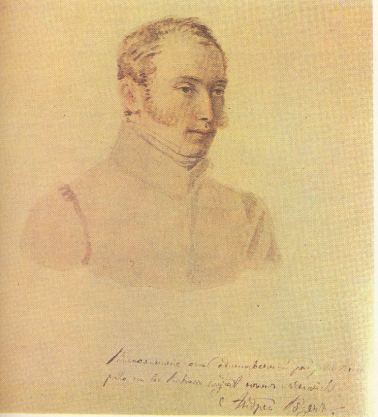
Baron Andrei Evgenievitch Rosen.

Les barons russes issus de la famille von Rosen portent généalement des noms russes. Dans ce cas, selon l’usage patronymique russe, la particule de noblesse « von » n’apparaît pas. On obtient dans l’ordre le prénom, le patronyme souvent issu du prénom du père et la mention « Rosen » : « Georg Andreas von Rosen » devient « Grigori Vladimirovitch Rosen » puisque le père de Georges était Woldemar von Rosen. De même, la graphie « »Rozen » est fréquente dans les patronymes russes en raison de la romanisation de la lettre cyrillique /з/ que l’on transcrit généralement par un /Z/ (Розен = Rozen).
Inscrits dans le volume XV} de l’Armorial général de la noblesse de l'Empire russe, les Rosen de Russie sont issus de la branche livonienne Raiskum-Schönangern que l’on retrouve également chez les barons de Suède avec Johann von Rosen auf Schönangern († 1657), descendant des seigneurs de Sonorm depuis le fondateur Johann von Rosen auf Sonorm († 1529), mais aussi les Rosen de France avec Conrad de Rosen qui remonte à Hans von Rosen-Kleinroop dont les descendants sont également seigneur de Raiskum.
L’ancêtre dede nombreux Rosen en Russie est Georg Gustav von Rosen-Schönangern, lieutenant-général de l’armée russe élevé à la dignité baronniale le 21 mars 1693. Leur devise est : In omnibus dux honor.
Les barons Rosen de Russie ont été inscrits dans les registres des provinces de Livonie et Estonie. Ils ont également mentionnés dans le volume V du livre généalogique des provinces de Toula, Nijni Novgorod, Orel, Penza, Pskov et Kharkiv.
Le baron Andrei Evgenievitch Rosen (russe : Андрей Евгеньевич Розен, allemand : Andreas Hermann Heinrich von Rosen (de)) est né au château estonien de Mäetaguse. Il est sujet de l'Empire russe dans le gouvernement d'Estonie. Il fut décabriste, écrivain et lieutenant au régiment de la Garde Finlianski. Pour ses activités révolutionnaires, il sera condamné à 10 ans de travaux forcés.

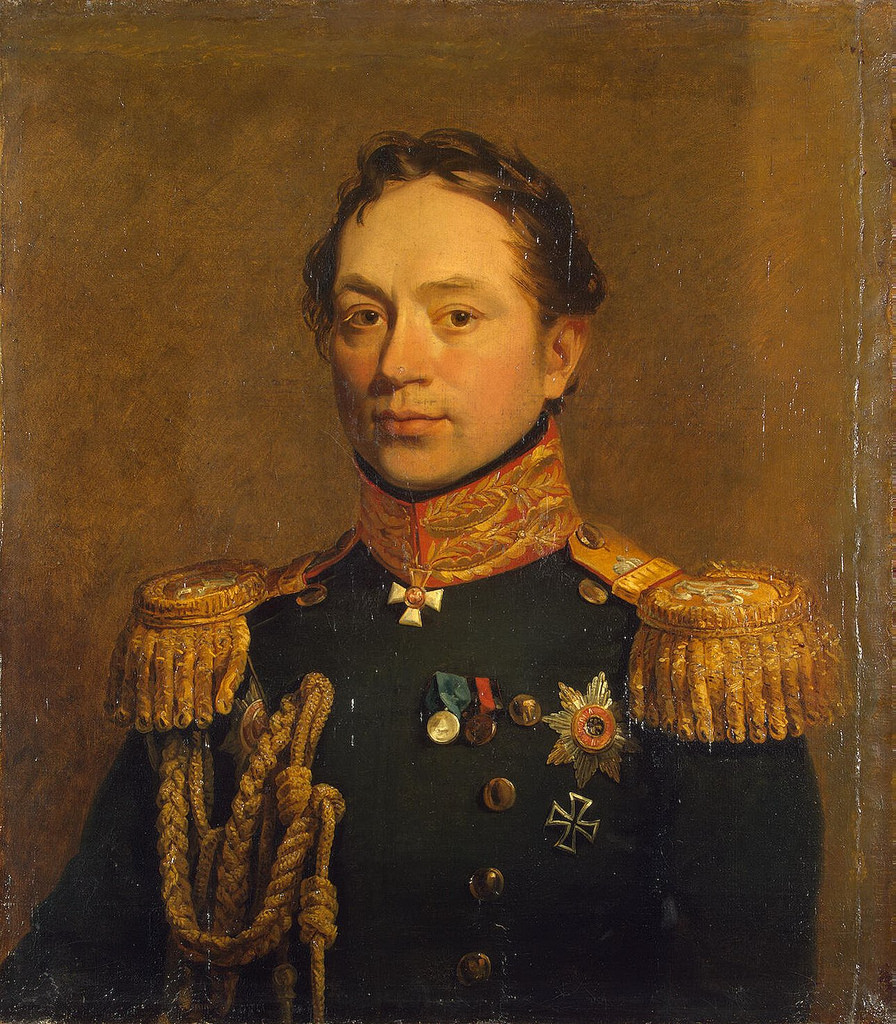
Baron Grigori Vladimirovitch Rosen

Il est le fils du baron Eugène Octave von Rosen [°  1759 – †  1834), seigneur de Hannijöggi et Jegelecht, et de Barbara Helene Staël von Holstein. Cette sous-branche s’éteint avec les petites-filles d’Eugène Octave nées à Saint-Pétersbourg. L’une d’elle épouse à nouveau un baron Staël von Holstein. Les familles apparentées aux Rosen de Mäetaguse sont les von Baranoff, Derfelden, Stackelberg, Korff, Wrangel et Bär.
Un autre Rosen du gouvernement d’Estonie apparenté par sa mère aux Derfelden est le général Robert von Rosen qui a combattu pendant les guerres napoléoniennes. Son père Friedrich Adolf von Rosen (°  1722-†  1796) descend des Rosen-Sonorm jusqu’au Kleinroop du XVe siècle : les deux branches se réunissent avec Hans von Rosen-Sonorm qui est le père du comte suédois Gustaf Fredrik (Inscription no 85) et le grand-père du baron russe Friedrich Adolf.
Le général et vice-roi du Caucase Georg Andreas von Rosen (de) - russe : Григорий Владимирович Розен - Grigori Vladimirovitch Rosen) et son frère le général-major Alexander Vladimirovitch Rosen sont les fils du lieutenant-général Vladimir Ivanovitch Rosen et de Olimpiada Fedorovna de la famille noble Raevsky.
Georg Andreas von Rosen épouse la comtesse Zoubova, Elizaveta Dmitrievna (°  1792 - †  1862), demoiselle d’honneur de l’impératrice de Russie, Maria Feodorovna d’origine prussienne, la nièce du feld-maréchal Alexandre Souvorov et de Platon Alexandrovitch Zoubov, dernier favori de l’impératrice Catherine II de Russie.
Bogislaus von Rosen (°  1572 - †  1658) est né à Prerow auf dem Dars dans l’actuel Mecklembourg-Poméranie-Occidentale en Allemagne et il est décédé et inhumé à Tallinn en Estonie. Il est le fils de Hermann von Rosen et Anna von Pancker. Avec ses deux épuises, Margareta Molkenbur et Magdalene Stampehl, il a eu onze enfants. Il est admis à la noblesse suédoise en 1618. Il fut gouverneur Koporié. C’est lui le fondateur des Rosen dits des roses blanches sur les armoiries.

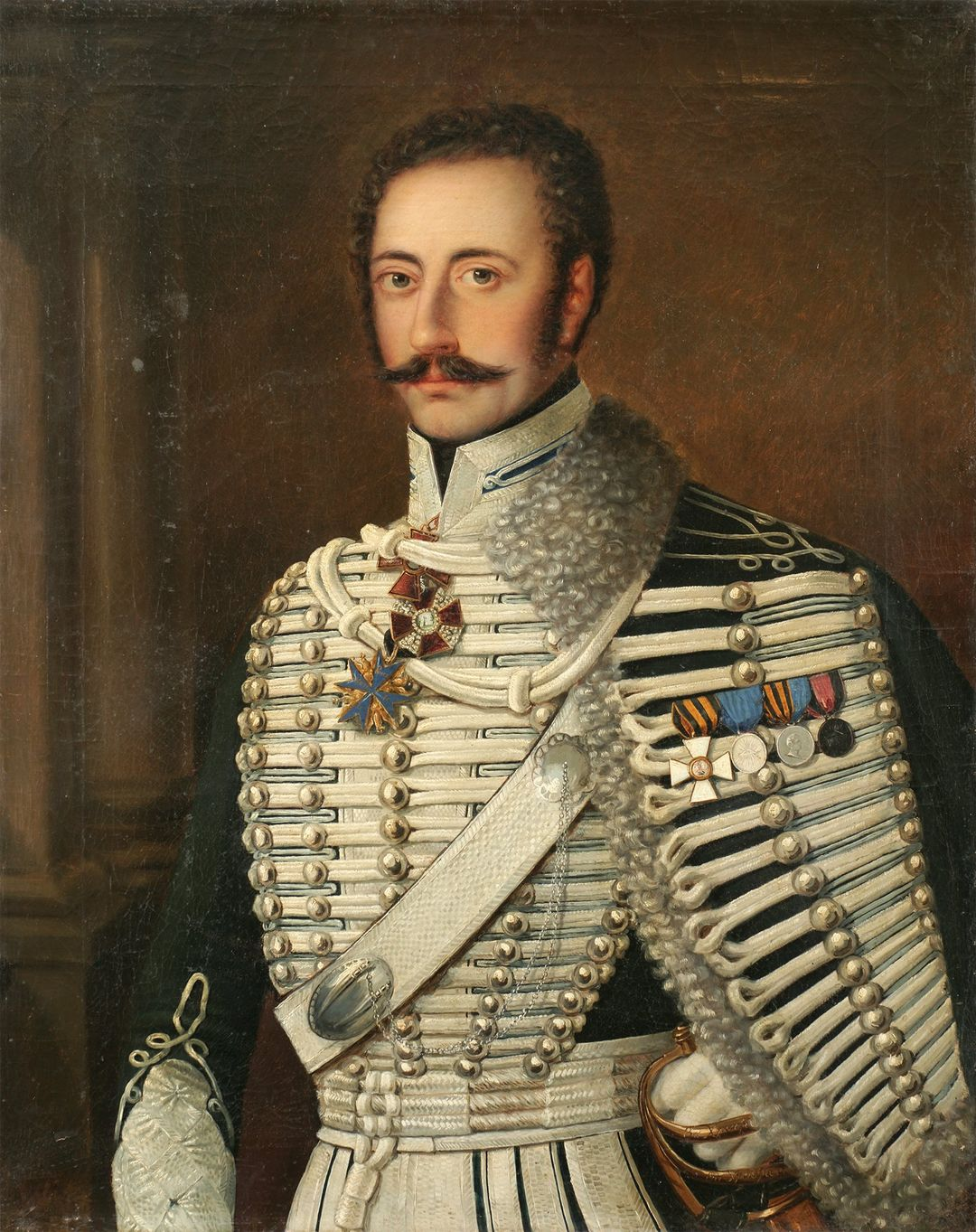
Baron Johann Andreï Fiodorovitch Rosen (1773-1828).

Le baron Andreï Fiodorovitch Rosen (ru) (°  1773) est également issu de la noblesse de Livonie, fils du baron Joachim-Friedrich Rosen et de sa première épouse Marie-Dorothea-Sidonia von Sternstral. Célibataire, sa lignée s’éteint à sa mort en 1828.

### Branche en Prusse et Pologne
- La branche cadette von Rosen auf Seewalde issue des Rosen livoniens avait pour tige Reinhold von Rosen (†  1664) qui s’installa en Prusse orientale au milieu du XVIIe siècle avec les fonctions de chambellan. Il fut colonel des armées polonaise et suédoise. Il fit l’acquisition d’une très grande propriété foncière qui englobait les domaines de Seewalden et Fredenau, représentant 40 hufen prussiens[N 23]. Sa descendance s’éteint avec son petit-fils Friedrich Reinhold von Rosen auf Seewalde, un fonctionnaire de Osterrode qui meurt sans enfant en 1751. Son blason était le même que ses ancêtres[120]. Il s’agit donc de la région germano-masourienne de Prusse orientale qui deviendra polonaise après la conférence de Potsdam en 1945. Cette famille appartenait à la partie germanophone de la Prusse. Cette sous-branche prusso-polonaise partage de nombreux ancêtres communs avec les Rosen-Kleinroop (L’ancêtre commun est Jürgen von Rosen-Hochrosen du XIVe siècle.) ou avec la branche française par le côté cognatique car la mère de Reinhold Johann est la fille de Reinhold de Rosen, Johanna Renate. Cette lignée s’intègre par conséquent au gros rameau des Rosen-Hochrosen lié aux familles von Ungern auf Lappier, Finck von Finkenstein et von Grothus. La descendance de Reinhold Johann fonde la sous-branche de Rosen auf Seewalde dont l'extension du nom provient de la seigneurie de Seewalde (polonais : Zybułtowo) qui leur appartenait à ce moment-là.
- Selon l'armorial Siebmacher consacré aux nobles de Prusse, de nombreux Rosen ont servi dans l’armée prussienne. ils possédaient des biens et domaines en Prusse aux XVIIe et XVIIIe siècles. Au XIXe siècle ils étaient toujours propriétaires encore de fiefs en Silésie[121].

### Branche danoise
En consultant les registres de l’annuaire de la noblesse danoise de 1884 à 2011, le patronyme von Rosen n’apparaît qu’une seule fois pour Ulrike Julie Marie von Rosen (° 1829 Segeberg – † 1866 Itzehoe) qui a épousé en 1855 Ernst Christian Harbou (°  1815 à Copenhague – †  1901), un député prussien, arrière-arrière-petit-fils du colonel Niels Christensen, fondateur de la branche cadette Harbou qui a quitté la Bavière (Fürstenfeldbruck) pour le Danemark au XVIIe siècle. Ulrike von Rosen est la fille du comte Axel Pontus von Rosen qui appartient à la branche comtale suédoise enregistrée sous le matricule no 85 à la Maison de la Noblesse suédoise, et donc à la branche cadette Rosen-Kleinroop auf Sonorm, sous-branche Rosen-Asserien zu Riesenberg. Par les branches maternelles, elle est apparentée aux barons Ribbing af Koberg et aux comtes Stenbock. Les enfants de Ulrike Julie sont nés en Allemagne soit à Rendsburg, soit à Itzehoe, donc le pays natal germano-danois de leur mère, le Slesvig.

## Familles von Rosen sans parenté avec la maison livonienne

Armoiries des Rosen ou Roose en Belgique.

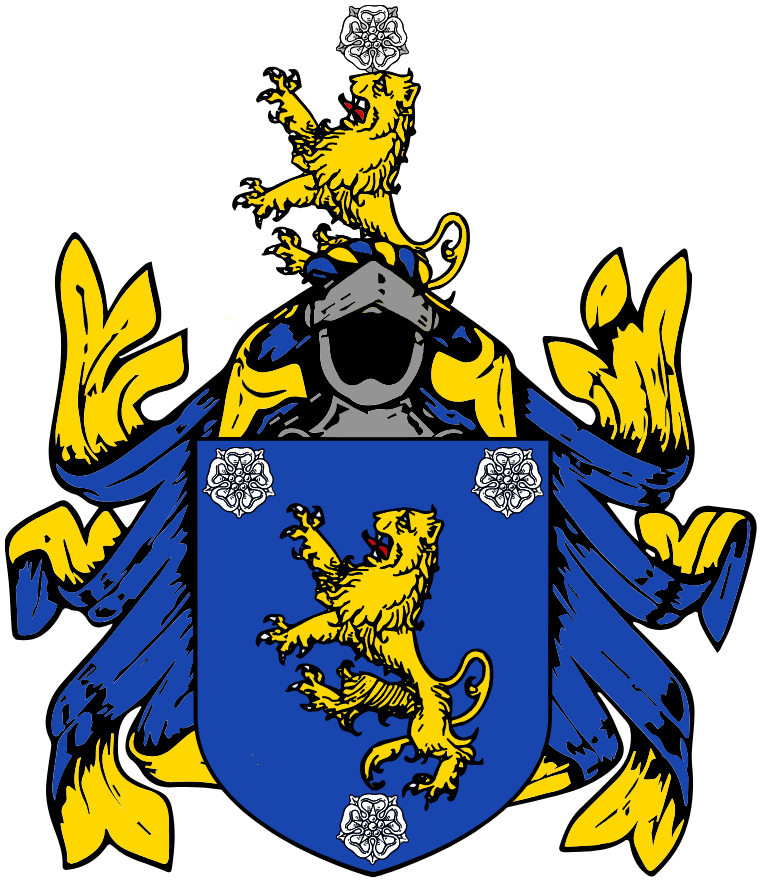
Blason des Rosen af Kardina, Estonie, Suède.

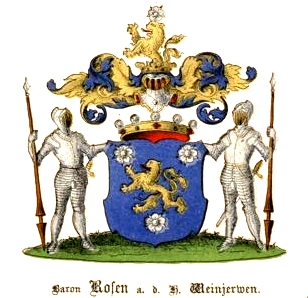
Blason des Rosen-Weinjerwen, Estonie, Suède.

Il existe plusieurs familles nobles portant le nom von Rosen mais elles n’ont pas de parenté agnatique avérée entre elles.
- La maison von Rosen, dite roses blanches[N 24], est originaire de Poméranie occidentale au début du XVIIe siècle. Elle s ‘implante d’abord en Estonie et on retrouve des descendants aujourd’hui au Canada et au Portugal[123],. La parenté entre les roses rouges et les roses blanches (des Poragen) n’est pas établie. Les seconds sont arrivés en Livonie au XIVe siècle sous le règne du roi polonais Casimir III et auraient changé leur blasonnement en s’intallant en Livonie. Ils passent de « gueules à une rose blanche » à « d‘azur à trois roses blanches » en 1370 pour finalement adopter « d’or à trois roses de gueules » comme les Rosen-Roop[124].
- La maison von Rosen-Kaiserlitz est originaire de Rügen et Stralsund. Le lignage commence avec Andreas Rose en 1662 à Stralsund. Ses descendants se trouvent aujourd’hui en Allemagne, au Danemark et en Suède. Cette famille a toutefois le même blason que la branche livonienne avec les trois roses de gueules[125]. C’est à cette lignée qu’appartiennent le chambellan du roi du Danemark, Carl Wilhelm Ludwig von Rosen (1788–1853), et ses fils Carl von Rosen (1819–1891, haut président de l’administration royale et député de la Diète danoise), Alfred von Rosen (1825–1912, préfet de l’administration prussienne) et de Sigismund von Rosen (1827–1867, major l’état-major pour le haut commandement de l’armée danoise). Selon la tradition familiale, l’ancêtre de ce lignage était Johan Wirislaff von Rosen en Silésie[126]. Ceci les rapproche géographiquement des Rosen livoniens qui considèrent par tradition que leur ancêtre commun est originaire du royaume de Bohême.
- La famille de Rosen de Borgharen originaire de Liège. Il s’agit d’une famille subsistante dans la noblesse néerlandaise et belge depuis 1816[127]. Par tradition, la branche Rosen (Roose) de Belgique a pour tige Pierre Rosen citoyen de la principauté épiscopale de Liège en 1520 et anobli pour ses loyaux services. Aucun indice ni aucune recherche généalogique n’a permis de relier cette lignée liégeoise Roose aux Rosen livoniens. Mais la période des XVe et XVIe siècles ne l’exclut pas si l’on tient compte des migrations individuelles de certains membres des branches livoniennes en Europe. L’armorial de la noblesse belge (néerlandais : Wapenboek van de Belgische adel) a enregistré l’inscription à la noblesse belge des personnes suivantes[128] :
  - François Rose a été anobli en 1603. Il était procureur général de Flandre à Gand ;
  - Albert Roose est fait chevalier en 1682, il est seigneur de Seclin et sergent-major d’Anvers ;
  - Pierre Fedinand Roose, frère du précédent, seigneur de Froidmont est enregistré comme baron de Boechout ;
  - Jean Charles Roose, neveu du précédent, est élevé à la dignité de baron de Leeuw-Saint-Pierre ; il est seigneur de Mirmont, Spy, Onoz et Calsteren. Il occupait la fonction de conseiller et maître des requêtes au Grand Conseil de Mechelen.
  - Pierre Charles Joseph Roose, petit-fils de Albert Roose ci-dessus, devient en 1770 comte de Baisy et de Boechout. Il est major de la ville d’Anvers. Son blason diverge légèrement de celui des Rosen du Limbourg.
- Le Haut Conseil de la Noblesse néerlandais a inscrit et enregistré un baron de Rosen en 1816 au nord des Pays-Bas après avoir reconnu son titre homologué dans un pays étranger. Il s'agit de la branche liégeoise plus haut. La même année, dans la partie sud du pays, un comte van Roose est inscrit dans le registre de la noblesse néerlandaise. Son titre n’a pas été acquis à l’étranger, mais le registre ne précise rien sur sa biographie[129]. Il n'est pas attesté qu'ils soient parents avec la famille livonienne.
- Il existe une autre famille von Rosen, dite von Rosen de Kardina, issue de Bogislaus Rose (1572-1668), bourgeois de Reval originaire de Poméranie, qui est naturalisé suédois en 1617 et accède à la noblesse sous le nom de Rosen. La branche von Rosen ou Rosse[N 25] a pour tige Bogislaus Rosse (°  1580), négociant membre de la guilde de commerçants « Têtes noires » en Poméranie, qui émigre à Tallinn à la fin du XVIe siècle. Il n’existe aucune parenté avérée avec les Rosen que l’on localise davantage dans la partie nord-ouest de l’Allemagne actuelle (Saxe, Westphalie, Brême). Il reçoit un sauf-conduit du duc Bogusław XIII de Poméranie le 26 septembre 1601pour vendre ses marchandises en Livonie et en Russie. Après avoir fait fortune par son négoce, il est contacté par le roi de Suède Charles IX puis par son successeur le roi Gustave II Adolphe pour contracter des prêts importants. En guise de caution il perçoit les revenus du gouvernorat de Koporié et Jama  en Ingrie car, étant roturier, il n'est pas possible de lui attribuer l'office de gouverneur de la ville. Il possède en partie le village Wallipeldes et en totalité Petit et Grand Lemjal en 1613. Le roi l’anoblit par lettre de patente du 1er avril 16018; il est inscrit au Riddarhuset sous le no 2349. Il reçoit en fief le domaine de Jackamäggi en Estonie et fonda le mayorat Domassova. Il acquiert l’un après l’autre les domaines de Kaltenbrunn, Väinjärve (en), Rosenhagen, Ramma, Kusal et Jackowall. Il les transmet à ses enfants issus de deux lits qui fondent les branches cadettes Weinjerwen, Kaltenbrunn et Kardina. Ses filles épousent des barons von Stackelberg[130].

Armories des Gryf, Pologne.

- Dans l’armorial polonais, les armoiries des Rosen aux trois roses rouges sur fond jaune surmontées des plumes de paon encadrées par deux hermines côtoient les blasons des Gryff et Griforuż[131]. En effet, les héraldistes polonais et russes associent les von Rosen également aux armoiries des Gryf mentionnées pour la première fois en 1369 et regroupant 328 familles polono-russes de patronymes différents, dont certaines sont incluses dans l’armorial général des familles nobles de l’Empire russe, entre autres des Rosen ou Rozen[132].
  - Alfred Znamierowski mentionne dans son « grand livre de l’héraldique » l’utilisation du blason des Griforuż[133] : dans le champ rouge de l’écu se trouve un vautour argenté se cabrant vers la gauche et tenant une rose dans sa patte gauche. Les armoiries de Gryforuż portées par des Rosen sont incluses dans la partie 2 des armoiries des familles nobles du royaume de Pologne[134].
  - Selon l’historien et héraldiste Juliusz Karol Otowski Rosen, Adam Rosen, avocat à la Cour d’appel du royaume de Pologne, a été très gracieusement élevé à la noblesse héréditaire pour ses services distingués, avec l’octroi des armoiries Griforuż, par la charte de l’empereur souverain et tsar Nicolas Ier le 30 juillet (11 août) 1829[135].
  - D’après le spécialiste polonais de la noblesse cachoube, Przemysław Pragert[136] le blason cachoube Rosen (Rose) est effectivement une variante des armoiries de Gryf. En 1345, le chevalier Kazimierz de Tuchom, issu de la famille Święców, donna à son écuyer Henryk von Rosen des terres en fief pour l’établissement du village de Modrzejewo (allemand :  Moddrow ). En effet, parmi les propriétaires du village, il y avait aussi des héritiers portant le nom de famille Rosen : dans un document de 1576 sont mentionnés Bartus, Michel, Paul et Andreas Rosen. Les noms de famille Mark, Miścin, Stenk et Rudgis ont rapidement remplacé le nom de famille Rosen à Modrzejewo, donnant naissance à des familles distinctes. On suppose que la famille Rudgis est d’origine étrangère, et non descendante des Rosen, mais Bartus, Michael, Paulus et Andreas Rosen descendent certainement de Jürgen de 1515, qui est à son tour un descendant de Henrik Rosen[137]. Le lien n’est cependant pas établi avec les branches livoniennes du XIIIe siècle.

Néanmoins, les choses ont bien évolué pour ce qui est de la branche estonienne. Quand l’Estonie a obtenu son indépendance en 1991, les autorités ont autorisé les von Rosen à racheter le manoir de Lückholm tombé en ruine en 1945. Les nouveaux anciens propriétaires l’ont restauré. Une partie du domaine a été transformée en musée, lequel a été inauguré en 2001 en présence du président estonien Arnold Rüütel. La fondation de la Maison von Rosen créée en 1875 à Tallinn subsiste toujours aujourd’hui..

## Propriétés, demeures et biens historiques
La présence de cette noblesse étrangère, qu’elle soit d’ancienne extraction ou de lignée récente, élevée par le service épiscopal dans les pays baltes, puis royal en Suède, puis impérial en Russie, s’inscrit naturellement dans le paysage urbain par la construction d’édifices résidentiels propres à affirmer le statut de leur propriétaire. Certains ont disparu ou sont en ruines, d'autres ont connu des restaurations successives et parfois très conséquentes. Un manoir résidentiel plus confortable a été construit sur le terrain d'un ancien château-fort.
À la fin du XIVe siècle, la famille possédait cinq châteaux permanents dans la région : Rosenbeck, Hoch-Rosen, Mojahn, Gross-Roop et Klein-Roop. La maison von Rosen, qui avait également reçu de vastes territoires à Allentacken, Wierland et Harrien dans le nord de l’Estonie en tant que fief du roi danois, se vit assurer en 1345 par le roi Valdemar Atterdag le droit d’hériter de ces fiefs ; l’année suivante, ils deviennent vassaux des chevaliers teutoniques après l'acquisition de l’Estonie.

### En Lettonie actuelle

#### Roop

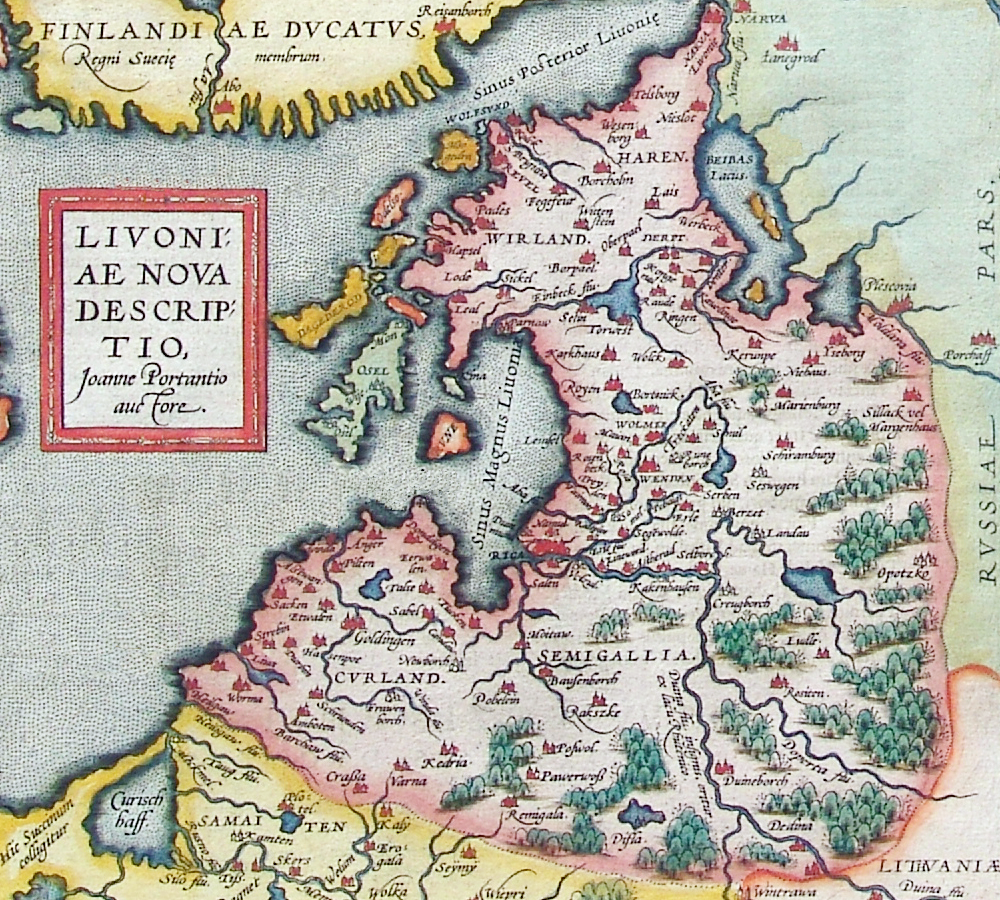
Carte Ortelius, Livonie au XVe siècle - le château de Roop y mentionné sous la forme « Rosa ».

Situé dans les terres lives du temporel du chapitre archiépiscopal et métropolitain rigois, Roop (ou Raupa, Ropp, Rope, Rupa, Roep) est mentionné dans une charte du 5 février 1350 sous l’épiscopat de Fromhold de Vifhusen. On y apprend qu'à la suite du décès du chevalier Otto II von Rosen (1327 – 1343), fils de Waldemar von Rosen, l’archevêque donne en fief la maison sise à Rosen ainsi que d’autres terres devenues vacantes aux fils d’Otto II, les chevaliers Henneke Ier(désigné comme vassal de l’archevêque) et Woldemar III (prévôt du chapitre de la cathédrale rigoise. Le toponyme « Roop » est le nom bas-allemand du cours d'eau local, la Brasla.
Sur les cartes anciennes comme celle d'Abraham Ortelius ou la Table de Pierre Bertius, le site de Roop matérialisé par le symbole cartographique du château porte le nom de « Rosa ». Dans d'autres cartes, on lit « Ropa » ou « Ropp ».
Il est important sur cette page dédiée aux Rosen d'évoquer leur domaine ancestral sous la forme allemande Roop car elle permettra pendant des siècles d'identifier les différentes branches de la famille. De fait, ce n'est qu'en 1925 que le processus de lettonisation des noms de lieux a commencé et que le mot « muiža » (« manoir », « maison seigneuriale » en letton) dans les toponymes a été supprimé par la loi de 1936 portant sur le changement de nom de l'immobilier rural.
« Lubar Rozes muiža  » désignait auparavant le « domaine privé de Lubar Roze », il n'apparaît actuellement sur les cartes ou les applications récentes que sous le toponyme letton « Roze » qui correspond de facto à l'agglomération où se trouvait le manoir. De même, il est important de rappeler que même les noms allemands peuvent énormément varier dans les chartes en fonction de la langue utilisée, notamment la variante bas-allemande; « Lubar » prend par exemple la forme « Lohbarn » ou « Lubarhof ». Le dernier toponyme souligne en outre davantage la vocation agricole du domaine seigneurial. Les Rosen qui se sont installés en Alsace au XVIIe siècle descendaient des Rosen-Lubar de la lignée Rosen-Grossroop. Toutefois, les moteurs de recherche redirigent assez souvent les internautes qui tapent le mot allemand vers une page qui porte le nom letton.
Dans les lignes qui suivent, c'est par conséquent le nom letton qui sera retenu bien qu'il soit acquis que les familles nobles locales et germanophones aient bel et bien nommé leur domaine sous la forme allemande.
C’est dans la municipalité de Roop (Straupe) que deux résidences seigneuriales associées sur plusieurs siècles aux Rosen ont été construites au Moyen Âge : le « Grand Roop » et le « Petit Roop », en letton Lielstraupe – Mazstraupe.

##### Château de Lielstraupe

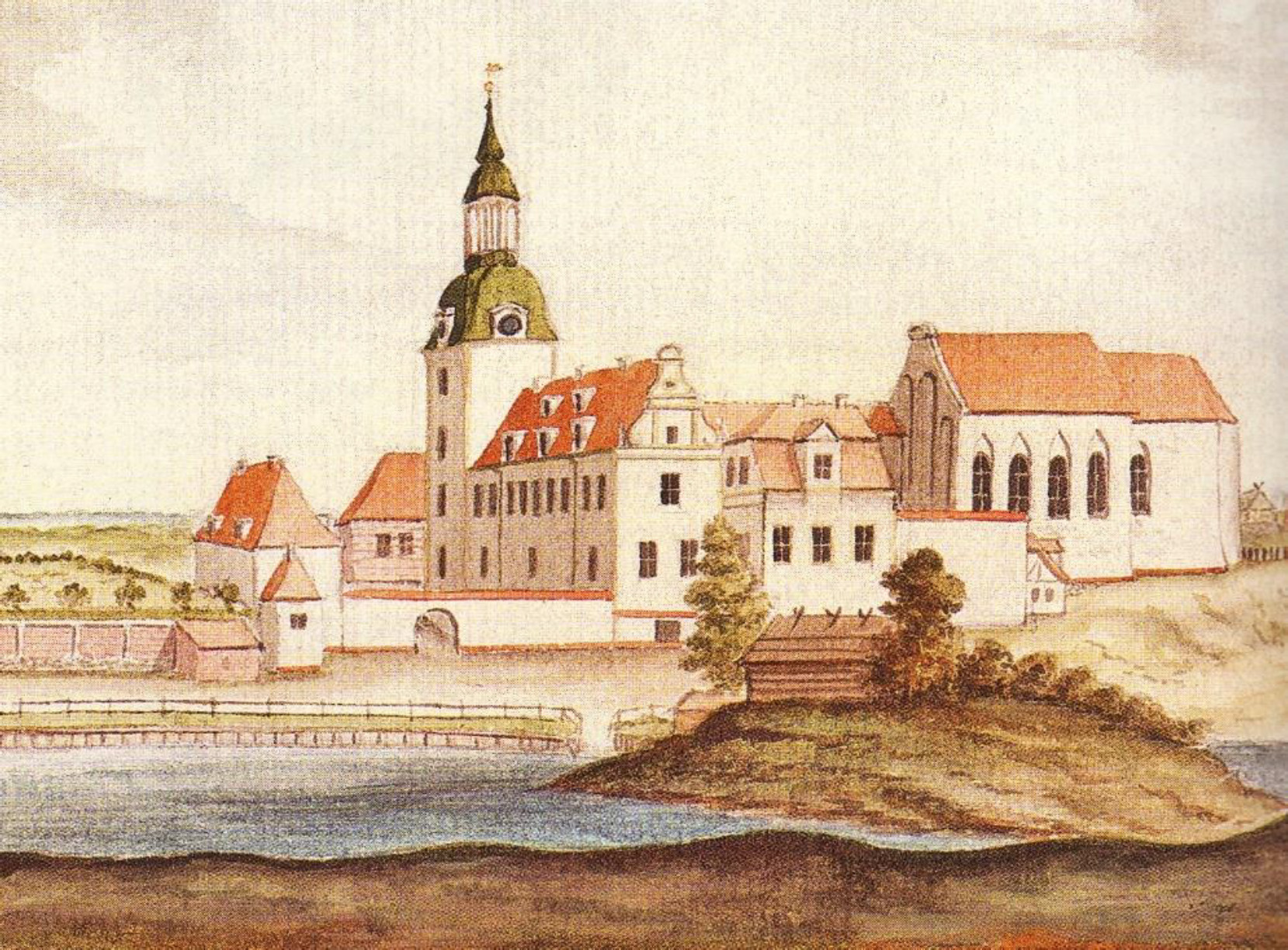
Château de Lielstraupe en 1778, pagast de Straupe, novads de Cēsis.

Le château de Lielstraupe était entouré de douves naturelles (La Brasla et des étangs) ou creusées artificiellement du côté du terrain plat en direction de l’agglomération de Straupe. Un rempart protégeait l’ensemble castral. Il se trouve sur la voie de communication qui relie Riga à Valmiera. Comme le château a été reconstruit ou restauré à maintes reprises, l’aspect actuel ne reflète pas le profil de l’ancien édifice défensif mais il s'en approche. La chapelle castrale était à l’intérieur de l’enceinte. La tour encore visible actuellement est l’un des éléments les plus anciens : construite au XIIIe siècle avec des murs très épais, les propriétaires successifs y ajouteront plus tard des ailes ouest et nord et une coupole de style baroque en 1743. L’aile ouest abritait la partie résidentielle du palais. Au-dessus de la voûte de la porte principale du château se trouvent les armoiries de la famille Rosen et une inscription qui dit que le château a été construit par Fabian Rozen en 1263. L'inscription a été réalisée au XIXe siècle, lorsque le château a été récupéré par les Rosen. Par conséquent, comme il n'existe aucun témoignage écrit authentique sur la véritable date de construction de l’édifice, cette année de 1263 reste davantage une tradition familiale.
Sur le mur nord du château se trouvent les pierres tombales de la famille Rosen sur lesquelles texte et armoiries sont encore bien visibles. En 1939, les Rosen partent en Allemagne. Après la Seconde Guerre mondiale, la partie résidentielle du château est occupée par l'administration de la station de machines-tracteurs de Lielstraupe. En 1963, on y installe l’hôpital pour toxicomanes, le Straupes narkoloģisko slimnīcu qui y restera jusqu'au 1er janvier 2018. Entre temps, le ressortissant américain Jakob von Rosen, descendant du lignage livonien, a lancé les démarches pour récupérer le château familial vu son caractère ancestral et symbolique pour les Rosen livoniens. Mais le comté de Cēsis, propriétaire u château, s’y oppose,.

##### Château de Mazstraupe

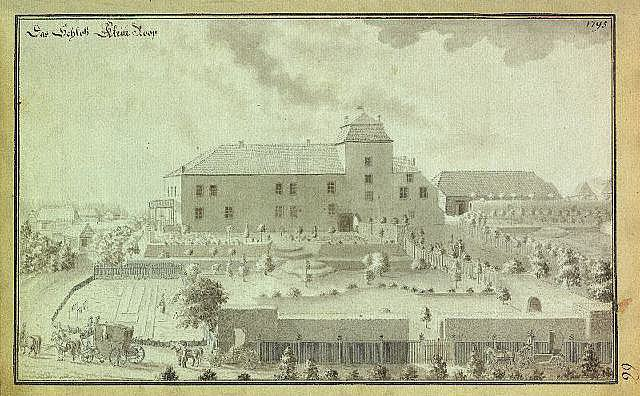
Château de Mazstraupe (Klein-Roop), pagast de Straupe, novads de Cēsis.

Le château de Mazstraupe était l’une des résidences des Rosen livoniens de la lignée Roop qui donnera par conséquent la branche Klein-Roop. L’édifice est mentionné pour la première fois dans des chartes datant de 1408. Le manoir actuel ne permet pas de se représenter l’aspect originel du château entouré de murailles épaisses avec une cour intérieure fortifiée. Le château de Mazstraupe a, en effet, été reconstruit plusieurs fois ; il perd son caractère de forteresse au fur et à mesure qu’il est reconstruit ou rénové. Finalement, il devient ce manoir avec ornementions néo-gothiques que l’on peut observer aujourd’hui. Il héberge une école primaire depuis les années 1930. Un incendie qui s’est déclaré en 1993 a permis de lancer des travaux de rénovation permettant d’adapter l’édifice aux besoins spécifiques d’un établissement scolaire moderne. Le manoir de Mazstraupe héberge l’école primaire de la commune de Straupe.

#### Château de Rozbeķi

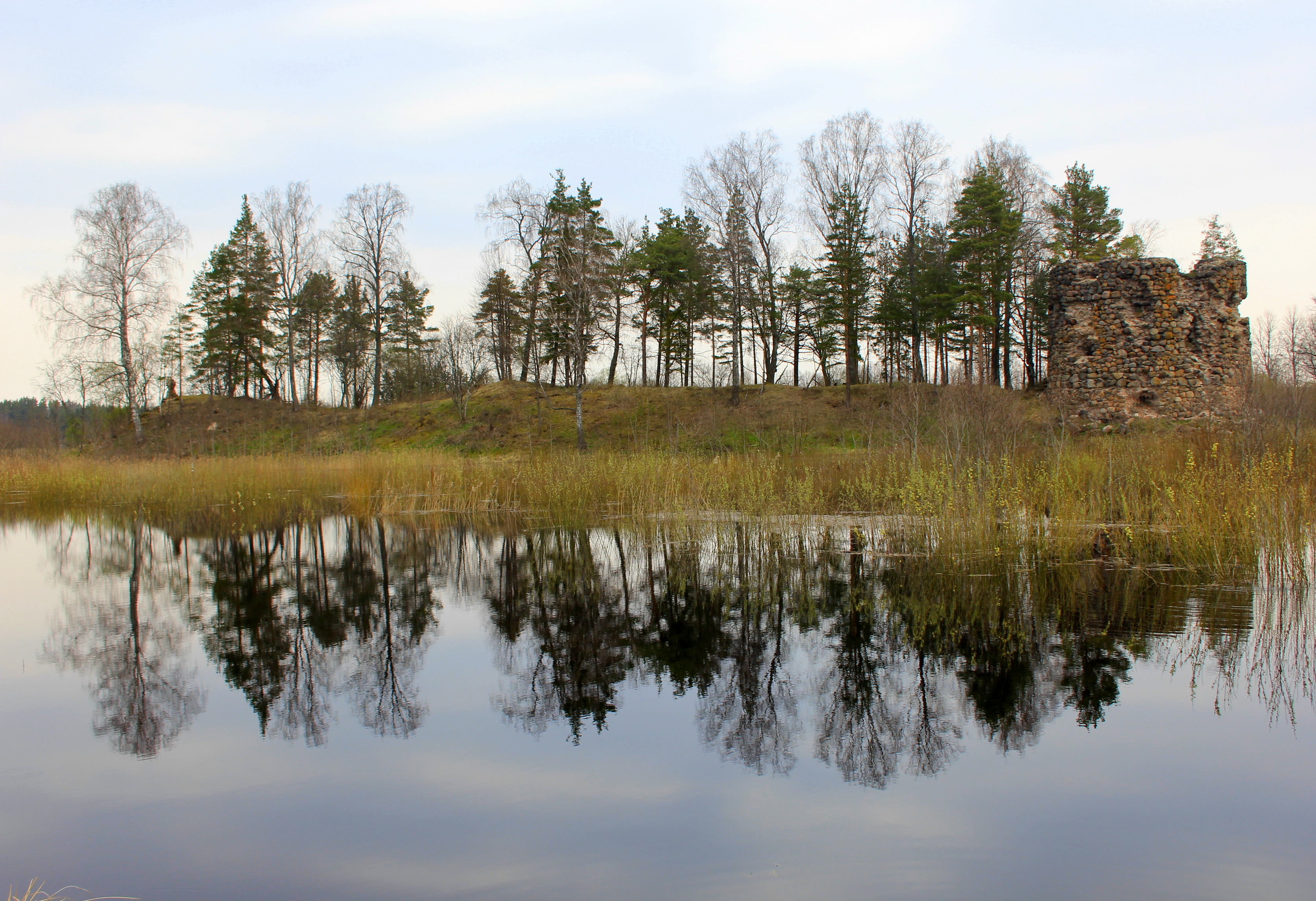
Vestiges du château de Rozbeķi (Rosenbeck), lieu-dit Rosula, pagast de Stalbe, novads de Cēsis.

Le château de Rozbeķi (latin : Castrum Rosenbeck) était un château dans l'archidiocèse médiéval de Riga aux XIVe et XVIe siècles dans l'ancienne municipalité de Rozula, paroisse de Stalbe. Le château fortifié du vassal de l'archevêque Rozen a été construit au XIVe siècle au lieu-dit Rosula. Le nom du château de Rosenbeck est cité pour la première fois pour Henk Rosen en 1372. Dans un document de 1385, le prochain propriétaire du château est Voldemar Rosen. En 1399, l'archevêque Jānis de Wallenrode a cédé le comté de Rozbeķi avec ses cinq paroisses et ses 12 villages à Jānis Wildenberg, et en 1419, l’archevêque Johannes VI Ambundii l'a cédé à Bertram von Uexküll. Dans le titre de fief délivré à Otto von Rosen en 1431, il est indiqué que l'archevêque lui a donné le château de Rosenbeck, les villages de Külen, Uzkalns, Rupsala, le sous-fief de Peter Schumacher et ses terres dans la paroisse de Straupe, ainsi que l’auberge Rubene, les lacs Svētezera, Ungur et Īiķēn. Pendant les conflits entre les archevêques et l'ordre de Livonie en 1479, l'archevêque Sylvester Stodevescher conclut une alliance avec le roi de Suède , le château fut occupé par l'ordre de Livonie . Dans les années 1480, la famille Perceval habitait le château et entretenait la chapelle du château avec un aumônier. En 1493, l'archevêque Miķelis Hildebrands acheta à Brant Lūda la moitié du district avec les villages de Rupsala et Billēni. D'après un livre de vente de fief, on peut voir qu'en 1498, la moitié de la fille du vassal Valdemārs Ikšķiļis fut vendue par le château de Rozbeķu à la famille Patkuļi . En 1518, le château fut acquis par Georg (Jorg) Kriedener, dont les descendants en furent propriétaires jusqu'à la seconde moitié du XVIIe siècle. Dans le traité de paix Jama Zapolska de 1582, elle s'appelait la citadelle du district de Rozbeki ( latin : arx Rosenbec , russe : Розенбек ). Pendant la guerre polono-suédoise, le bâtiment fut occupé par le duc suédois de Södermanland, Karlis , mais à l'été 1601, le château fut incendié par le voïvode Szyszinski. À l'époque suédoise de Vidzeme, les Krideners ont perdu leur droit au manoir.

#### Château d’Augstroze

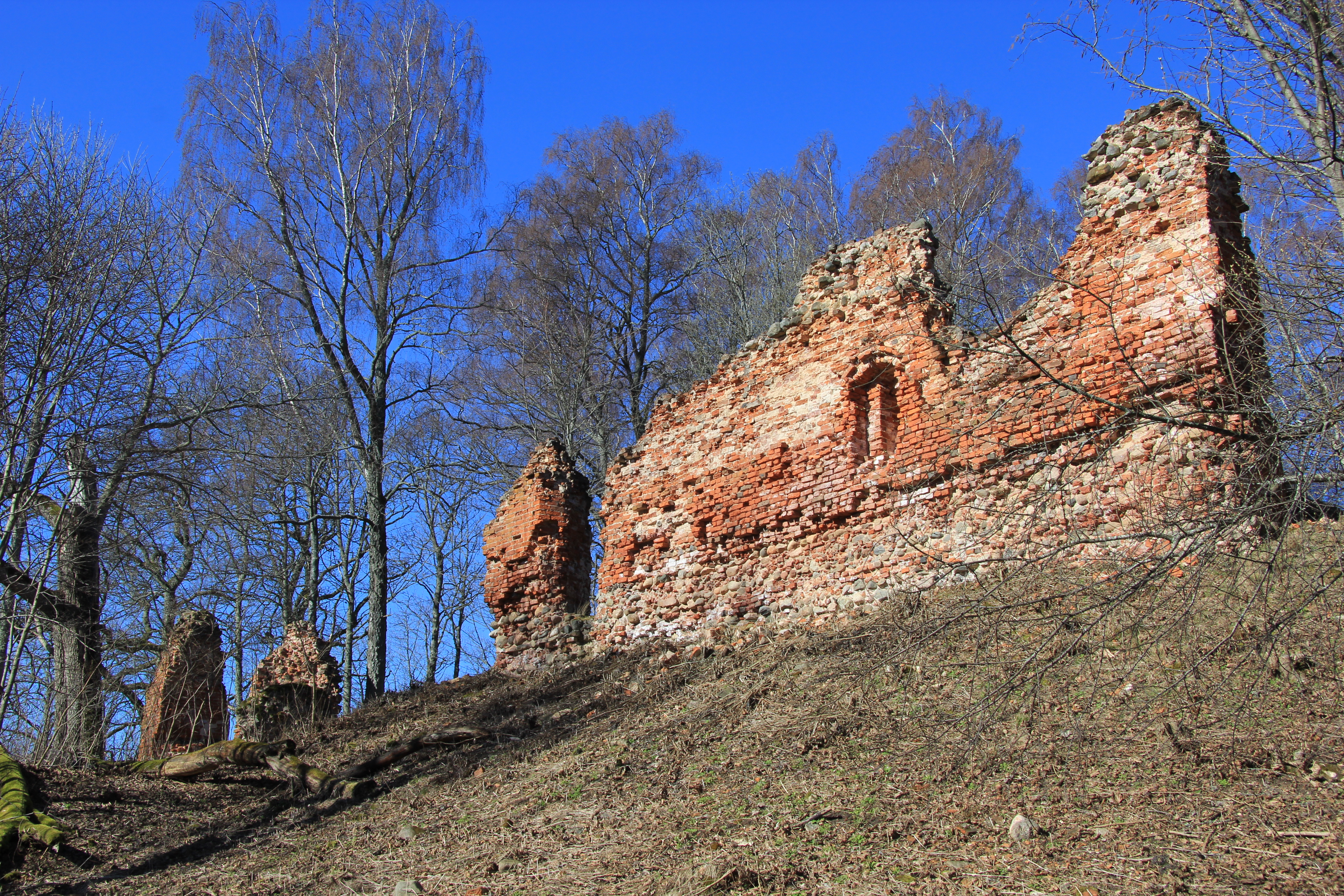
Vestiges du château d’Augstroze (Hochrosen), pagast de Umurga, novads de Limbaži.

Le château-fort d’Augstroze ou Schloss Hochrosen ( latin : arx Rosen , russe : Розен ) été construit au XIVe siècle au lieu-dit Rosula ou rosala (« région des roses ») près d'Augstroze Lielezera. Pour la première fois, le nom du palais Rosen légué à Otto Rosen apparaît dans les sources écrites en 1350, lorsqu'après sa mort, l'archevêque de Riga Fromhold von Vifhusen légua le palais Rosen avec une ferme ( husz tho Rosen mit hofen ) à ses fils Voldemar et Henek. En 1428, après la mort de son propriétaire Hans Rosen, l'archevêque Henning Sharpenberg lègue le château à ses cousins Waldemar et Kersten Rosen. Lors des batailles opposant les archevêques et l'ordre de Livonie en 1479 et l'archevêque Sylvester Stodewescher conclut une alliance avec le roi de Suède , le château fut assiégé sans succès en 1482 par Bernd von der Borch, maître de l'ordre de Livonie. Dans le traité de paix de Jam Zapolski de 1582, elle était désignée comme la citadelle du district urbain d'Augstroze, incluse dans la voïvodie de Pärnu située dans le duché de Livonie appartenant à la république des Deux Nations. Pendant la guerre polono-suédoise, le bâtiment fut occupé par Charles-Philippe de Suède, duc de Södermanland. Le château fut détruit en 1601 et n'a jamais été restauré. En 1759, le manoir Augstroze fut acheté par Georg von Meyendorff . Le dernier propriétaire du manoir Augstroze après la réforme agraire de 1920 était Konrad von Gernsdorf.

#### Château de Liepupe

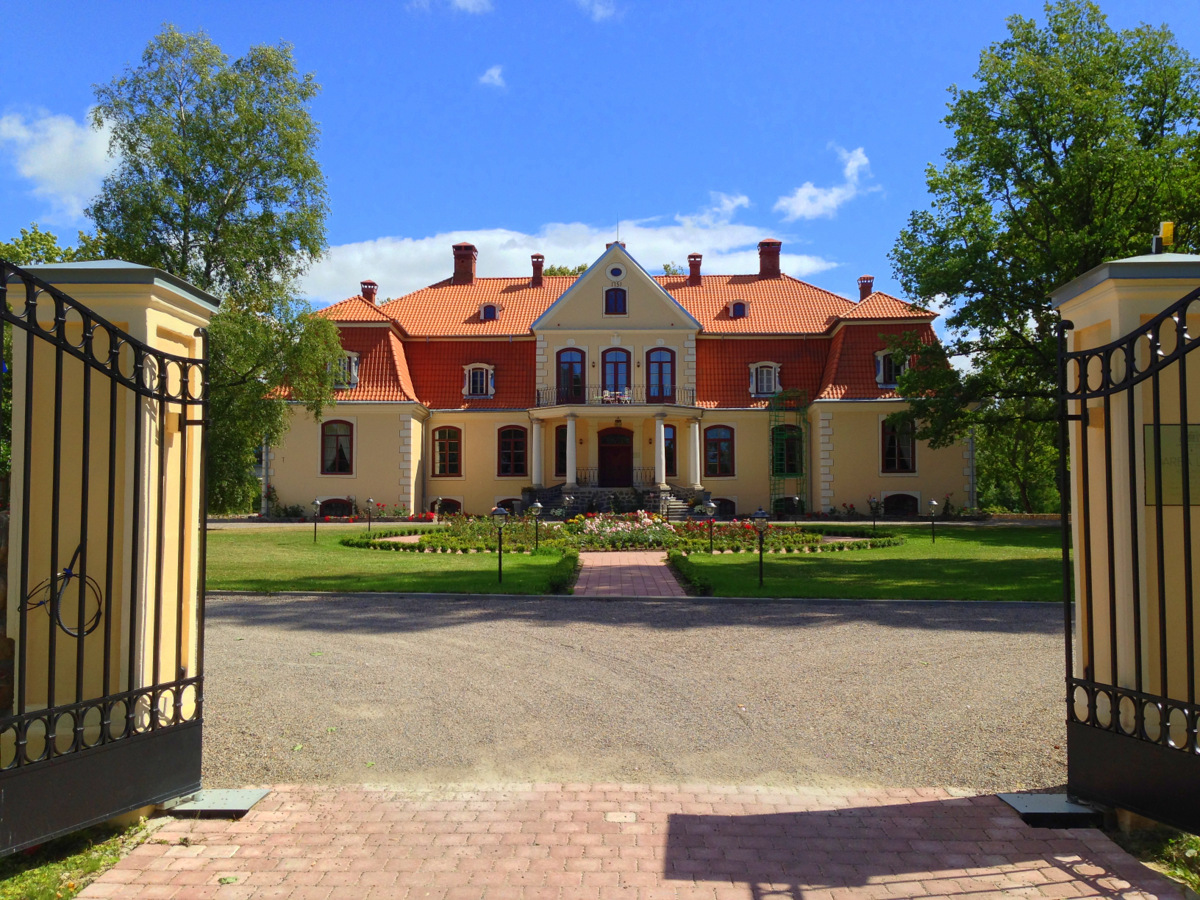
Manoir de Liepupe (Pernigel), commune de Liepupe, novads de Limbaži.

Le château de Liepupe (allemand :  Pernigel ) était la résidence des seigneurs du même nom; le manoir a été construit sur le site médiéval dans le style baroque en 1751. Le domaine seigneurial de Liepupe a été établi aux confins du territoire de l’archevêché de Riga dans l’ancien comté médiéval du Metsepole au XIIIe siècle à cheval sur l’actuelle frontière letto-estonienne. À partir du XVe siècle, il est la résidence de familles nobles bas-allemandes successives pour le compte du prince épiscopal: Fītinghofs (1403), Ikšķiļi , Koskuli (1467), Rozeni (1490). Pendant la période suédoise de la Livonie, il fut acquis en 1630 par A. Thiesenhausen. Après l'annexion de la Livonie à l'Empire russe au XVIIIe siècle, le manoir appartenait à une branche de la famille von Meck auf Pernigel und Mojahn. La maison actuelle des seigneurs du manoir a été construite en 1751 à la demande de la veuve du propriétaire Friedrich Wilhelm von Meck. En 1792, le précepteur, journaliste-écrivain Garlībs Merķelis travaillait comme assistant du propriétaire du manoir de Liepupes, Friedrich von Meck, qui venait de rentrer chez lui après avoir étudié dans les universités allemandes. Au contact de Friedrich von Meck, membre du tribunal de district de Riga, Merķel a acquis des expériences qu’il a pu réinvestir dans son traité « Les Latviens ». Depuis 1829, le manoir a appartenu aux von Zengers pendant trois générations, après la réforme agraire de 1920, le manoir en a été exproprié en 1922 et le manoir Pernigele a été divisé en 92 unités (dont 7 étaient des maisons de location) d'une superficie totale de 2 498 ha. Dans les années 1930, une école pour ouvriers agricoles est créée dans le manoir. Après la Seconde Guerre mondiale, le bureau de la ferme soviétique « Liepupe » fut installé dans l'ancienne maison des seigneurs du domaine. Menacé, puis rénové, le manoir est devenu en partie depuis 2004 une maison d'hôtes.

#### Château de Mujāni

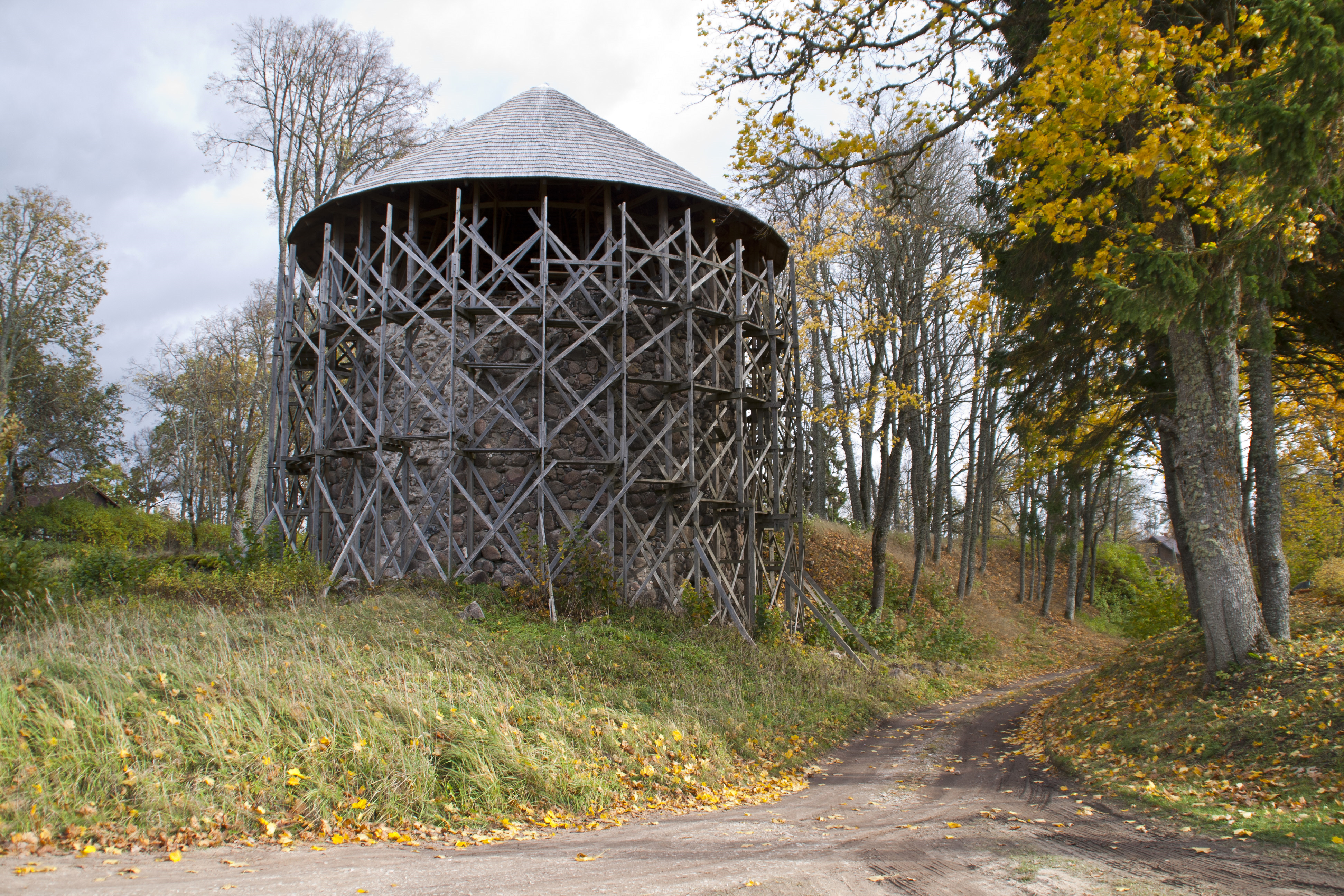
Vestige du château de Mujāni (Mojahn), Tour blanche, commune de Kocēni, novads de Volmar.

Le château de Mujānu ( allemand : Mojahn, ( latin : arx Moian , russe : Мояна) était un château occupé par les nobles au service de l'archidiocèse de Riga aux XVe et XVIe siècles. Le château a été construit au bord de l'ancienne route Limbažu - Valmiera à la frontière de l’ordre de Livonie. Il est mentionné pour la première fois en 1390. Le domaine castral de Mujāni ( en allemand Hof zu Mojahn ) est loué à Johan von Rosen par son suzerain l’archevêque de Riga. Il passe au XVe siècle à Evald Patkul puis à Hans d'Ikšķile . En 1503, il est désigné comme château fortifié de l’archevêché. Hans Ikškils vendit le moulin et le château à Johan Patkul, qui le revendit à Hans Rozen. En 1555, dans la liste des châteaux de Livonie, le château de Mujānu est déclaré domaine héréditaire des Rosen sous la suzeraineté épiscopale. . À l'époque du Vidzeme suédois en 1622, Mujāni fut concédée au chancelier d'État du roi Gustav II Adolf , Aksel Łksenšern. En 1633, il fut prévu de renforcer le château, mais pendant la Grande Guerre du Nord, il fut détruit et jamais restauré. De 1760 jusqu'en 1801, le manoir Mujānu appartenait à la famille Meku . Au XIXe siècle, il ne restait que des ruines à l'exception de la Tour Blanche. Cependant, le dernier propriétaire du château, le comte Moritz Mengden, fit De 1759/1761 jusqu'en 1801, le manoir Mujānu appartenait à la famille Meku . Au XIXe siècle, il ne restait que des ruines du château de Mujānu, à l'exception de la Tour Blanche, haute de plusieurs étages. Dans la seconde moitié du XIXe siècle , le dernier propriétaire du château, le comte Moritz Mengden, condamna le deuxième étage.

#### Château de Nabe

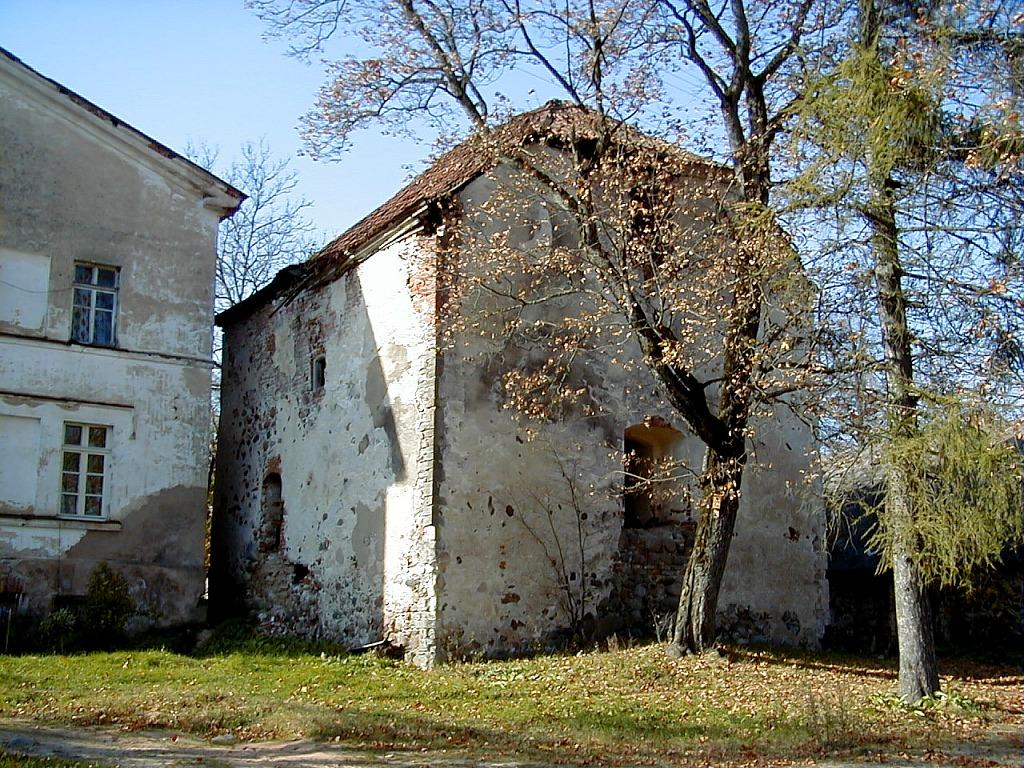
Vestige du château de Nabe (Nabben), pagast de Limbaži, novads de Limbaži, en 2000.

À l’origine, le domaine fortifié de Nabe (allemand :  Haus Nabben  et latin : castrum Nabel) faisait partie des résidences de l’archevêque de Riga qui sont listées dans une charte de 1318. Il est situé sur la route Limbažu - Turaida. Il est confié ou donné en fief à des nobles locaux qui sont au service du prince épiscopal. C’est d’abord le cas de Peter von der Borch de 1466 à 1535, puis de Georg von Rosen de 1535 à 1545. Un temps sous occupation suédoise puis intégré au duché de Livonie sous la tutelle de la république des Deux Nations (1569-1795), le château appartient en 1584 à une autre maison noble ancestrale livonienne en la personne de Johan von Thiesenhausen. Les propriétaires ne cesseront de changer à partir des années 1620. Il ne reste rien des murailles, le seul vestige actuel est une tour bâtie plus tard.

#### Le Rosenhof et la Rozena iela à Riga

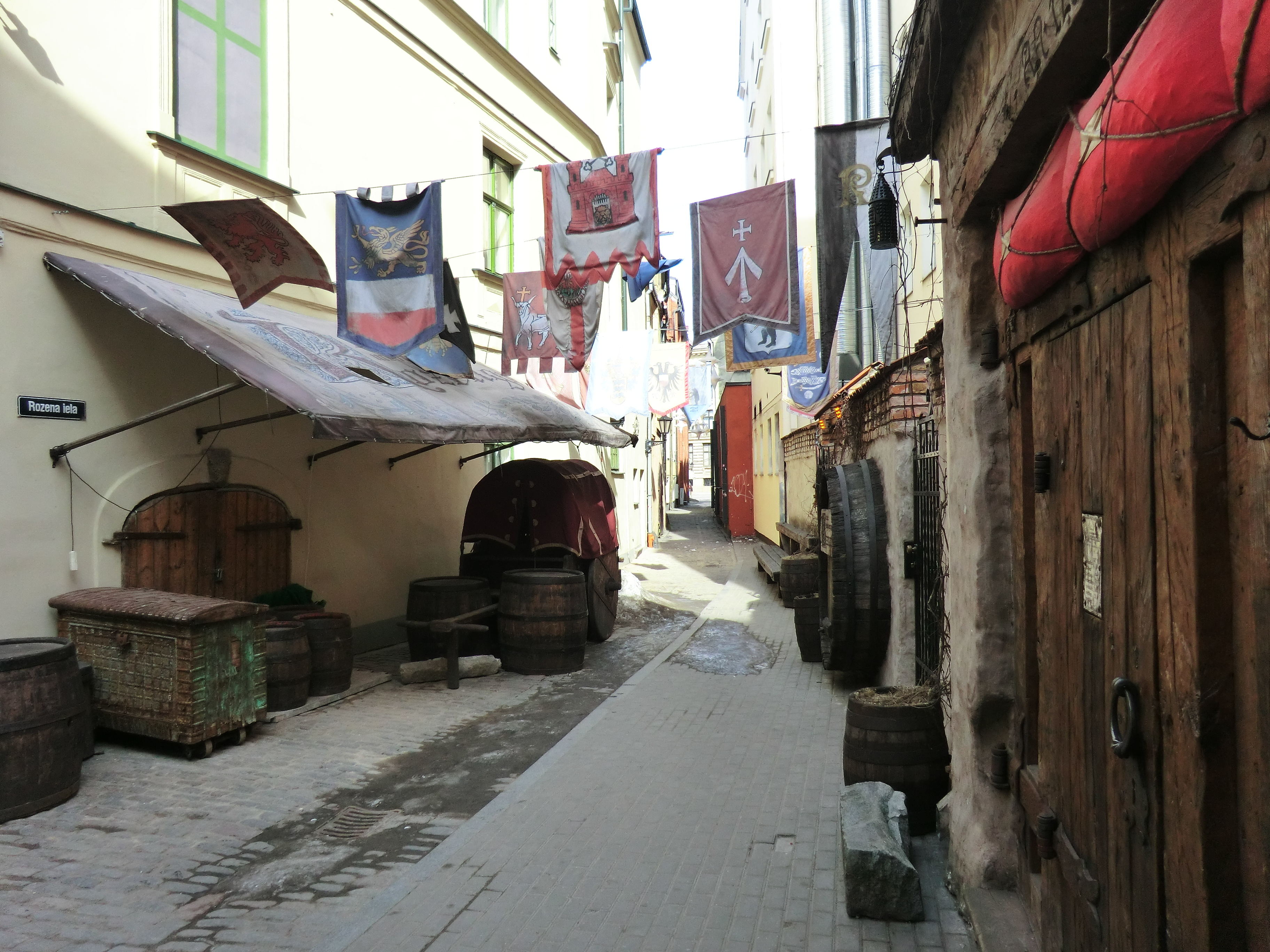
Rozena iela (« Rue des Rosen »), vieille ville de Riga, contigüe à la résidence des Rosen à Riga, le Rosenhof.

La Rozena iela (« Rue des Rosen ») dans la vieille ville de Riga est une ruelle très étroite qui rappelle le caractère médiéval de la cité épiscopale. Elle porte le nom de la maison influente des Rosen dont la a résidence à Riga se trouvait à cet endroit : elle portait le nom de Rosenhof, le domaine des Rosen, pied-à-terre de tous les Rosen qui ont des fonctions dans la capitale du territoire épiscopal.
Ce domaine-exploitation dans l’enceinte de la cité archi épiscopale devait avoir une superficie respectable comme en témoigne un litige entre deux cousins von Rosen en 1560 pour savoir lequel des deux obtiendrait la jouissance du Rosenhof. En présence du soussigné Otto von Ungern, seigneur de Pürkell, il a été conclu en ce jour du 17 décembre 1560 un accord rédigé en allemand dans l’affaire du Rosenhof à Riga :« Dans le litige qui oppose les cousins Walter et Reinhold von Rosen ont servi d’intermédiaire et médiateur leurs proches parents et amis Johann von Rosen-Hochrosen, Otto von Ungern sieur de Pürkell, Jürgen von Rosen-Mojahn et Johann Uexküll-Meckendorff. En conséquence de quoi, les cousins ont conclu l’accord qui suit : Walter possédera la partie gauche et Reinhold la partie droite du Rosenhof pour en faire usage à leur guise, outre les caves qui en dépendent et les surfaces au sol. ».
La rue Rozena est née au XIIIe siècle entre le mur de fortification de la partie la plus ancienne de la ville et le cimetière de l'église. Le premier nom de la rue était Kalēju iela, car la plupart des forgerons (Kalēju) y vivaient. Elle est appelée « rue Rozen » depuis le XVIIe siècle en l'honneur de la famille Rosen, vassaux des évêques, dont la propriété s'y trouvait depuis le début du XIVe siècle jusqu'au XVIIe. C'est la rue la plus étroite du vieux Riga. En letton, la rue s'appelait Rožu iela (Rosengasse, Ruelle Rosen) jusqu'en 1923, date à laquelle elle reprit le nom de Rozena iela (abrégée en Rozena).

#### Manoir de Cērtene

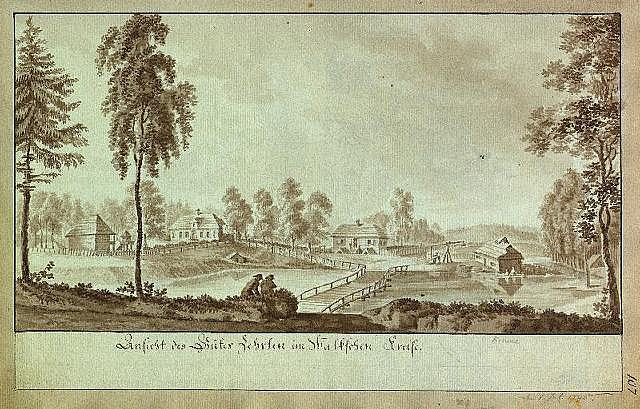
Manoir de Cērtene, novads de Smiltene, Comté de Valga.

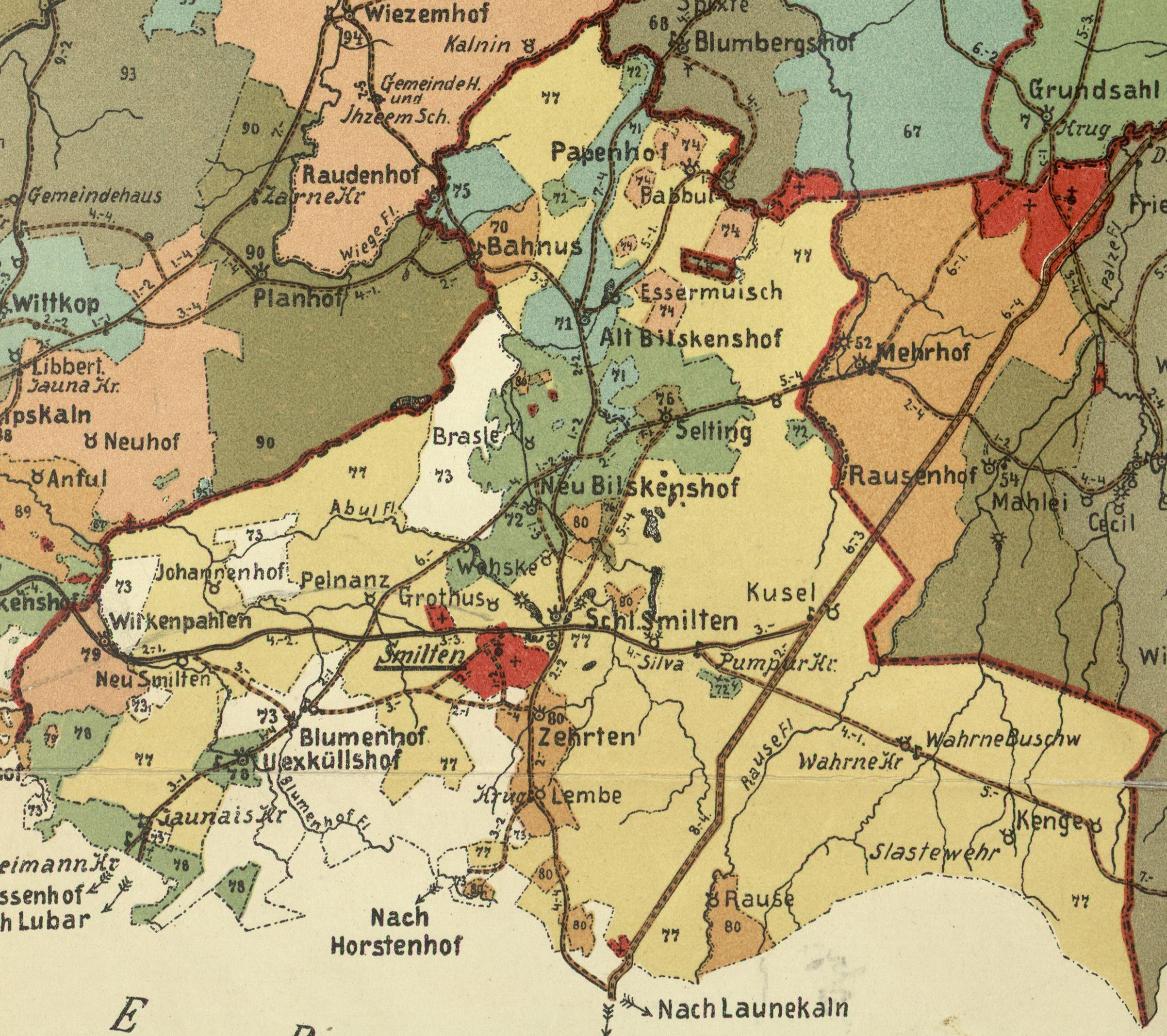
Territoire du manoir de Certene (1904).

Le domaine du manoir de Cērtene (allemand : Zehrten) a été formé de plusieurs parcelles de terrain aux histoires différentes. Au XVe siècle, il partage la même destinée que la seigneurie de Ninigal avec les chevaliers Walmes et Grothusen, vassaux de l’archevêque Henning-Scharpenberg. Les Grothusen vendirent leur partie du domaine en 1595 à Heinrich von Rosen. Diedrich von Rosen, son ancêtre, avait déjà acquis une partie de Cērtene des Blomberg et Gersten. En 1670, George von Rosen devint propriétaire de ces domaines qui les vendirent au conseiller royal suédois Swante Banner en 1671. Le manoir de Cērtene est alors devenu une possession commune avec le manoir d’Ikšele ou Ninigal. Mis en gage plusieurs fois, il passe aux mains de la famille von der Pahlen au XVIIIe siècle. Au XIXe siècle, les manoirs de Cērtene et d’Ikšele et les privilèges associés du manoir de Zeltiņi sont soit échangés soit vendus entre les familles von Berg, Budberg, Hyronimus, von Lesten, von Tiesenhausen, Dorfei, von Lantingu et Bandau.

#### Manoir de Palsmane

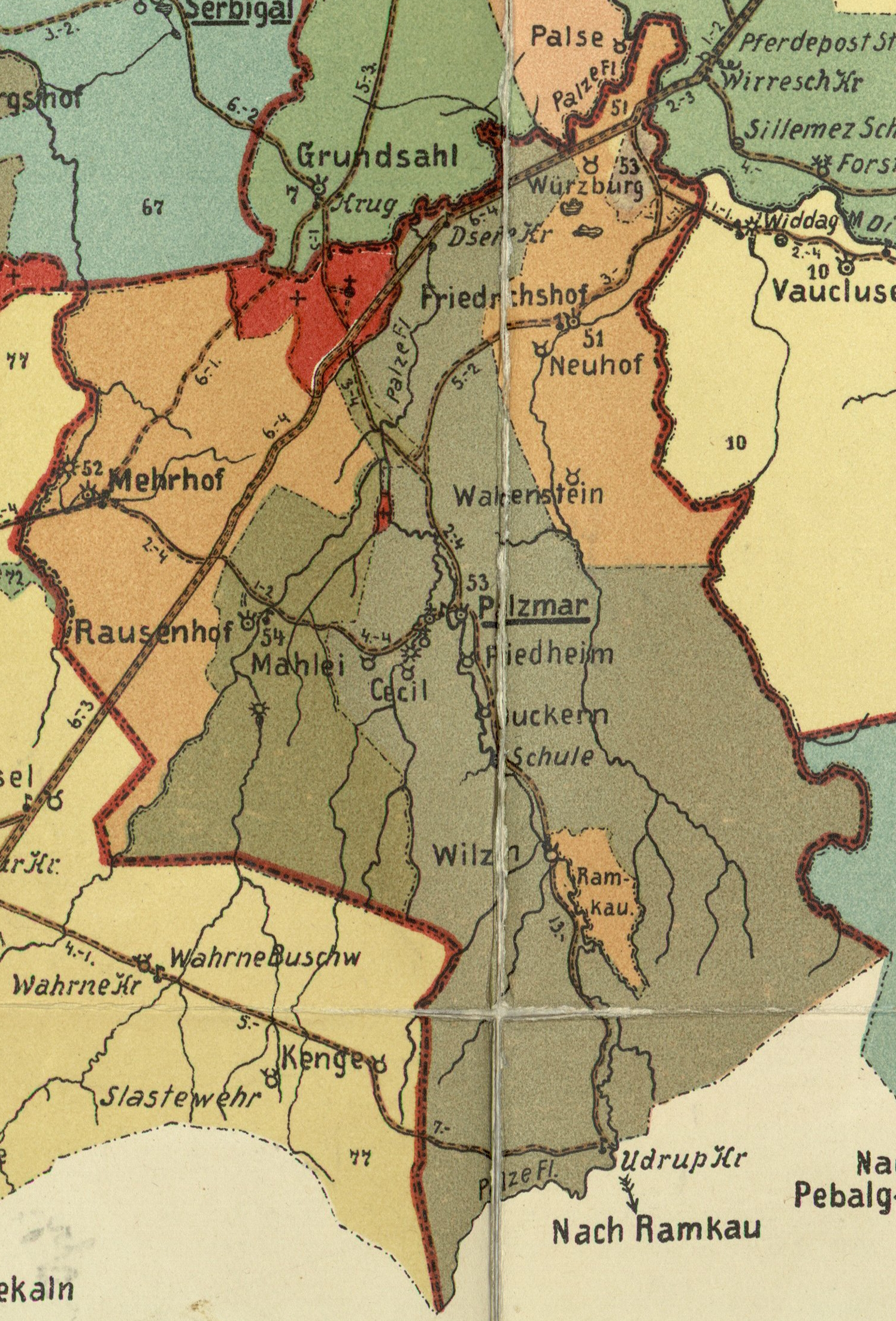
Territoire du manoir de Palsmane.

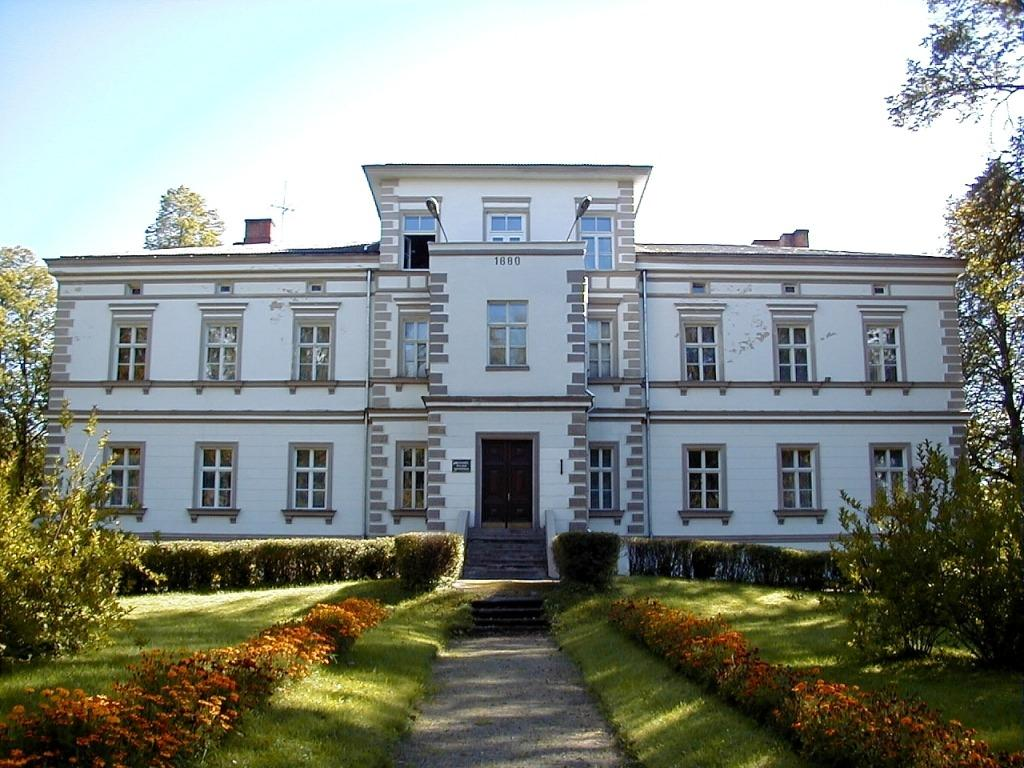
Manoir de Palsmane.

Le manoir de Palsmane (allemand :  Palzmar ) était un manoir de chevalier situé dans la paroisse de Palsmane dans le district de Valga, en Livonie. Selon la division administrative actuelle, le complexe du manoir est situé dans le village de Palsmane dans la région de Smiltene en Lettonie. Les premiers propriétaires connus du manoir étaientles Grundeis. En 1489, Heinrich von Buxhöwden leur achète le manoir. En 1536, Diedrich von Rosen rachète le manoir à ses héritiers pour 5400 marks.
En 1615, lors de la réduction des domaines, le manoir passa à l’État. En 1732, il passe des von Biron aux von Zoeckell. La succession a été divisée entre les héritiers, de sorte que le manoir de Mēri a été séparé. Franz Christoph von Zoeckell hérite de Palsmane. Le manoir a ensuite été hérité par son petit-fils Friedrich Ludwig von Albedyll. En 1798, il donna le manoir en gage à Burchard Ernst von Berg, qui céda en 1802 les privilèges, ainsi que d’autres biens, à Christian Gottfried von Pahlen. Au décès de ce dernier, le manoir a été pendant un certain temps la propriété commune de tous les héritiers, jusqu’à ce que son fils Carl le rachète aux autres. Il reste quelques générations chez les Pahlen. Le manoir se composait de plusieurs domaines d’élevage : Cecil, Duckern, Lazdiņi, Mālejas et Vilciņš.

### Dans l'Estonie actuelle

#### Manoir de Sääre

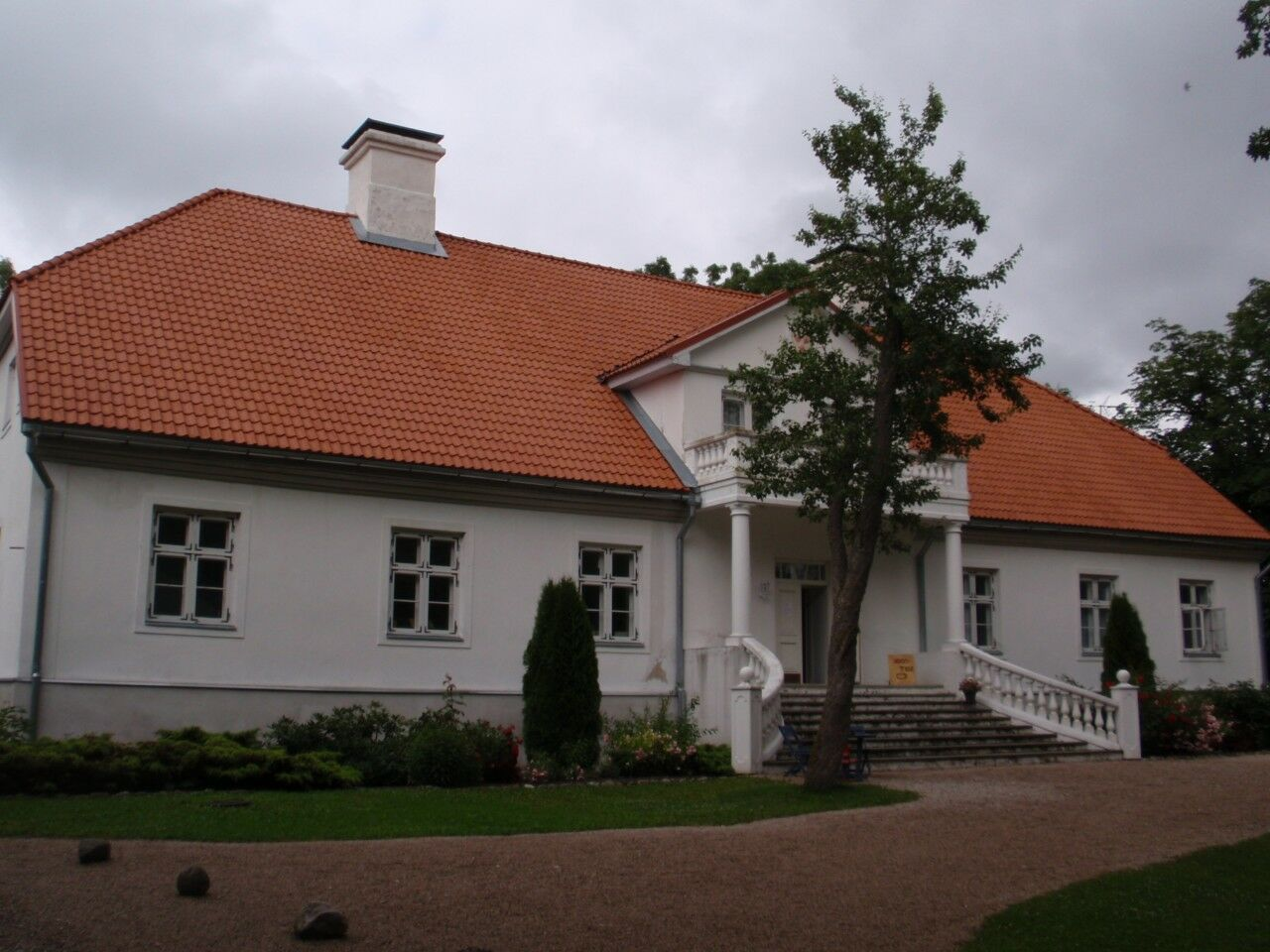
Manoir de Lückholm, Läänemaa.

Le manoir de Lückholm a été fondé en 1662 et son premier propriétaire fut le grand chancelier de Suède, Magnus Gabriel De la Gardie, qui vendit le manoir en 1681 au comte Königsmarck. À la fin du XVIIe siècleet au XVIIIe siècle, les propriétaires du manoir ont changé à plusieurs reprises, mais en 1773, Friedrich Adolf von Rosen a acheté le manoir et il est resté en possession des von Rosen pendant plusieurs siècles malgré quelques intermèdes indépendants de leur volonté.
Avec la réforme agraire menée après la guerre d'indépendance de l'Estonie, neuf nouvelles colonies ont été séparées du manoir de Saare, mais le cœur du manoir ainsi que 200 ha de terrain sont restés en possession des Rosen. En effet, deux fils du propriétaire de l'époque, Woldemar von Rosen, ont combattu du côté estonien lors de la guerre d'indépendance. Après la guerre, Friedrich von Rosen, revenu indemne de la guerre, reprit la direction du manoir. En 1939, avec la rémigration des Germano-Baltes, les Rosen durent également partir pour l'Allemagne nazie. Le manoir resta vide et commença à se dégrader. Lorsque Gustav, le fils de Friedrich von Rosen, né au manoir de Saare, est arrivé pour la première fois au manoir après son départ en 1989, il ne restait plus que des murs et une cheminée du bâtiment principal du manoir. Gustav von Rosen ne pouvant réclamer la terre des ses ancêtres, il a racheté le cœur du manoir en 1995. Il y a ouvert un musée en 1997. Gustav von Rosen entreprit alors la restauration du bâtiment principal et celle-ci fut achevée en 2001. Le manoir est toujours la propriété de la famille et sert de lieu d'hébergement et d'organisation d'événements avec un salon de thé en période estivale.
Gustav von Rosen a fait construire en 2006 un aéroport privé à côté du manoir. L'aérodrome a été construit conjointement par les Rosen et son voisin Herbert Trisberg sur leurs deux terrains respectifs. Lors de l'ouverture de l'aéroport en septembre 2006, Lothar von Rosen, fils de Gustav, fut le premier à atterrir; il porte aujourd'hui le nom d'Aérodrome de Kihnu, toujours en service bien qu'il n'ait pas de code AITA.

#### Château de Roosna-Alliku

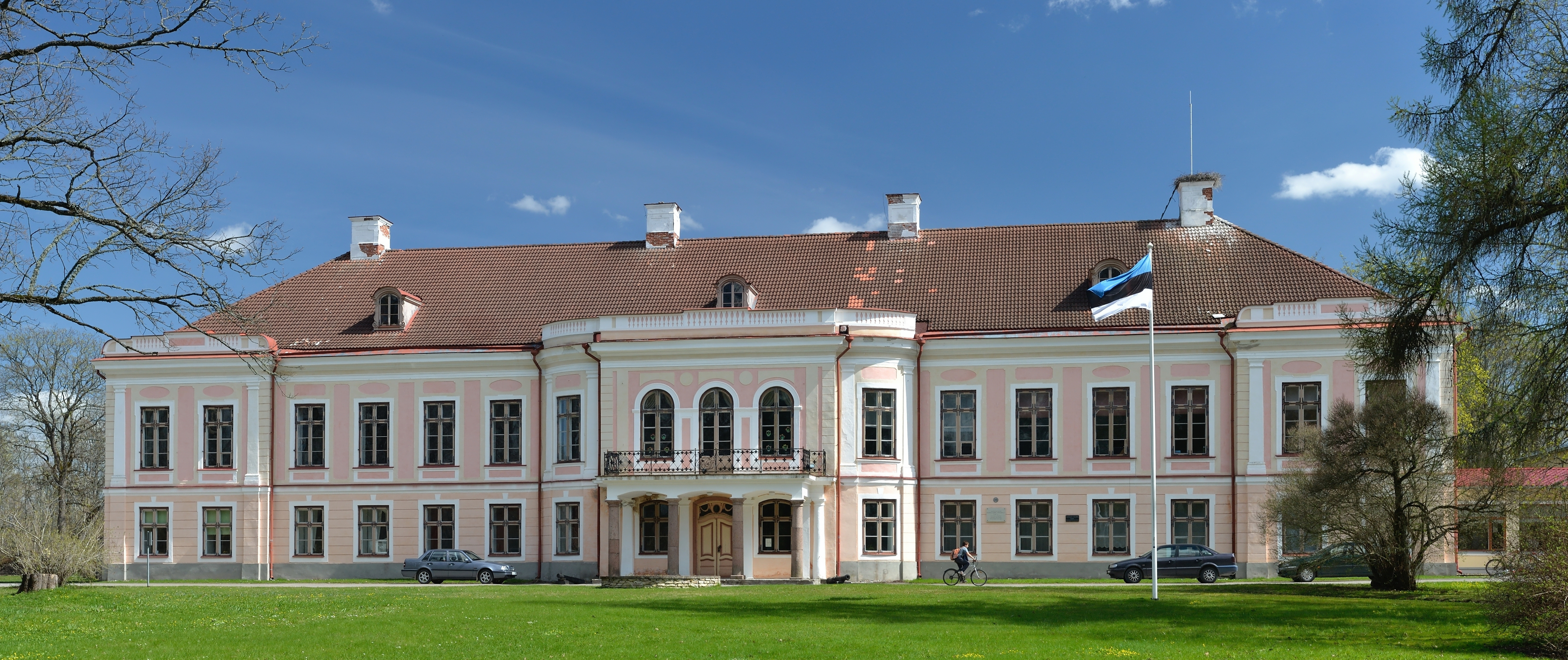
Château de Roosna-Alliku ou Kalterbrunn, comté de Järva.

Le manoir de Rosna-Alliku ou Kalterbrunn est une demeure seigneuriale située dans le village de Roosna-Alliku, dans la municipalité de Paide. Le manoir a été fondé au XVIIe siècle. Le manoir tire son nom estonien du nom de famille des premiers propriétaires : la famille von Rosen.
Le symbole du manoir est une rose blanche. Il est représenté sur les armoiries de son premier propriétaire, Bogislaus von Rosen dont le droit sur le manoir a été garanti par la reine Christine de Suède en 1645. À la suite du mariage en 1725, le manoir passa à la famille Stackelberg et lui appartint jusqu’à la confiscation en 1919. Le dernier propriétaire du manoir était Georg von Stackelberg. Le manoir héberge une école primaire depuis le début du XXe siècle.
Bogislaus von Rosen (1572 - 1658 ) était un homme d’État et d’affaires du Royaume de Suède et d’Estonie. Il est également propriétaire des demeures de Lehmja, Karinu, Viiu, Väinjärve et Domassova. Il est le fondateur de la branche Rosen dite blanche en Estonie car les trois roses sur le blason ne sont plus rouges mais blanches.

#### Château de Kiltsi

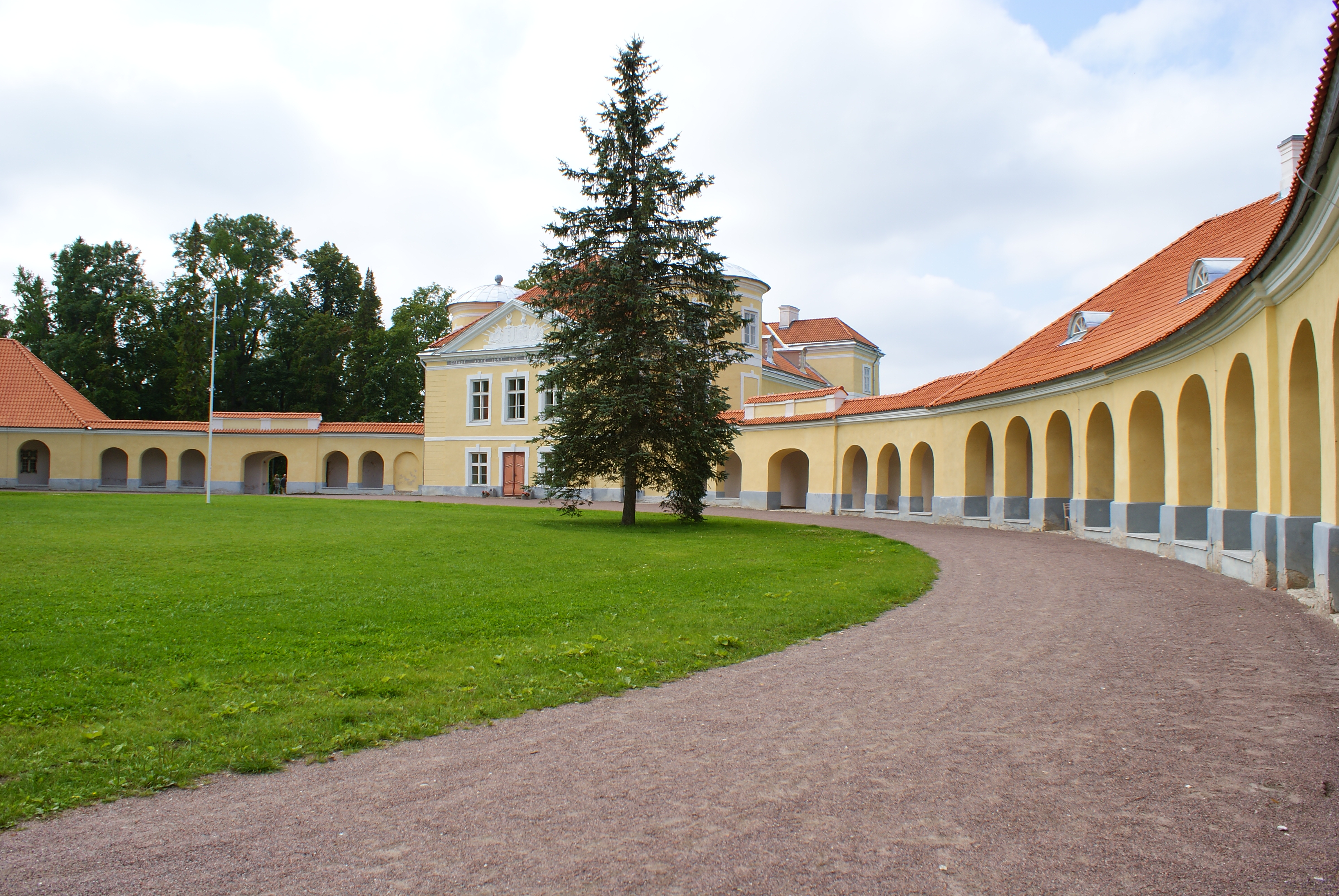
Château de Kiltsi.

Le château de Kiltsi (letton : Schloss Aß ou Gilsenhof), est aujourd'hui un manoir dans le comté de Lääne-Viru.
Il est associé aux familles nobles très fréquentes en Estonie et Livonie. La première mention du manoir remonte à 1466. Au Moyen Âge, le manoir appartenait à la famille Gilsen, d’où son surnom de Gilsenhof. À cette époque, le manoir était construit en pierre sous la forme d’une forteresse. Il a été détruit pendant la guerre de Livonie par les troupes russes. Au XVIIe siècle le château appartenait à la famille noble von Uexküll, et à partir du XVIIIe siècle, il appartint successivement aux familles von Zege von Manteuffels, von Rosen et von Benckendorff.
C’est 1790 avec Hermann Johann von Benckendorf que les ruines de la forteresse furent reconverties en un manoir résidentiel dans le style du classicisme primitif. Plus tard, deux ailes ont été ajoutées au bâtiment.

#### Manoir de Mäetaguse

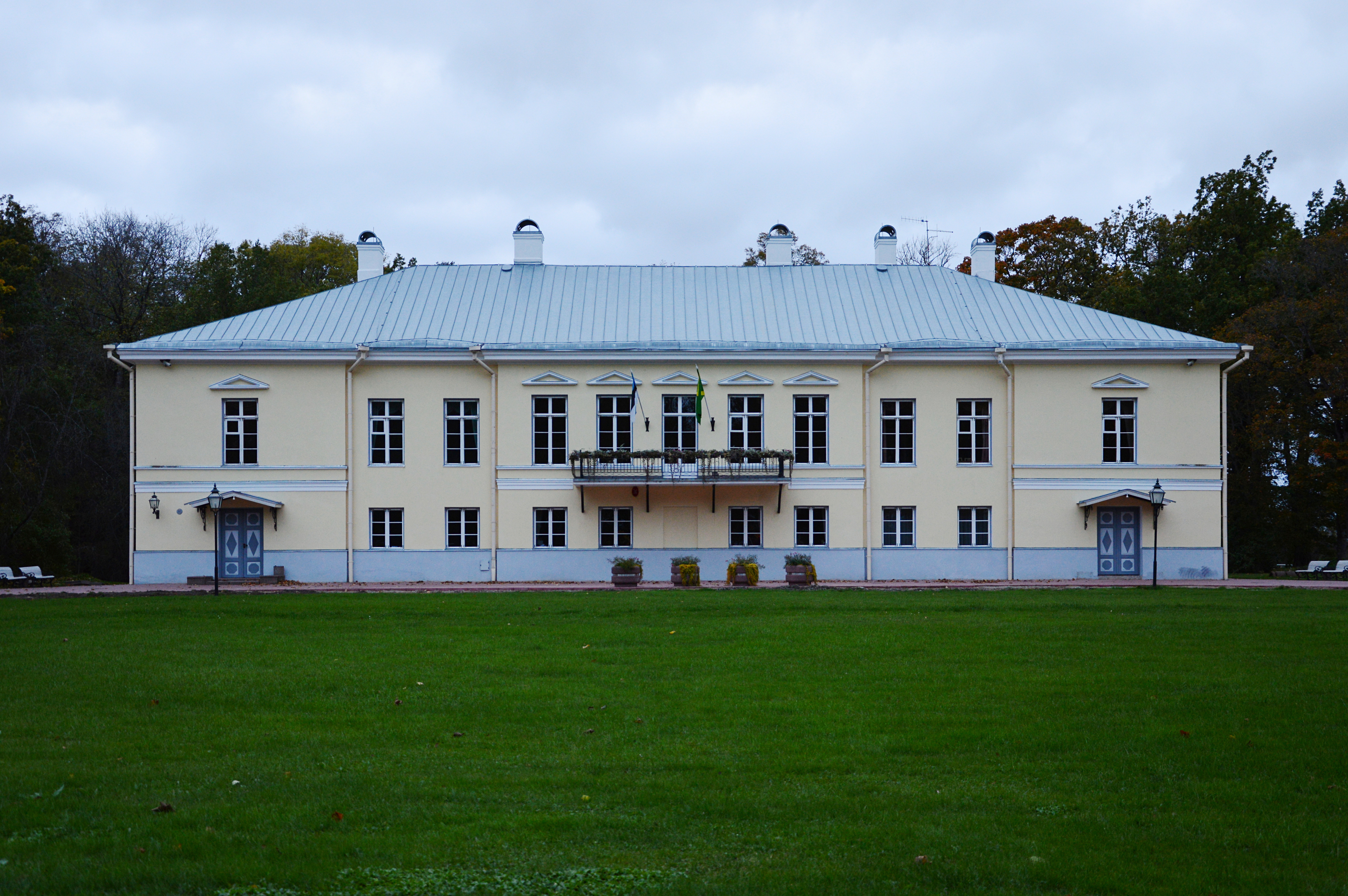
Manoir de Mäetaguse acquis par Otto Fabian von Rosen en 1736, circonscription de Wierland, Estonie.

Situé en Estonie dans la circonscription d’Alutaguse, le manoir de Mäetaguse (Mehntack) fut construit en 1542 par Peter von Tiesenhausen. Au XVIIe siècle, les propriétaires du manoir appartiennent successivement aux familles Bremen, Wrangels et Unger-Sternberg. En 1736, Otto Fabian von Rosen, propriétaire de quatre autres manoirs en Estonie, fait l’acquisition du manoir ravagé pendant les conflits de 1733. L’édifice prend sa forme classiciste lors d’une rénovation en 1796, puis il fait l’objet de diverses reconstructions effectuées dans les années 1820, 1890 et 1990. Le dernier propriétaire du manoir fut Konstantin von Rosen. Jusqu'à son expropriation en 1919, le manoir a donc appartenu à la famille noble des Rosen.
Pendant la république soviétique socialiste de Lettonie, le bâtiment du manoir a accueilli une école. Jusqu’en 2017, le bâtiment principal du manoir abritait les services administratifs municipaux de la commune de Mäetaguse

#### Manoir de Kostivere

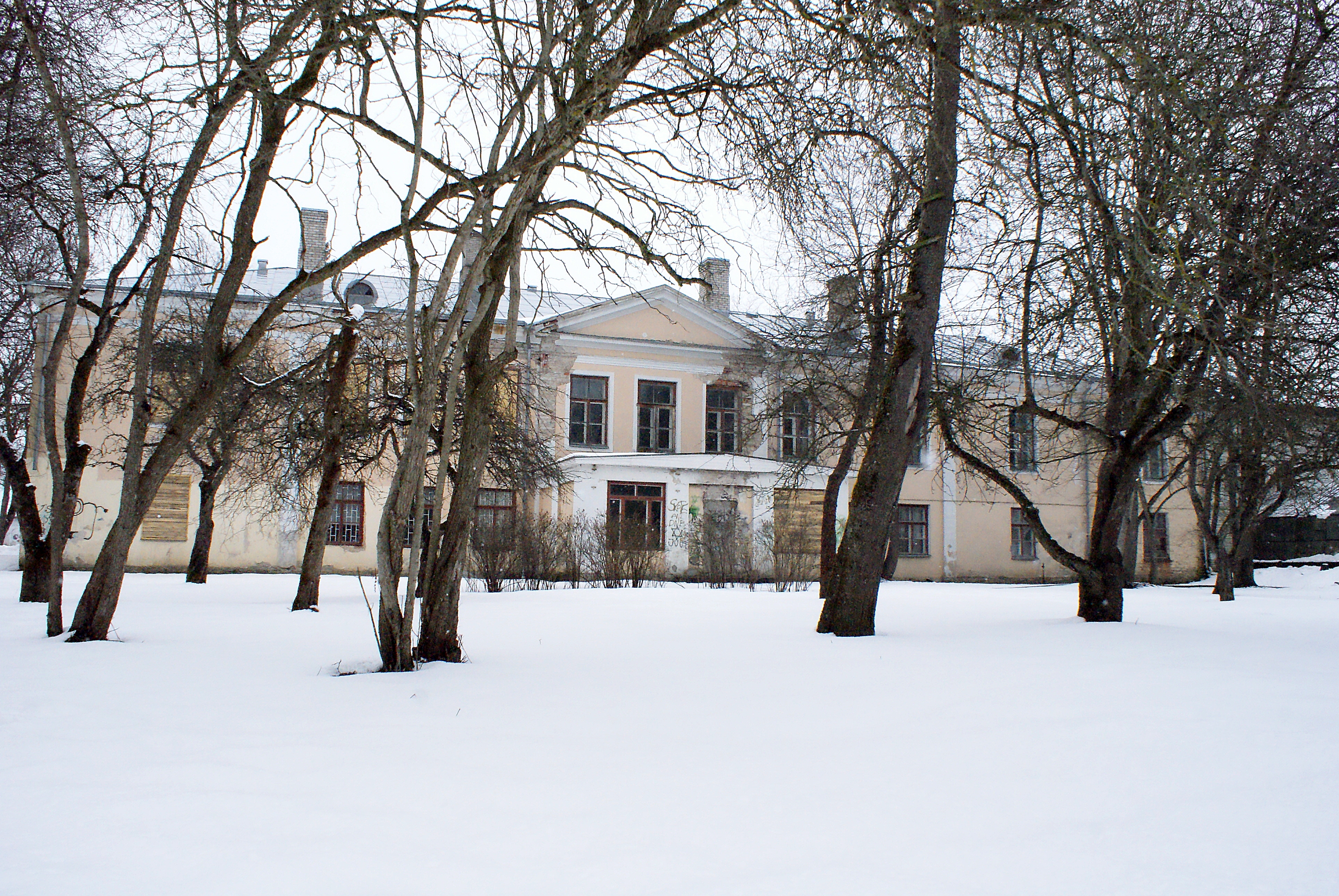
Manoir de Kostivere vu du parc, Kostivere, Estonie.

Kostivere est une petite localité estonienne située dans la commune de Jõelähtme district rural et agricole de Harju. Elle est située sur la rivière Kostifer à l'est de Tallinn ; on y trouve plusieurs domaines et manoirs où vivaient quelques familles nobles de l’ancienne chevalerie germano-estonienne. Le manoir de Kostivere construit en 1379 a été repris au milieu du XVIe siècle par l'ordre de Sainte-Brigitte. Entre le XVIIe siècle et le XIXe siècle, Kostivere était la propriété des familles von Hastfer, von Gernet, von Brevern et von Rosen. De 1913 à 1939, le domaine de Kostivere était la propriété de la famille von Dehn[3]. Après l'occupation soviétique en 1941[4], Kostivere fut restructuré en sovkhoze et pendant l'occupation allemande, le domaine servit à nouveau de manoir. En 1945, le lieu fut à nouveau transformé en domaine d'État. Construit dans les années 1770, le bâtiment principal du manoir à deux étages de style néoclassique a été reconstruit au XIXe siècle. Le manoir de Kostivere est désormais la propriété d'un médecin qui y tient un cabinet médical.
Karl Gustav Woldemar von Rosen né à Räsna (Comté de Jõgeva), était baron de Rosen et également seigneur de Kostivere et Püha. Il transmet ce titre à son fils Leo Felix Karl, un diplomate né à Saint-Pétersbourg en 1872 et décédé à Londres en 1872. Son fils Paul porte encore le titre de baron de Rosen, mais plus celui de seigneur de Kostivere. Cette branche baronniale s'éteint de toute façon avec son fils Léon Richard Constantin né à Stockholm et décédé sur le l'île de Ré en 2004. Léon Richard s'est marié avec une noble russe à Berlin. Il était président du Syndicat national des fabricants de sucre de France.

#### Manoir de Ravila

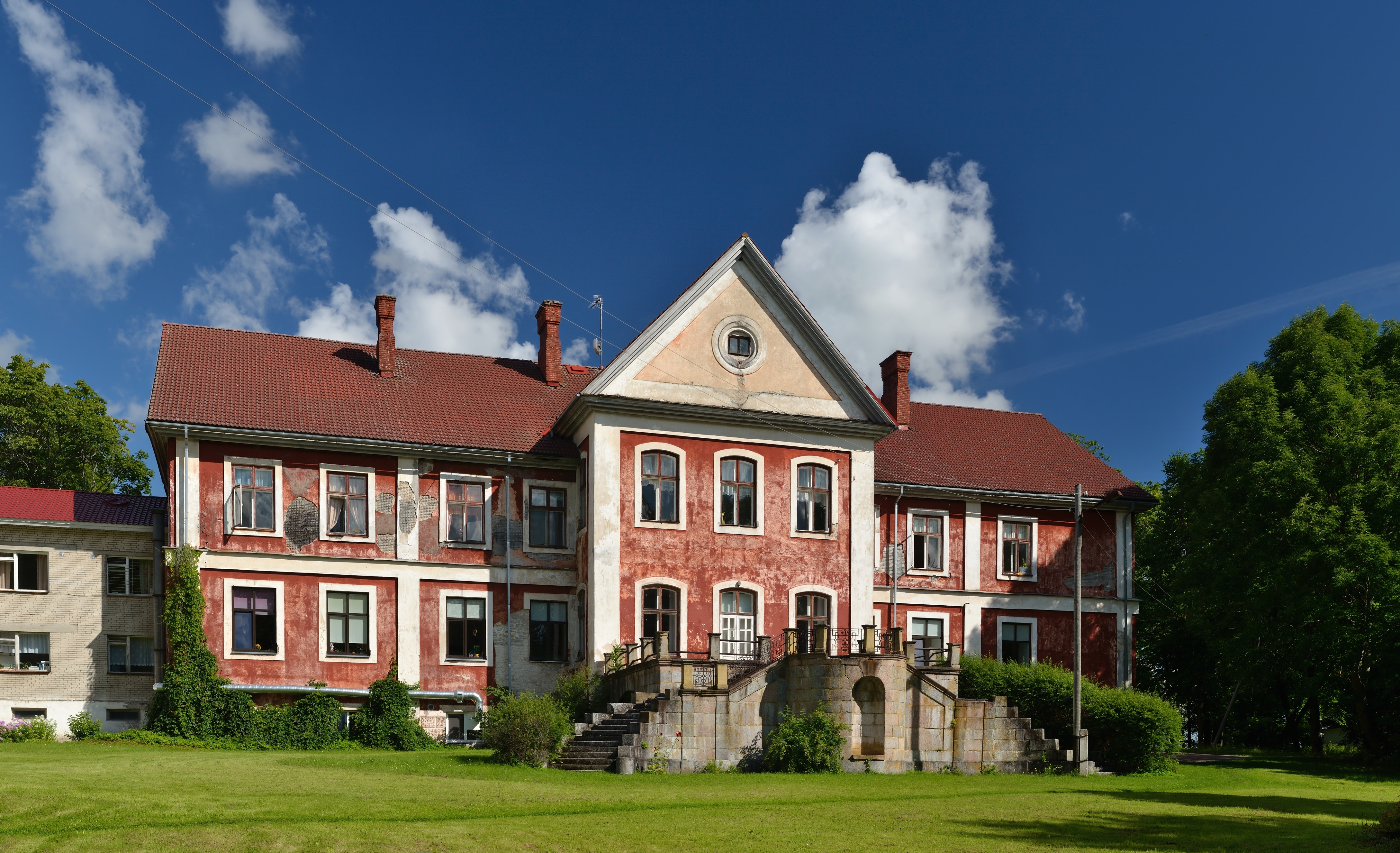
Domaine de Meks (Ravila), Estonie.

Ravila (allemand :  Mecks), dans la paroisse de Kosch, est mentionné pour la première fois dans une chronique en tant que maison résidentielle d’un chevalier en 1469. Le chevalier Robert Staël von Holstein, seigneur de Ickern, Gensinck et Halswick dans le comté de Mark, Sonorm et Ballfer en Livonie, en fait l‘acquisition en le 27 février 14524 . Plusieurs chartes le désigne comme vassal au service de l’ordre Teutonique entre 1483 et 1527. Il est juge du tribunal seigneurial de Järva et membre du conseil du grand maître de l’ordre. Margaretha, fille de Robert , épousa le chevalier Johann von Rosen-Schönangern en 1525. À la mort de Robert, ses biens et fiefs en Livonie (Meks et Sonorm) sont légués à ses petits-enfants von Rosen. Il s’agit de la branche Kleinroop puisque Johann et Robert sont les enfants de Hans von Rosen, seigneur de Mojahn, fils de Kersten, seigneur de Kleinroop, et donc la même lignée que celle du maréchal de France, Conrad de Rosen et les branches baronniales et comtales éteintes ou subsistantes en Suède. Les Rosen transmettent le domaine aux Uexküll. Les propriétaires suivants seront les Detloff, Manteuffel, Kotzebue et Pilar von Pilchau. Le manoir sera restauré en style baroque jusqu’à un incendie en 1905 ; il ne reste de cet édifice que le grand escalier côté parc. Reconstruit dans le style néo-baroque, il a une taille moins importante qu’à l’origine.

#### Manoir de Pädaste

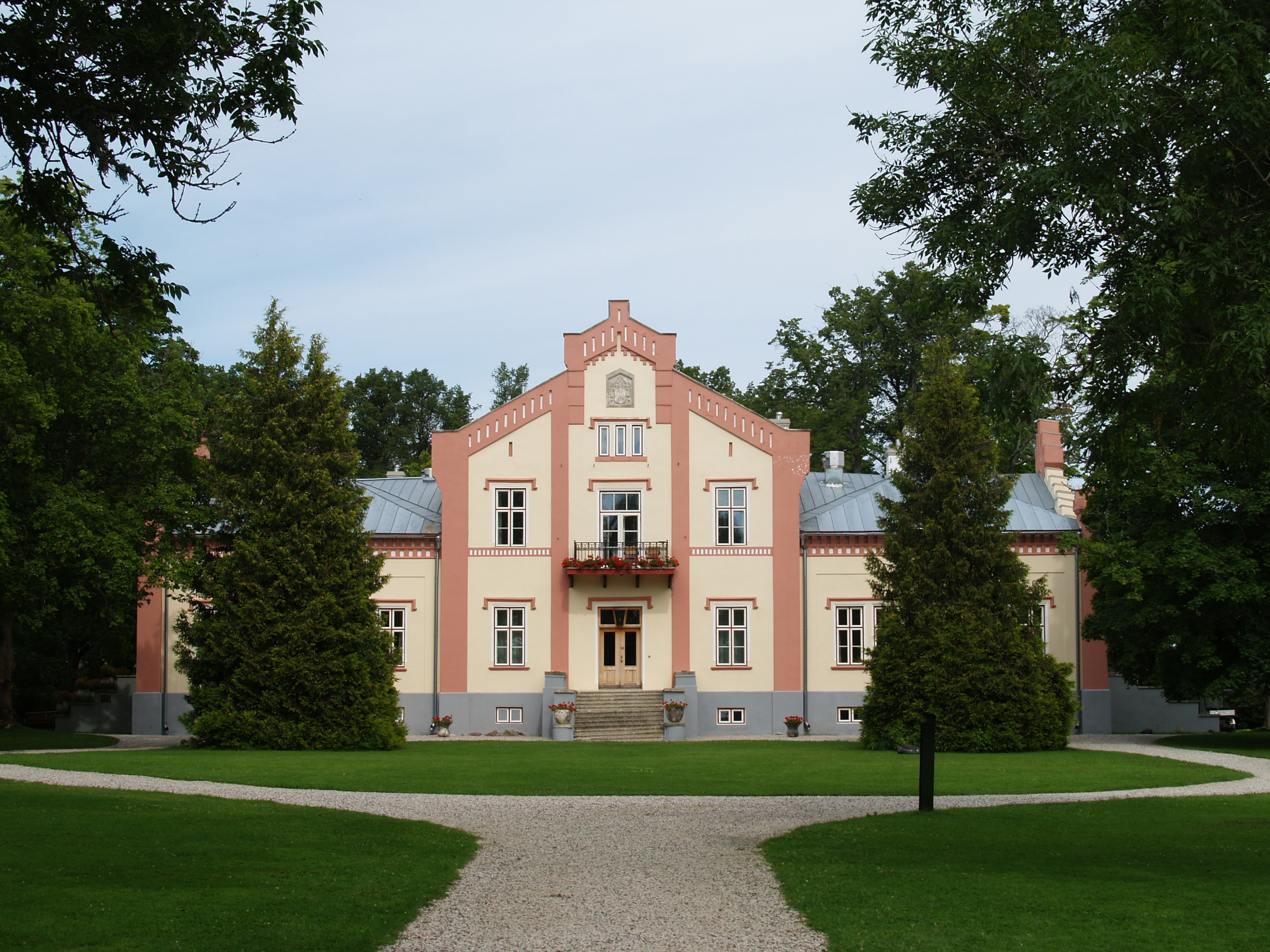
Château de Pädaste, comté de Saaremaa.

Le manoir de Pädaste apparaît en allemand sur les cartes topographiques militaires de l’Empire russe (1846-1863) sous le nom de Peddast. Il s'agit d'une demeure seigneuriale située dans le comté de Saaremaa, en Estonie. Il est situé sur le territoire du village de Pädaste.
En 1566, Johann Knorr reçut plusieurs fermes dans le village de Pädaste sur l’île de Muhu pour ses services rendus au roi Frédéric II. Suivra le manoir de Pädaste qui appartiendra à presque tous les représentants des célèbres familles nobles de Saaremaa : les Knorring, Rosen, Vietinghof, Aderka, Buxhoevden, Stackelberg, Boki). À la fin du XVIIe siècle, le manoir était en bois avec des dépendances et un grand verger. Dans les années 1870 et 1880, un manoir et des dépendances ont été construits en pierre. Le domaine abritait également une fromagerie qui a fonctionné jusqu’au XXe siècle. Le dernier propriétaire du manoir fut le baron Axel Peter Eduard von Buxhoeveden (1856-1919), juge de paix honoraire, époux de Charlotte Siemens, fille de Carl Heinrich von Siemens, PDG de Siemens & Halske. Dans le cadre de la réforme agraire soviétique de 1919, le manoir est nationalisé. En 1946-1947, le bâtiment principal du manoir a été utilisé par l’armée soviétique, puis il a abrité le bureau d’une ferme piscicole. De 1951 à 1986, le bâtiment a abrité l’Hôtel des Invalides. En 1996, le manoir est devenu une propriété privée et a été rénové pour abriter un hôtel 

### En Suède

#### Château de Bogesund

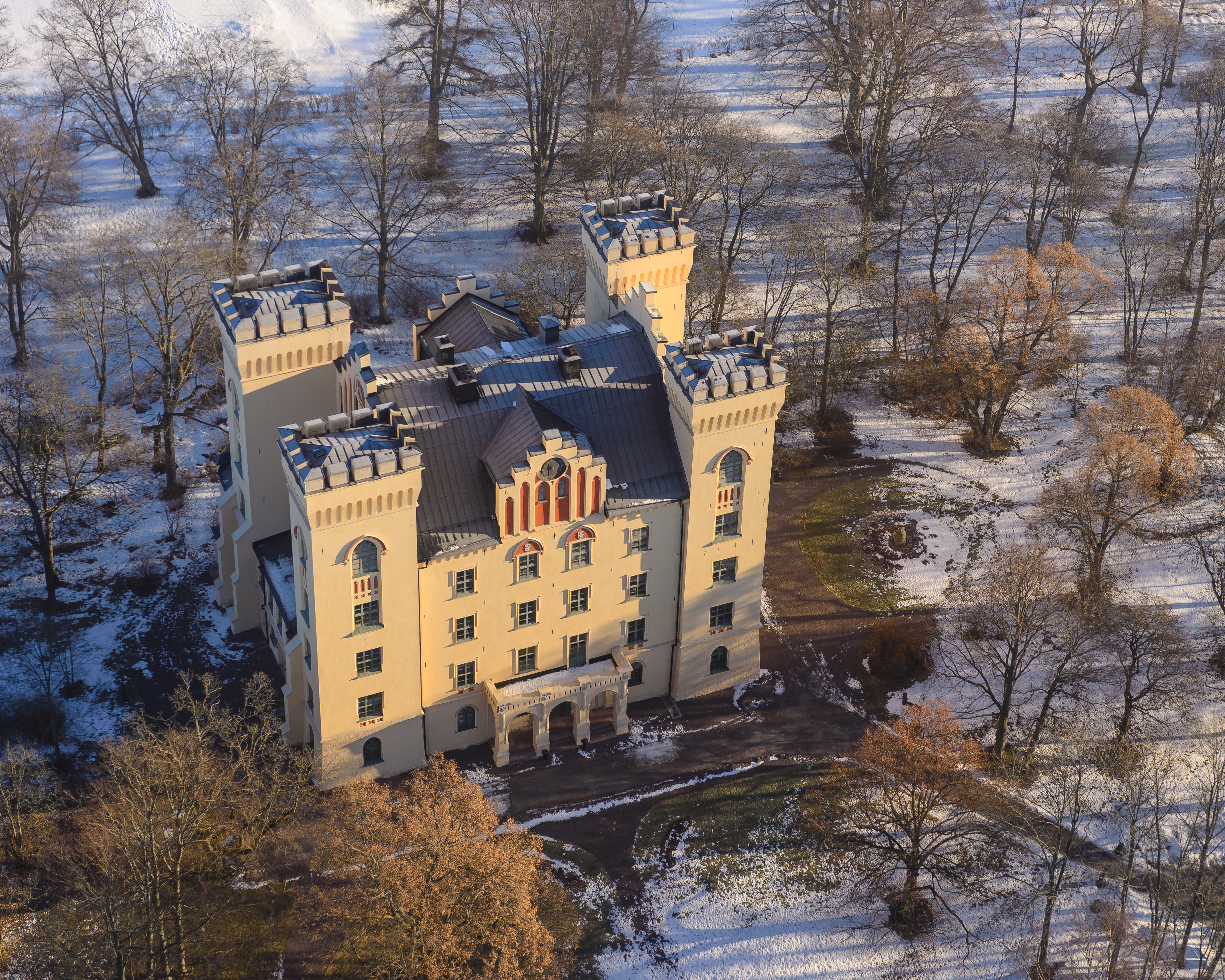
Château de Bogesundd, municipalité de Vaxholm, région de Svealand, 2013.

Le château de Bogesund, érigé dans les années 1640 à l’initiative de Per Brahe le jeune, a été reconstruit à plusieurs reprises. Bogesund a appartenu à des membres des familles Hamilton, von Rosen, von Lantingshausen et von Höpken. L’aspect romantique actuel à l’ornementation néogothique date des années 1860 d’après les dessins des architectes Fredrik Wilhelm Scholander et Thor Medelplan.
L’édifice était inhabitée depuis 1906 et a été expropriée en 1946 par l’État suédois en vertu d’une loi spéciale appelée « Lex Bogesund ». Depuis 1993, l’Office national de la propriété de Suède gère le château de Bogesund et d’importants travaux de restauration et de conservation intérieure et extérieure ont commencé en 1996. Le palais rénové a été inauguré le 11 août 2012.
L'une des branches comtales de Suède issue de Gustav Fredrik von Rosen (1688-1769) y a résidé. Le fils de Fredrik Ulrich (1731-1793), Axel Pontus von Rosen, y est né en 1773 par exemple. Il aura deux fils Gösta Fredrik et Carl Pontus dont les lignées s'éteindront au début du XXe siècle à l'exception des descendants de Hugo von Rosen.

#### Château de Karlsholm

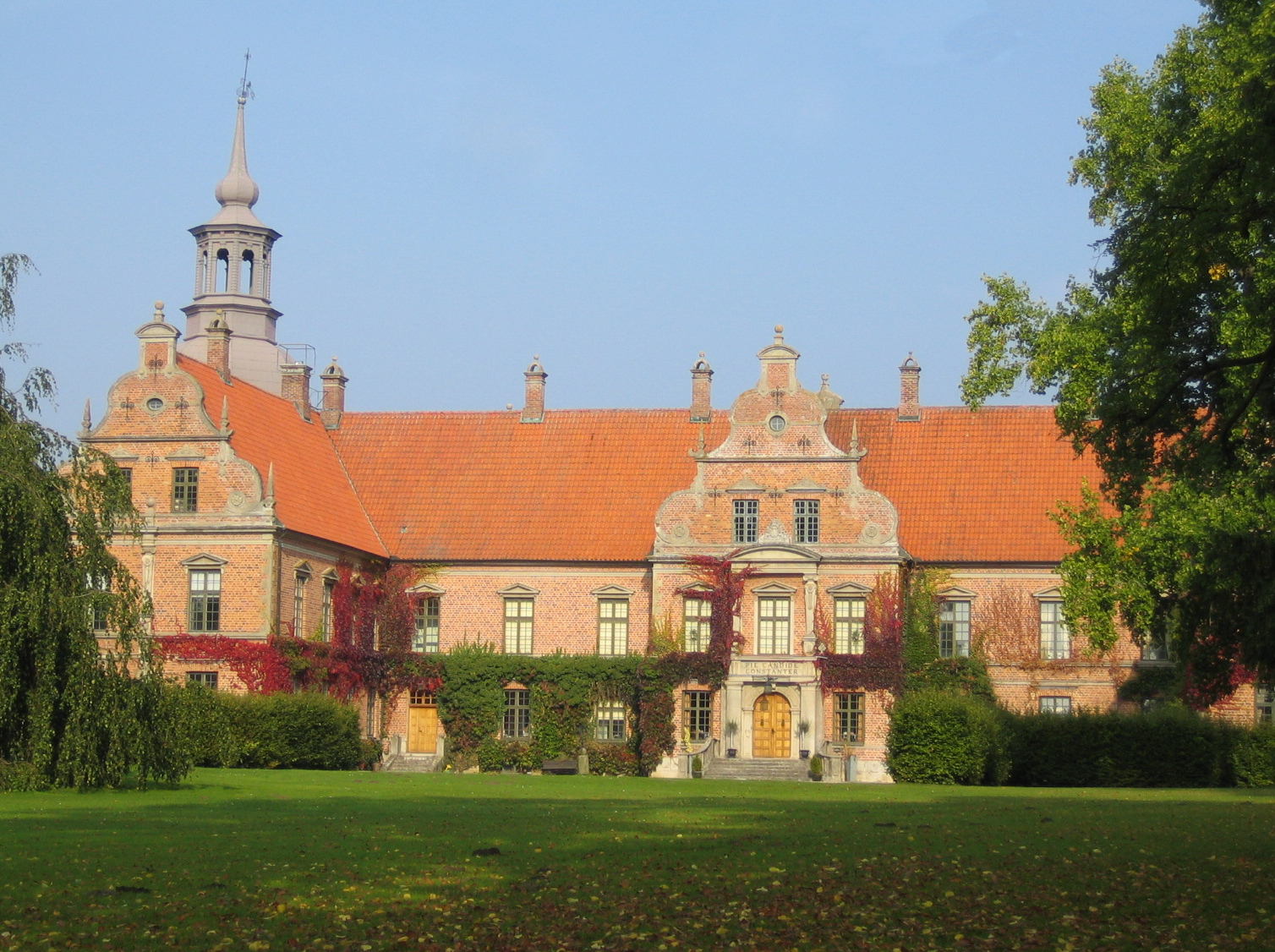
Château de Karlsholm, municipalité de Kristianstad, région de Scanie, Suède.

Karsholm est mentionnée pour la première fois au XIVe siècle. Une installation de quatre longueurs a été achevée vers 1620. Au fil des siècles, il est passé entre les mains de différents propriétaires. En 1781, Karsholm fut acheté par le comte suédois Fredrik Ulrik von Rosen (1731-1793). La maison principale a fait l'objet d'une rénovation approfondie par Rudolf Hodder Stjernswärd, après qu'il ait acheté Karsholm en 1854. L'apparence actuelle a été donnée à la maison principale en 1862, lorsqu'elle a été reconstruite en tant que manoir Nouvelle Renaissance hollandaise sous la direction de l'architecte danois Johan Christian Ferdinand Zwingmann (1827-1891),.
Le domaine de Karsholm est exploité depuis 1869 par des membres de la famille Treschow.

#### Château de Örbyhus

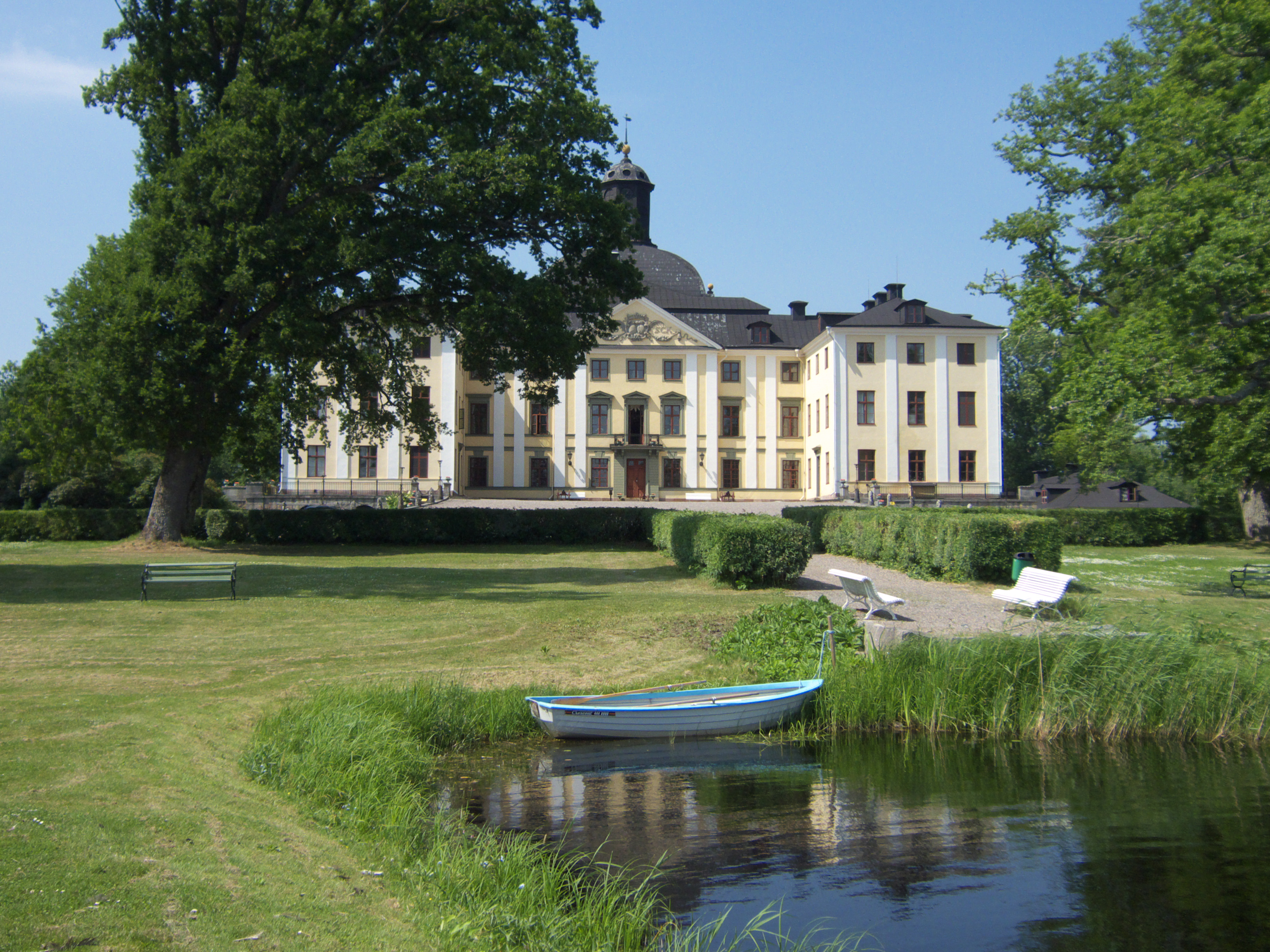
Château de Örbyhus, commune de Tierp, comté d'Uppsala.

À l’origine, le château délabré de Örbyhus était devenu le lieu d’exil et de résidence surveillée du roi suédois et estonien déchu Éric XIV, fils aîné de Gustav Ier Vasa. Il y décède d’ailleurs le 26 février 1577 des suites d’un empoisonnement à l’arsenic. En 1450, Örbyhus appartenait à Johan Kristersson Vase, le grand-père du roi Gustav Vasa. Il fit construire la tour comme structure de défense sur les marais du lac Vendelsjön. C'est le début de l'ère de la dynastie des Vasa à Örbyhus, qui durera près de 200 ans. L’ouvrage célèbre d'Erik Dahlberg, Suecia antiqua et hodierna, montre une illustration des hautes tours d'angle destinées à la défense des murailles.
Le roi Gustav Vasa a acquis Örbyhus en 1548. Il transforma la tour de son grand-père en une forteresse nationale avec des remparts, des douves et un mur de pierre entourant la tour fortifiée de son grand-père en prévoyant des casemates pour stocker les pièces d’artillerie et les ravitaillement. La forteresse n'a cependant jamais été utilisée comme structure défensive, mais plutôt comme prison d'État jusqu'à ce que Gustav Banér, le gouverneur du Västergötland, fasse l'acquisition d'Örbyhus en 1641. Gustav Banér reconstruisit le château sous la forme d'un château baroque. Erik Dahlberg déclare que « Monsieur Gustav Banér a transformé le vieux château de 1668 en un palais somptueux, magnifique et véritablement architectonique, avec un beau jardin construit, avec des aqueducs et des fontaines ».Les armoiries de Gustav Banér et de Sophia Christina Kruuse, sa première épouse, ornent toujours la façade à l'est du château.
Le château baroque d'Örbyhus appartenait au début du XVIIIe siècle à Charles de Geer de Leufsta, qui fit de Leufsta et d'Örbyhus un domaine réservé pour son neveu, le scientifique Charles de Geer. Depuis cette époque jusqu’aux années 2020, les propriétaires qui ont succédé aux de Geer furent les von Platen, de la Gardie, Klingspor et Barnekow. En 1900, le château d'Örbyhus a été acheté par le comte Carl Gustav von Rosen. Il appartient à ce jour toujours aux descendants de Carl Gustav et Eugène von Rosen. Le chambellan de la cour de Suède, Erik Olaf von Rosen, y est né en 1902 mais il est décédé sans descendant mâle en 1967.

#### Château de Hedenlunda

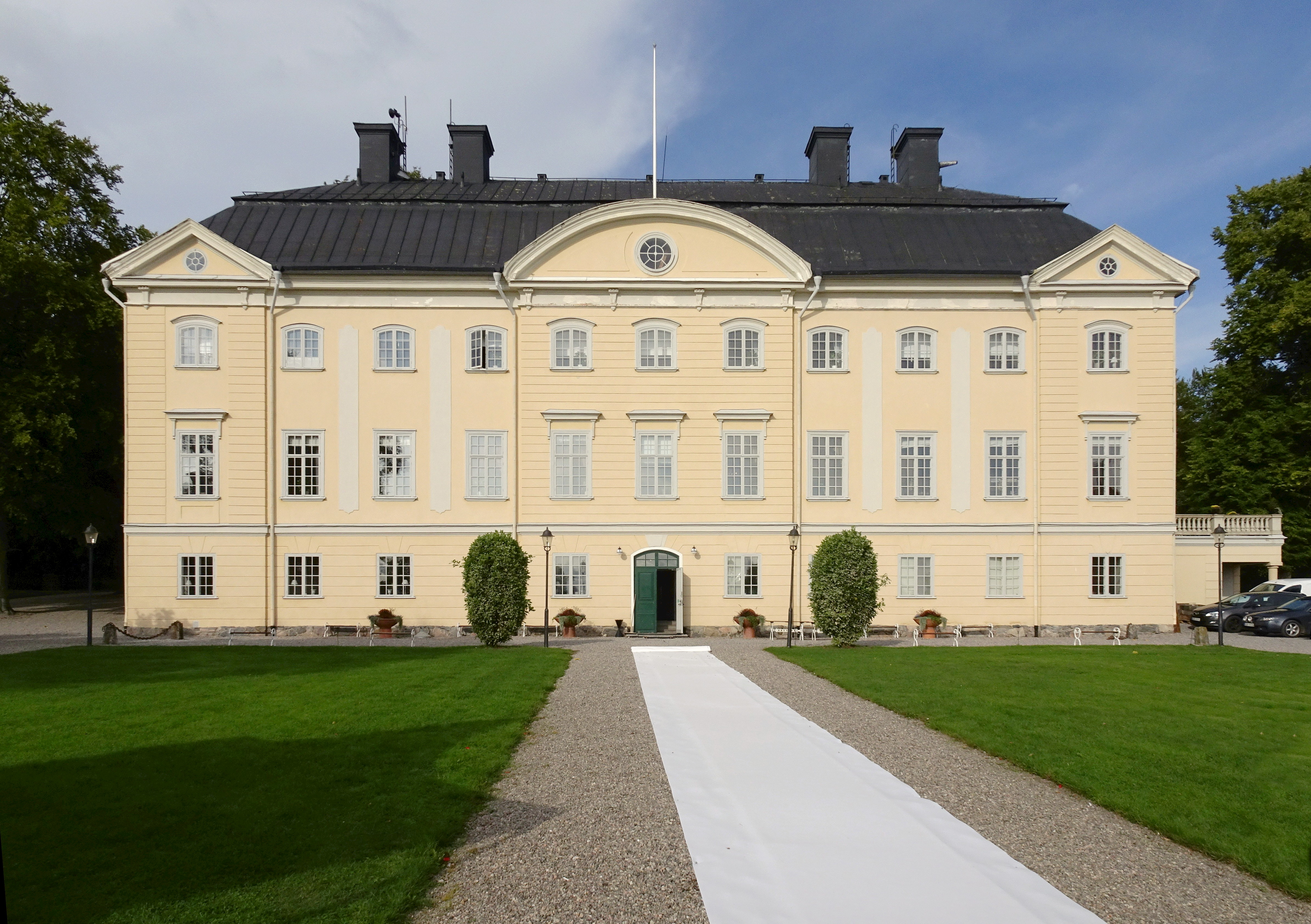
Château de Hedenlunda, Flen.

Hedenlunda est un manoir au bord du lac Hedenlunda dans la paroisse de Vadsbro dans la municipalité de Flen, Södermanland. Le corps de logis actuel avec ses deux ailes indépendantes a été construit au milieu du XVIIIe siècle. Aujourd'hui, Hedenlunda est un hôtel privé et un centre de conférence.
Dans les années 1570, le domaine appartient au duc, puis au roi Chrales IX. Il céda la ferme en 1582 au quartier-maître Hans Stuart (membre de la maison Stuart), qui reçut également, entre autres, la propriété du château de Rockelstad dans le même comté. La famille Stuart fut propriétaire du château de Hedenlunda pendant trois générations jusqu'en 1683. Au milieu du XVIIIe siècle, il passe par mariage au maréchal de Suède Carl Fredrik Hamilton d'Hageby qui détient également le château de Bogesund. Sa veuve Helena Magdalena Wrangel restore le château et y vit jusqu'à sa mort. Le maréchal Johan Gustaf Bonde (1733-1796) hérite dudomaine par son mariage avec Charlotta Fredrik Hamilton en 1849. Le domaine est vendu au comte Henning Hamilton, puis au baron Erik Seth Adelswärd.
Maria Adelswärd s'installe à Hedenlunda lorsqu'elle épouse le comte Fredrik von Rosen en 1884. Le couple fait reconstruire le bâtiment principal en 1894-1895 par le maître d'œuvre Lars Pettersson. La nouveauté réside dans l’aménagement d’une orangerie et d’un nouveau verger en 1900-1901. Selon une liste du verger, il y avait 221 pommiers de 39 variétés différentes, entre autres la variété die Hedenlunda. La culture des fruits et légumes a été agrandie et en 1947, le jardin comprenait trois hectares de terrain ouvert pour la culture de légumes avec 230 bancs pour la culture des concombres et des melons ainsi que des serres avec, entre autres, des raisins, des concombres et des tomates. Le nombre d’arbres fruitiers était alors passé à 275. La variété de pomme « Hedenlunda » vient de ce verger.
La famille von Rosen vendit Hedenlunda en 1952 à AB Farming. Plus tard, le manoir avec le terrain adjacent a appartenu de 1972 à 2010 au constructeur automobile Saab et plus tard à Scania CV AB, qui a utilisé le manoir à des fins de représentation et plus tard comme salle de conférence. Depuis 2010, Hedenlunda est à nouveau une propriété privée, mais continue de fonctionner comme auparavant comme salle de conférence, hôtel et restaurant.

#### Blackstaby

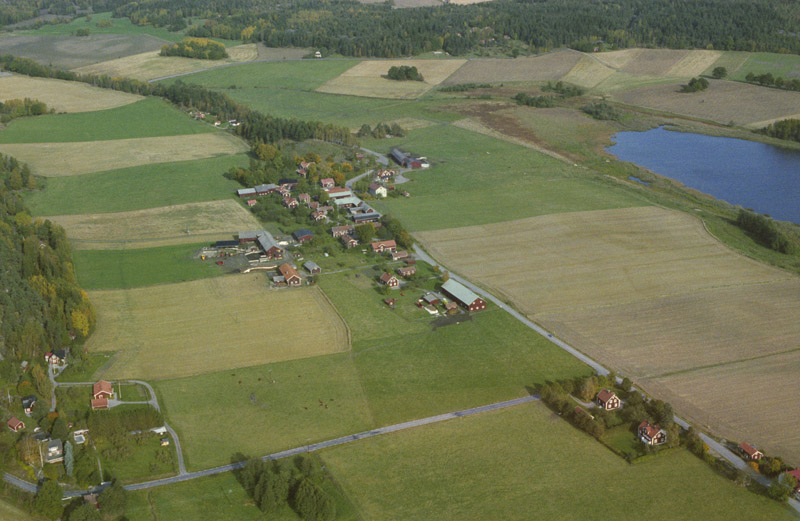
Blackstaby, Södermanland.

Le grand chambellan, comte et député Fredrik von Rosen (1849-1917), qui possédait déjà Hedenlunda, était aussi propriétaire de Blackstaby dans le hameau de Blacksta, communauté de communes de Flen, dans le comté de Södermanland.
Blackstaby est davantage est un domaine agricole. Aujourd’hui Blacksta ou Blaxsta est surtout connu pour son vignoble, l’un des cinq assez connus de la viticulture en Suède. À Blacksta, on trouve également une brasserie. Cela corrobore le caractère agricole de l’ancien domaine seigneurial.

#### Domaine Hässle
La ferme Hässlö remonte au XVIe siècle et se situe dans le Södermanland, commune de Lerbo. Il ne reste que des vestiges de l’ancien manoir avec quelques bâtiments d’exploitation. Le bailli Anders Bagge y avait son manoir en 1562. Au cours de la période suivante, la ferme semble avoir été habitée par ses propriétaires plus rarement. Les propriétaires ont beaucoup changé, parmi eux on retrouve le chancelier de l’université de Lund, le comte Johan Gyllenborg au (XVIIIe siècle où le manoir a été agrandi pou avoir deux ailes. Le fils d’Eugène von Rosen, Eric Olof von Rosen, chambellan de la cour de Suède, en devient le propriétaire dans les années 1960.

#### Manoir de Elghammar

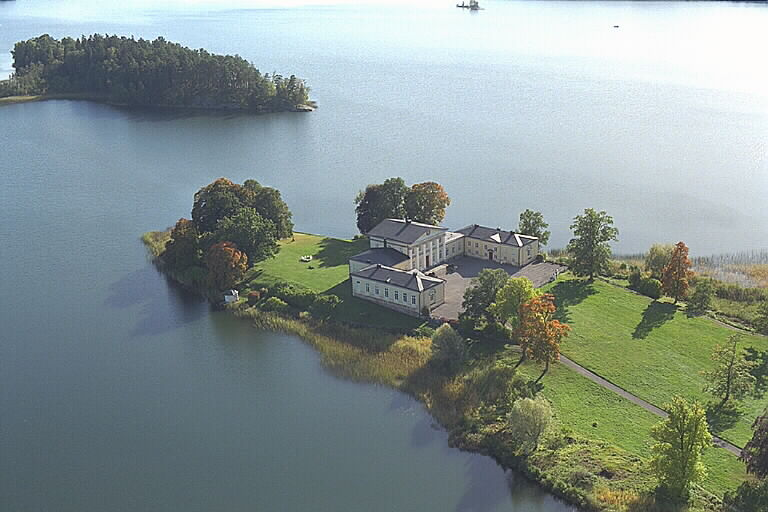
Manoir de Elghammar, Gnesta, Södermanland.

Elghammar est un monument historique protégé depuis 1983 ; il est situé sur un promontoire du lac Lockvattnet dans la municipalité de Gnesta , Södermanland. Le bâtiment principal actuel a été construit au début du XIXe siècle pour le maréchal Curt von Stedingk d'après les dessins de l'architecte Giacomo Quarenghi. Le complexe du manoir, qui n'a pratiquement pas changé depuis sa construction, est de style Empire.
Depuis le XVIIIe siècle, le domaine appartient respectivement aux familles :Kruse, Olof Benjamin Ehrencreutz (chambellan et gouverneur de comté), Johan Adolf Welander (conseiller en affaires commerciales) et Curt von Stedingk (commandant, ambassadeur de Suède en Russie).
Par le mariage de Thérèse von Stedingk avec le duc Gustave d'Otrante, Elghammar entre dans la possession des Duc d'Otrante jusqu’à ce jour.
Christina von Rosen, fille du comte Eugène von Rosen, a grandi au château d'Örbyhus. En épousant le duc Gustave Fouché d’Otrante en 1967, la duchesse Christina d’Otrante organise la gestion d’Elghammar et de son patrimoine forestier. Le domaine propose des baux de chasse pour le gros gibier comme le sanglier, le daim, le cerf élaphe, le chevreuil et l'orignal. Parmi les acheteurs de bail, on trouve l’écrivain et criminologue Leif G. W. Persson. Christina d’Otrante n’habite pas dans les grandes salles. Depuis les années 1950, la famille vit dans l’aile droite, qui contient l’ancien manoir d’origine d’Elghammar.
La duchesse d’Otrante est décédée le 9 août 2022 à 83 ans. Elle était la seule duchesse non royale de Suède.

#### Château de Rockelstad

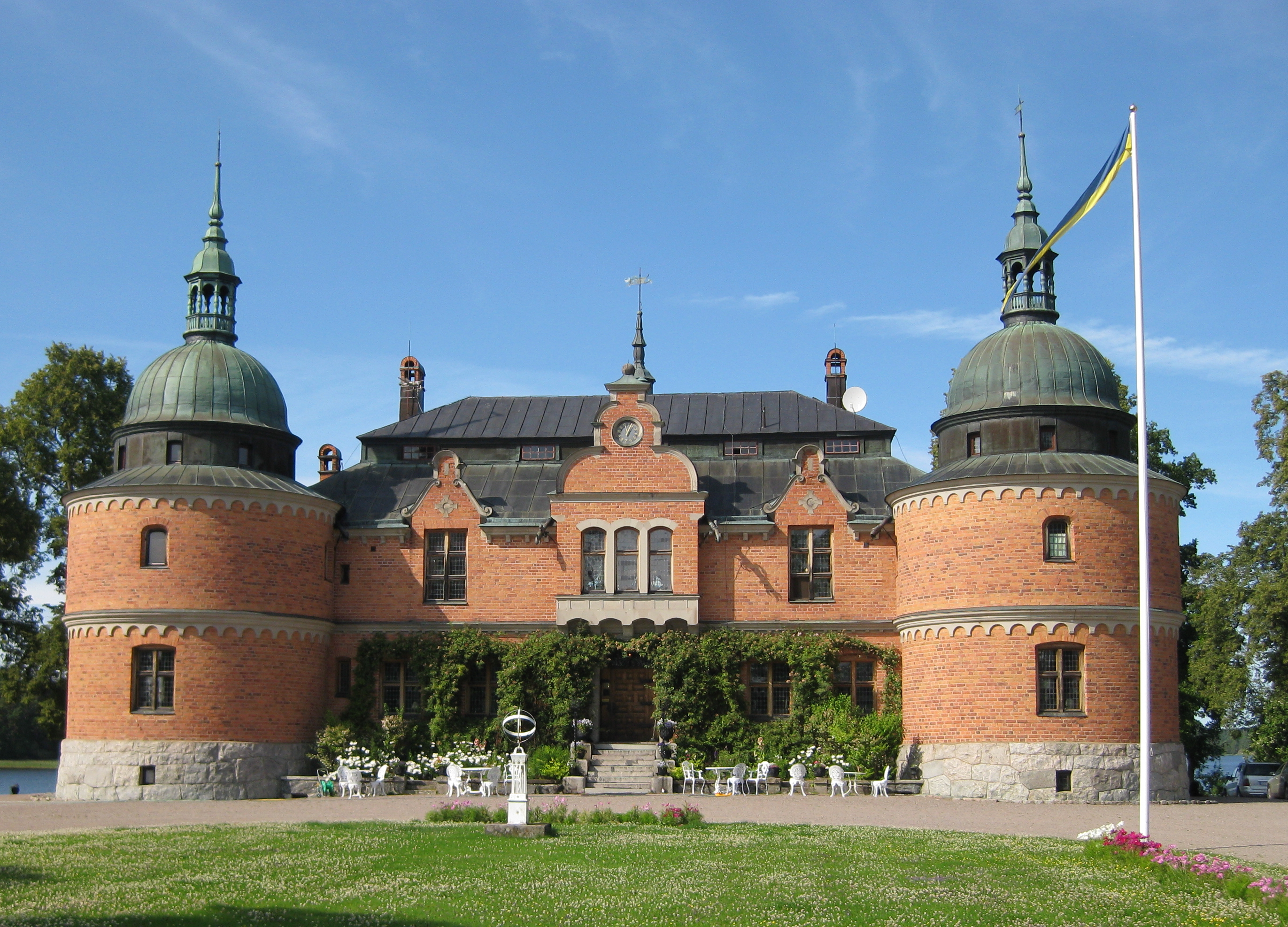
Château de Rockelstad.

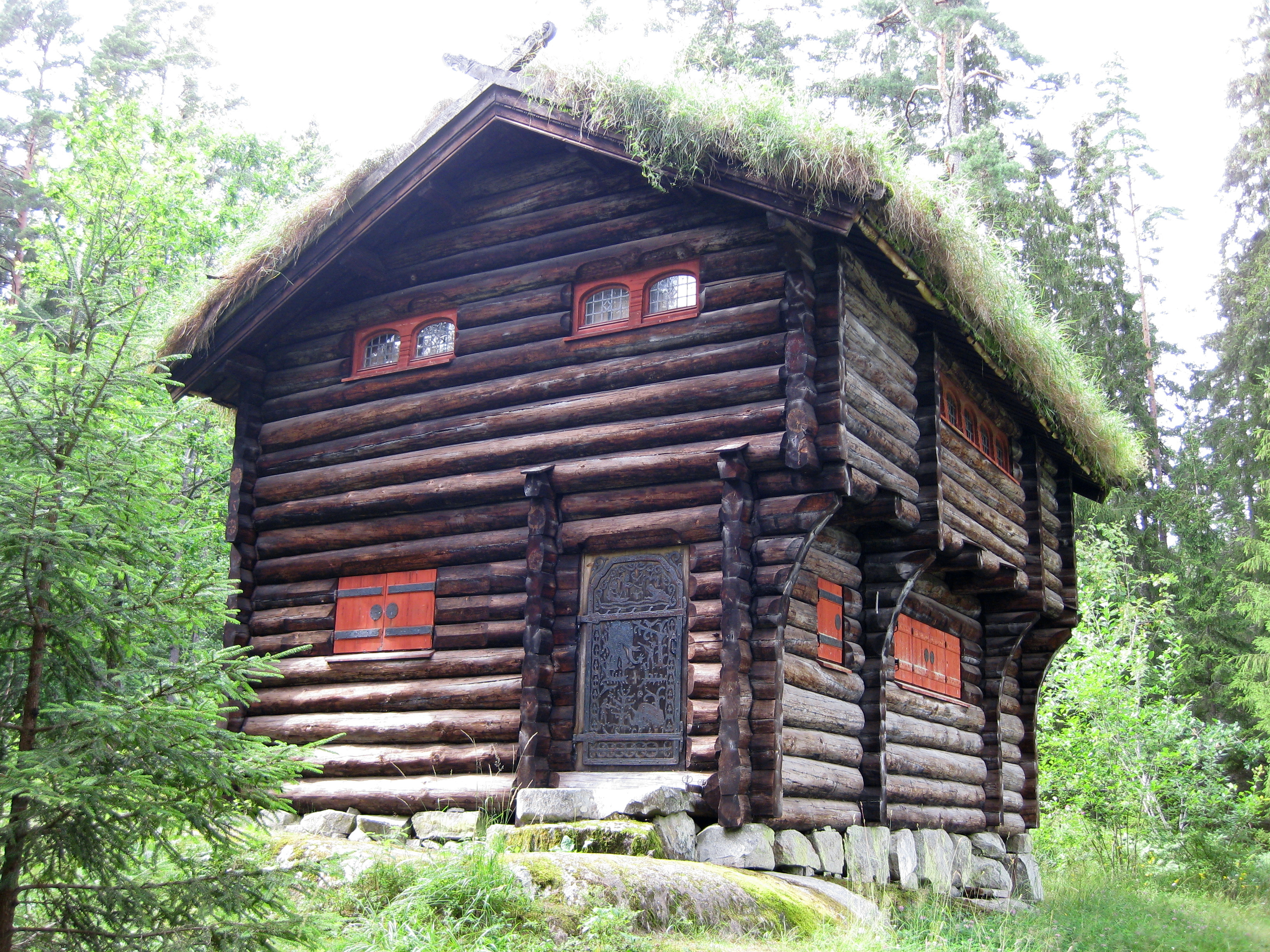
Pavillon de chasse d’Eric von Rosen, Helgesta près Rockelstad, Södermanland, Suède.

Le château de Rockelstad est un manoir de style néo-renaissance situé dans la municipalité de Flen, dans le Södermanland. Rockelstad, ainsi que Sparreholm et Vibyholm, sont des domaines situés sur le lac Båven.
L'ancien bâtiment principal, datant du XVIIe siècle, a été reconstruit par Karl Sylvan en 1889 sous la direction de l'architecte Gustaf Lindgren (1863-1930). Le bâtiment principal, flanqué de deux tours rondes et de deux tours carrées, a pris son aspect actuel sous l'explorateur et ethnographe Eric von Rosen (1879-1948), propriétaire du domaine à partir de 1900. L'architecte chargé de la rénovation était Ivar Tengbom (1878-1968). Le grand hall d'entrée de Rockelstad a été achevé en 1903. Dans les années 1930, les tours nord ont été reconstruites.

#### Maison von Rosenska

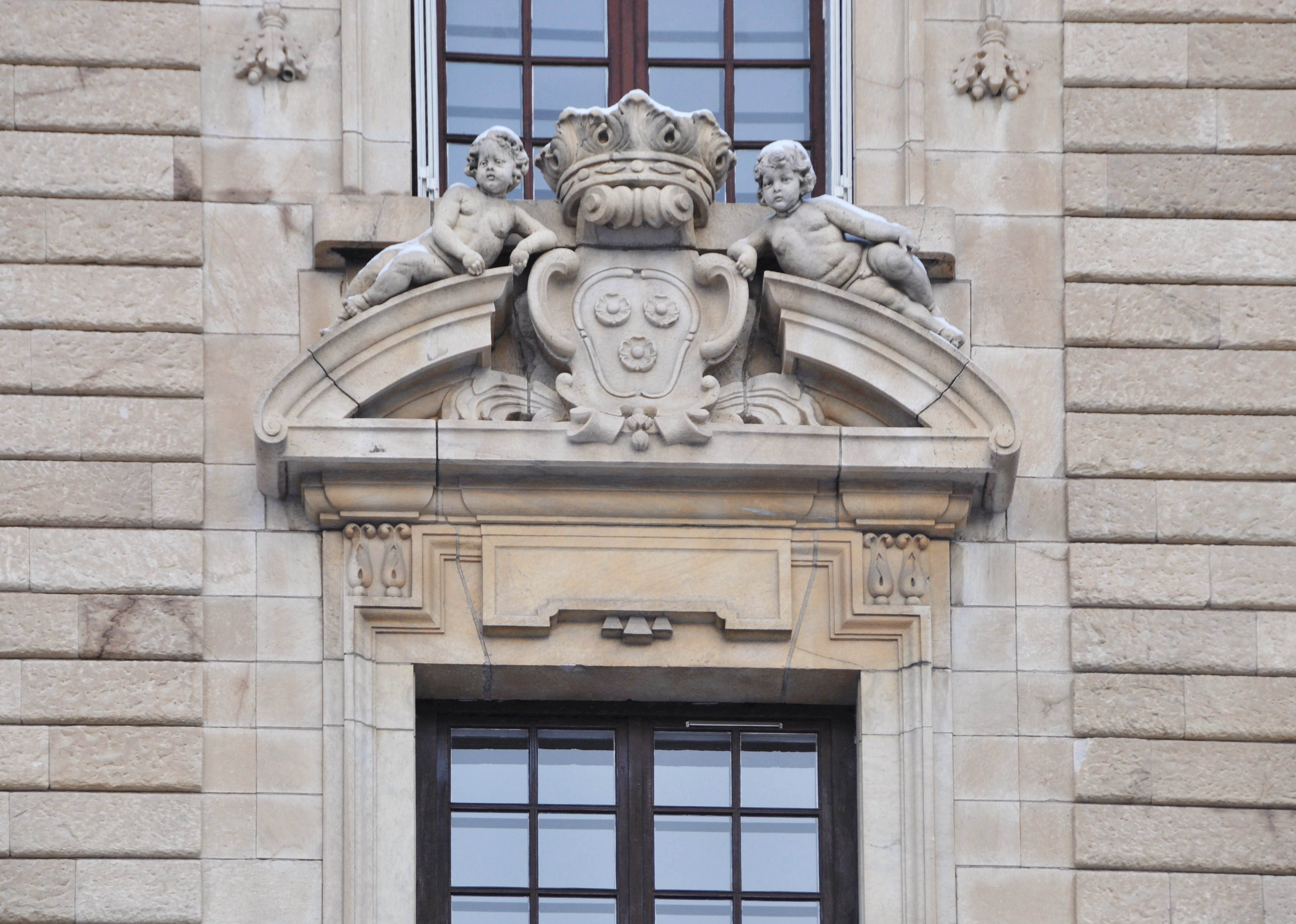
Blason des Rosen sur la façade de la maison von Rosenska.

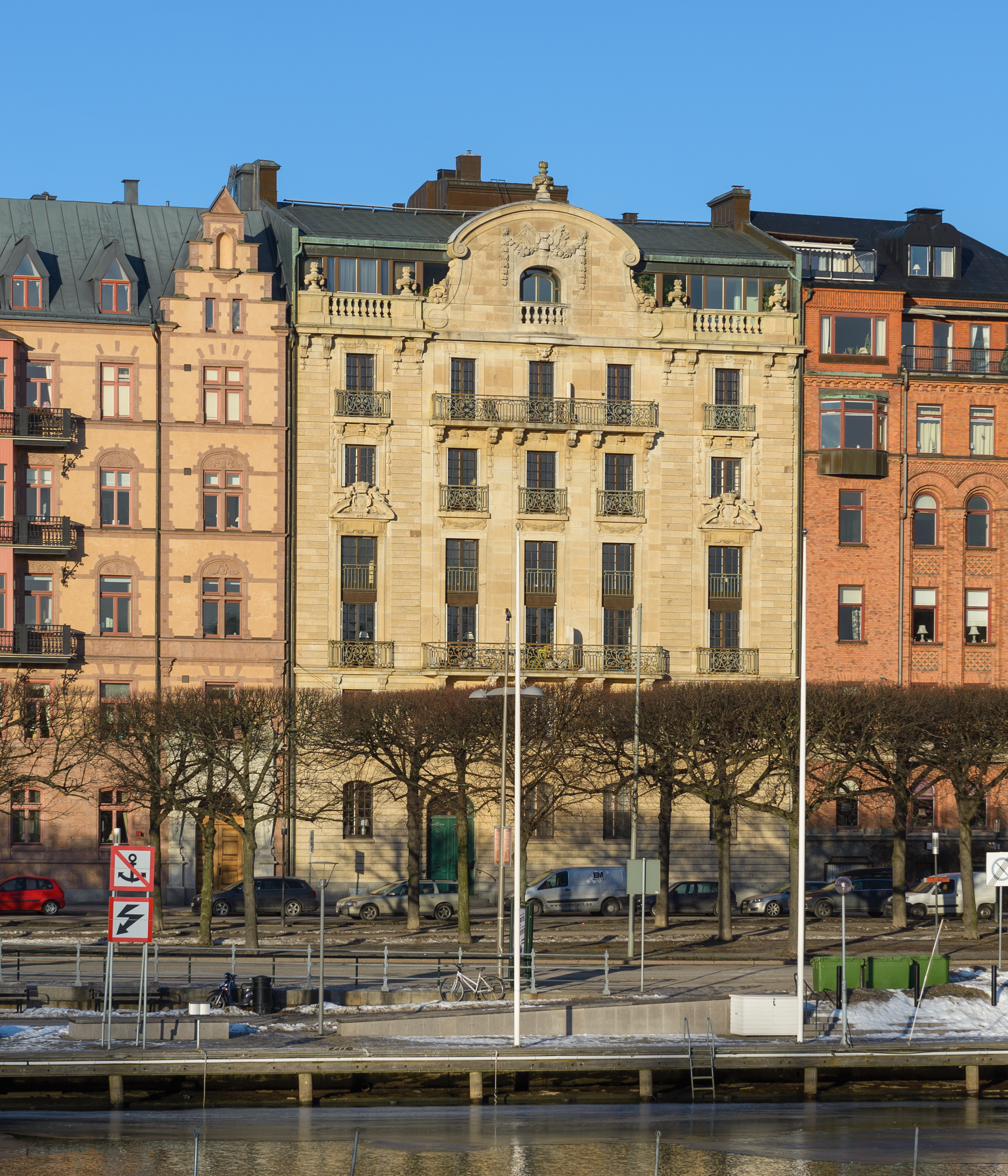
Maison von Rosenska, Stockholm.

La maison von Rosenska est un bâtiment aux allures de palais, située dans la rue Bajonetten au no 6 à Stockholm. Elle a été érigée en 1895-1899 pour le maître d'écurie royal Clarence von Rosen (1867-1955) selon les dessins de l'architecte Isak Gustaf Clason. La maison comptait initialement deux étages résidentiels, des logements pour les domestiques et des écuries. Elle est transformée en immeuble d'habitation en 1941. Clarence avait l’avantage d’avoir pour grand-mère Clara Jessup Moore, épouse d’un millionnaire américain, qui par un prêt généreux a permis le financement de cet édifice luxueux et fonctionnel. Isak Gustaf Clason préfère pour la façade sur Strandvägen un style suédo-français du XVIIIe siècle. Il y ajoute au-dessus du portail d’entrée en médaillon les armoiries de la famille von Rosen avec leurs trois roses. La façade est recouverte de marbre d'Ekeberg . Le palais possédait sa propre écurie vu que Clarence von Rosen s'était investi dans la promotion du sport équestre aux Jeux olympiques. Les attelages passaient par la porte en direction de Storgatan où le sol était constitué de blocs de bois pour réduire le cliquetis des sabots et le bruit des roues des chariots. En raison de difficultés financières, Clarence von Rosen est contraint de vendre sa maison en 1905 à son frère Eugène von Rosen, qui s’y est installé avec sa famille. Dans les années 1940, le palais a été converti en immeuble d’appartements sous la direction de Gustaf Clason, le fils de l’architecte Isak Gustaf Clason.
Aujourd’hui, la façade du palais contribue à la magnificence de la promenade du Strandvägen très fréquentée à Stockholm ; il s’agit d’une avenue longeant le bord de mer face aux îles Skeppsholmen et Djurgården.

#### Appartement dans la maison Bünsowska

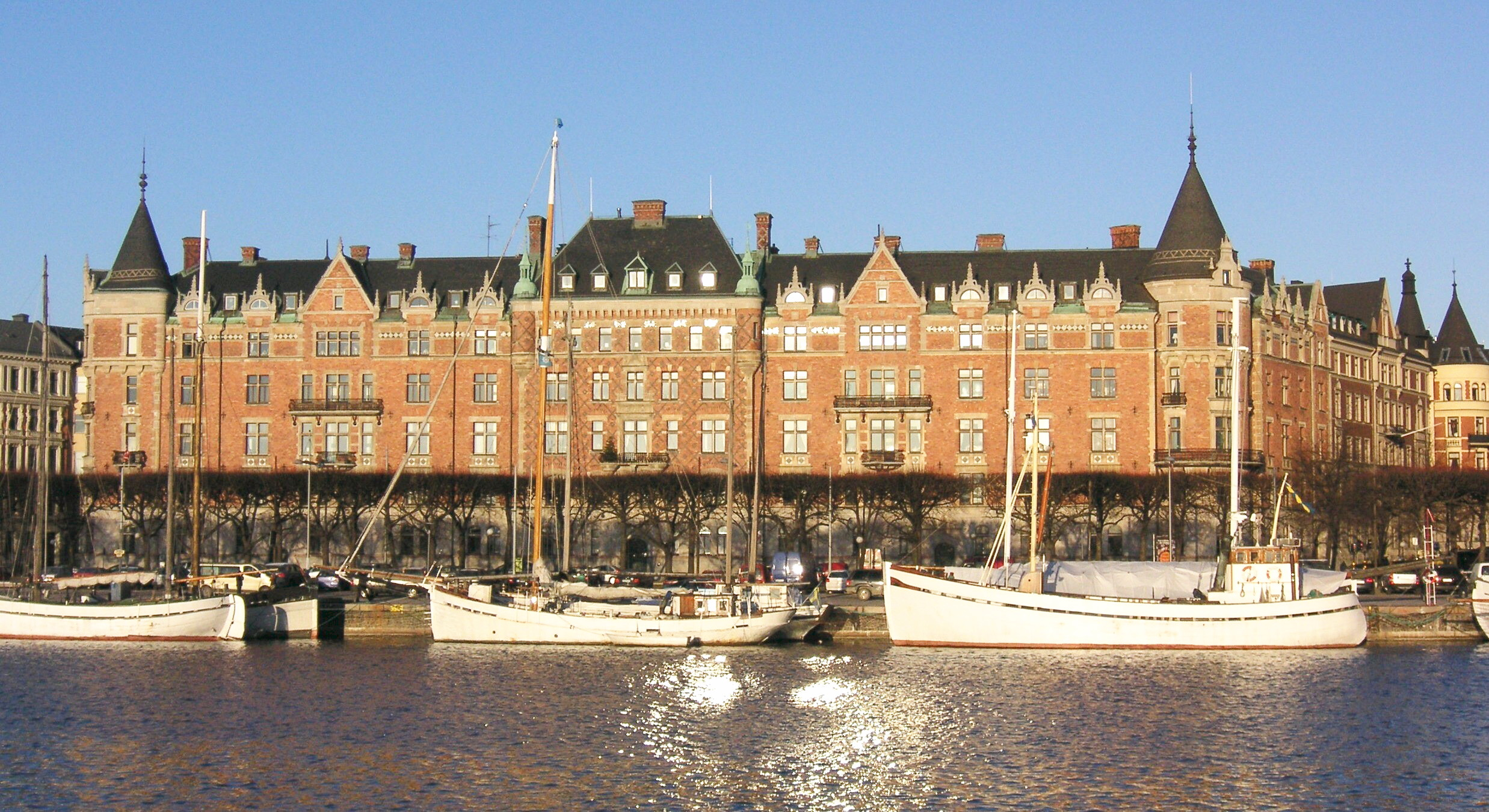
Maison Bünsowska sur Strandvägen, Stockholm.

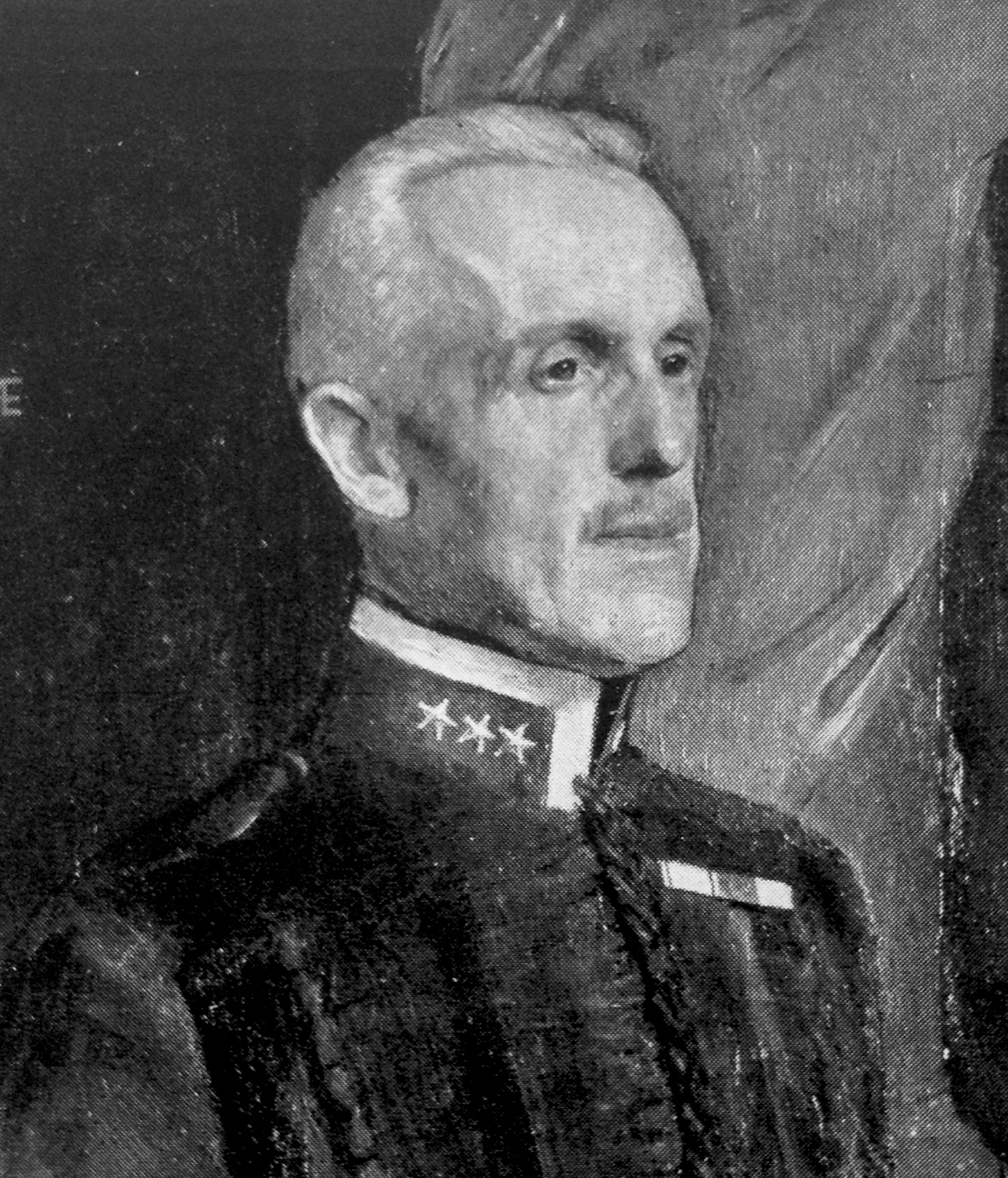
Comte Reinhold von Rosen, Generalleutnant.

Construit en 1888 par les architectes Carl Westman, Isak Gustaf Clason et Anders Gustaf Forsberg pour l’exploitant forestier Fredrik Bünsow, il s’agit d’un ensemble homogène composé de trois immeubles mitoyens du no 29 au no 33 de la Strandvägen. On accède aux appartements via trois cages d'escaliers équipées d'ascenseurs, qui comptent parmi les premiers installés à Stockholm. L'équipement moderne inclut aussi toilettes et éclairage électrique. Les salons occupent une position centrale, et sont équipés de balcons. Les balcons qu’on observe sur la façade donnent sur des salons qui font la fierté de ces immeubles. L’un de ces salons et appartements était occupé par le Generalleutnant et inspecteur de la cavalerie suédoise, le comte Reinhold von Rosen(1865-1946).
Appartement du comte Reinhold von Rosen dans la maison Bünsowka en 1890 :

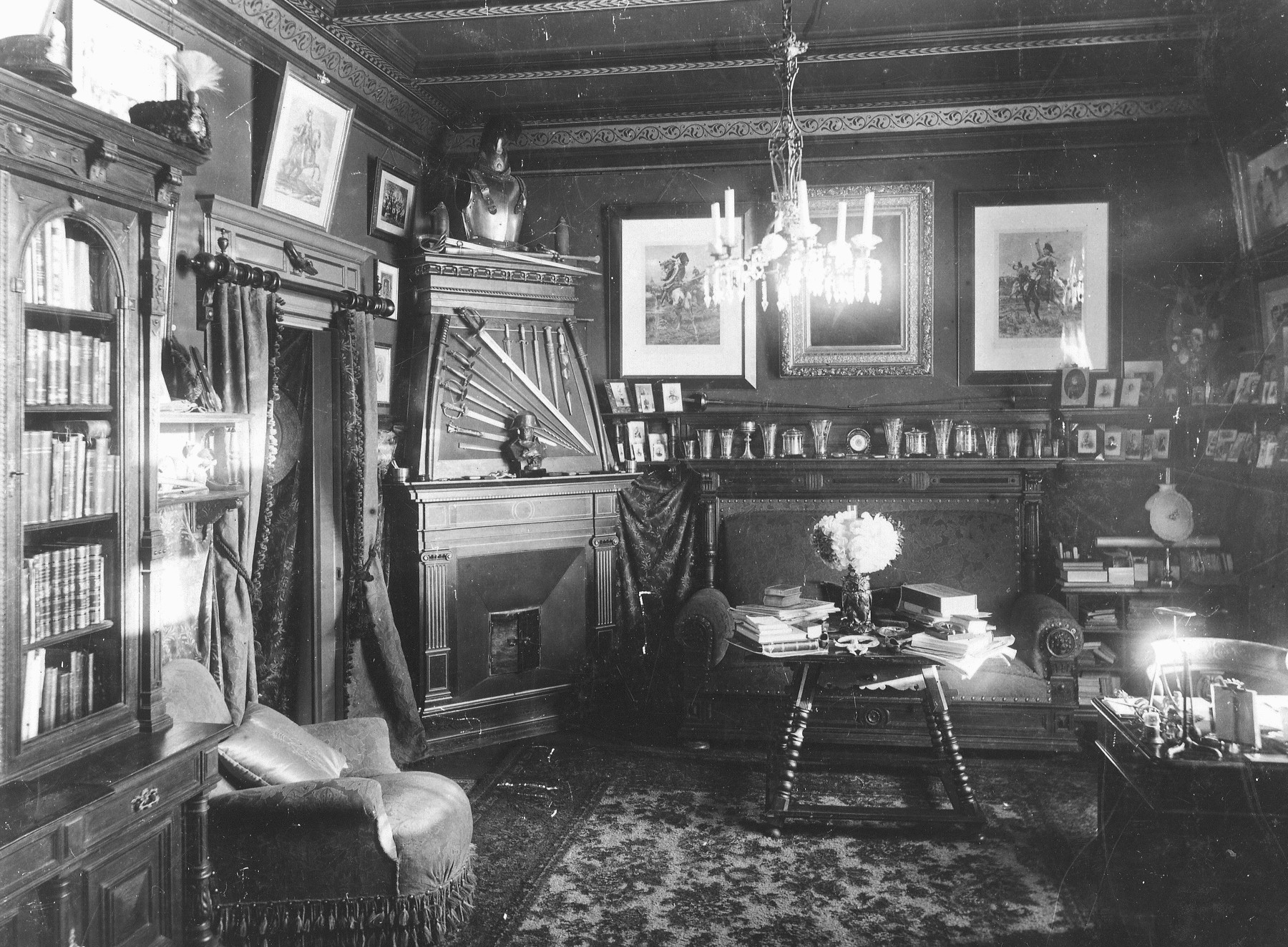
Salle de travail
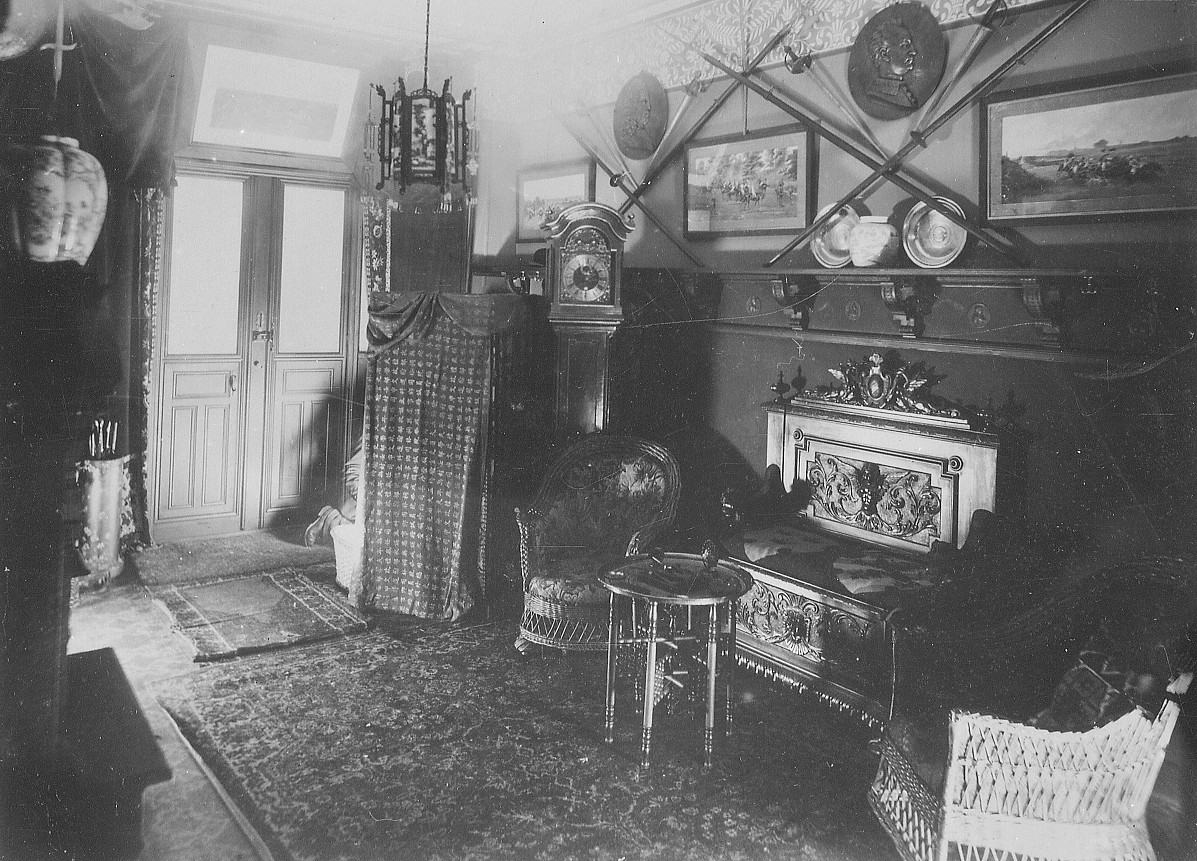
Vestibule
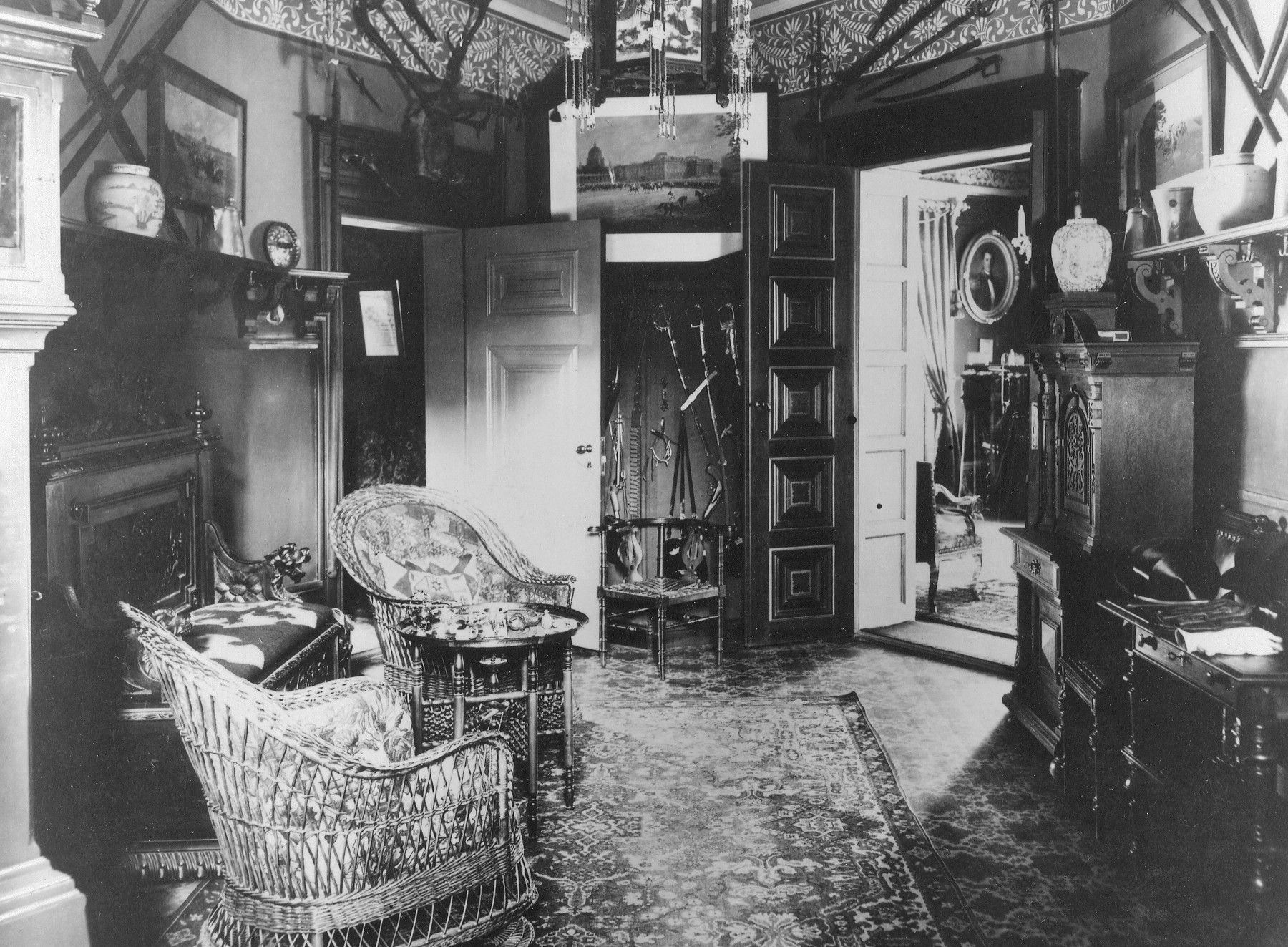
Salles d‘armes
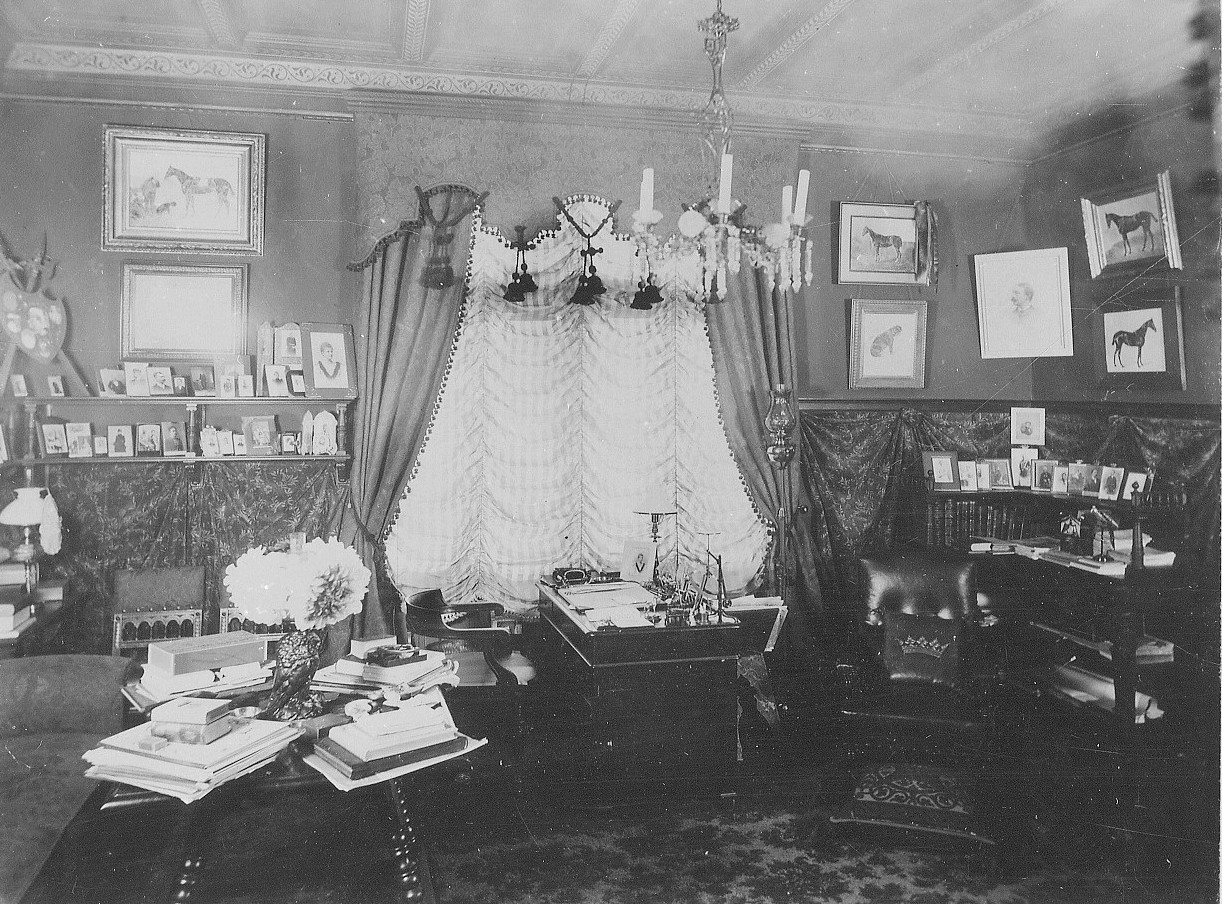
Chambre
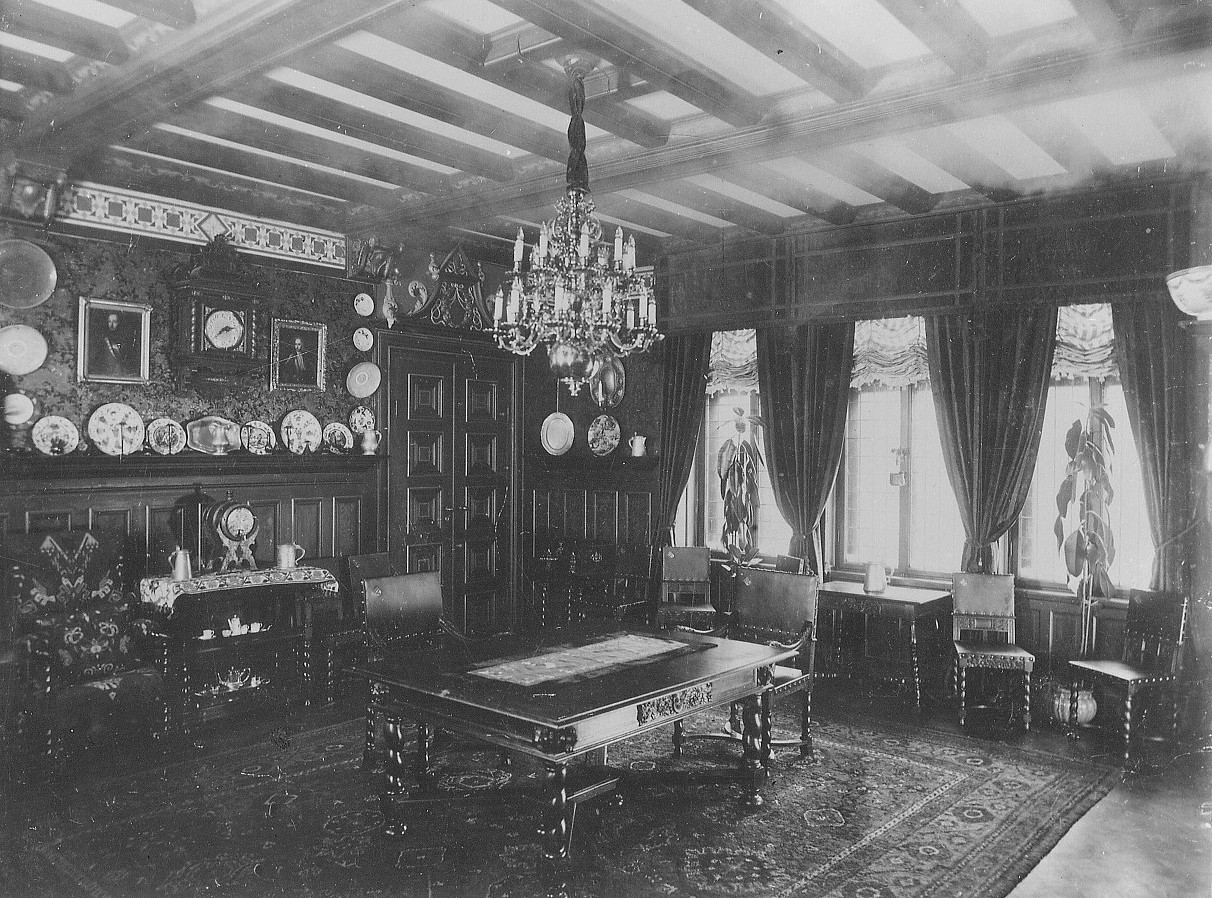
Bureau, réception
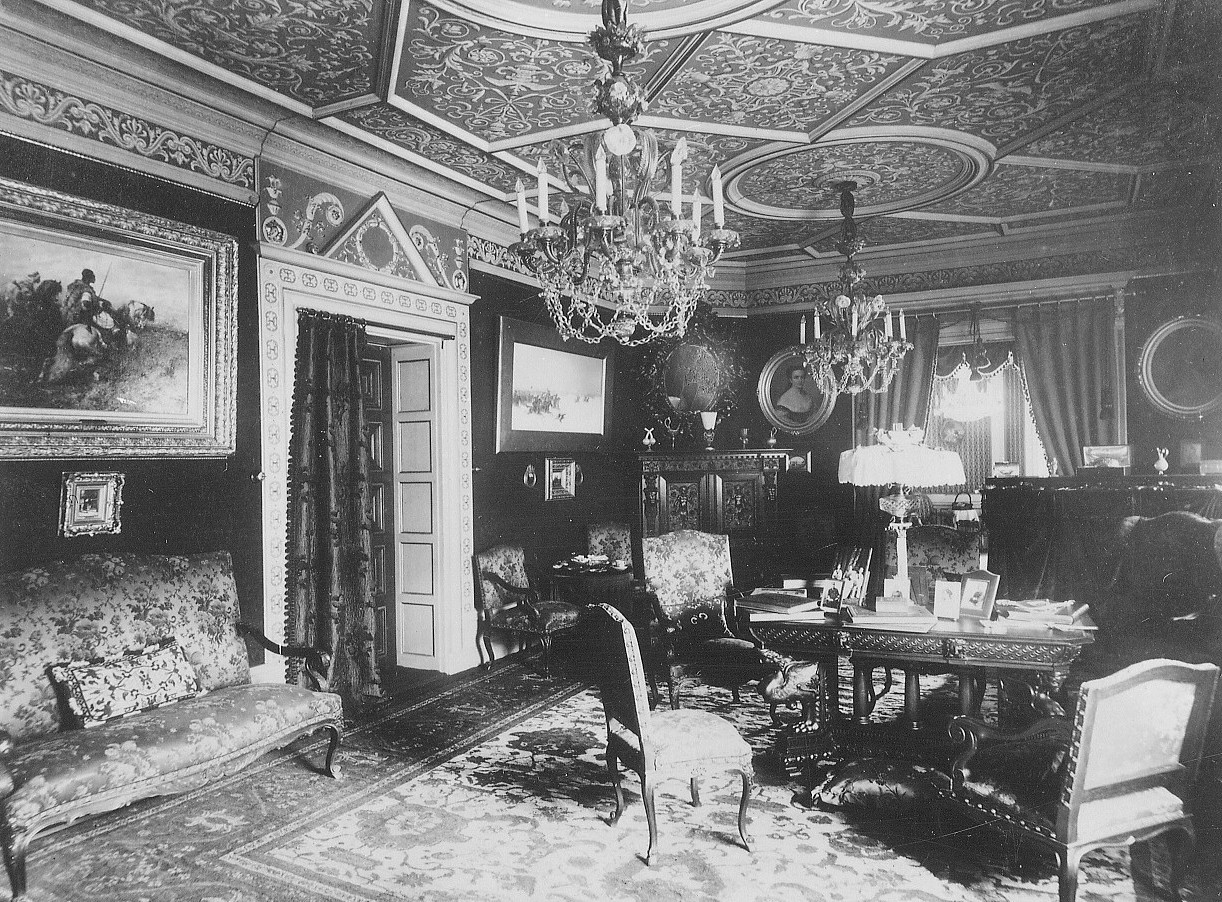
Salon
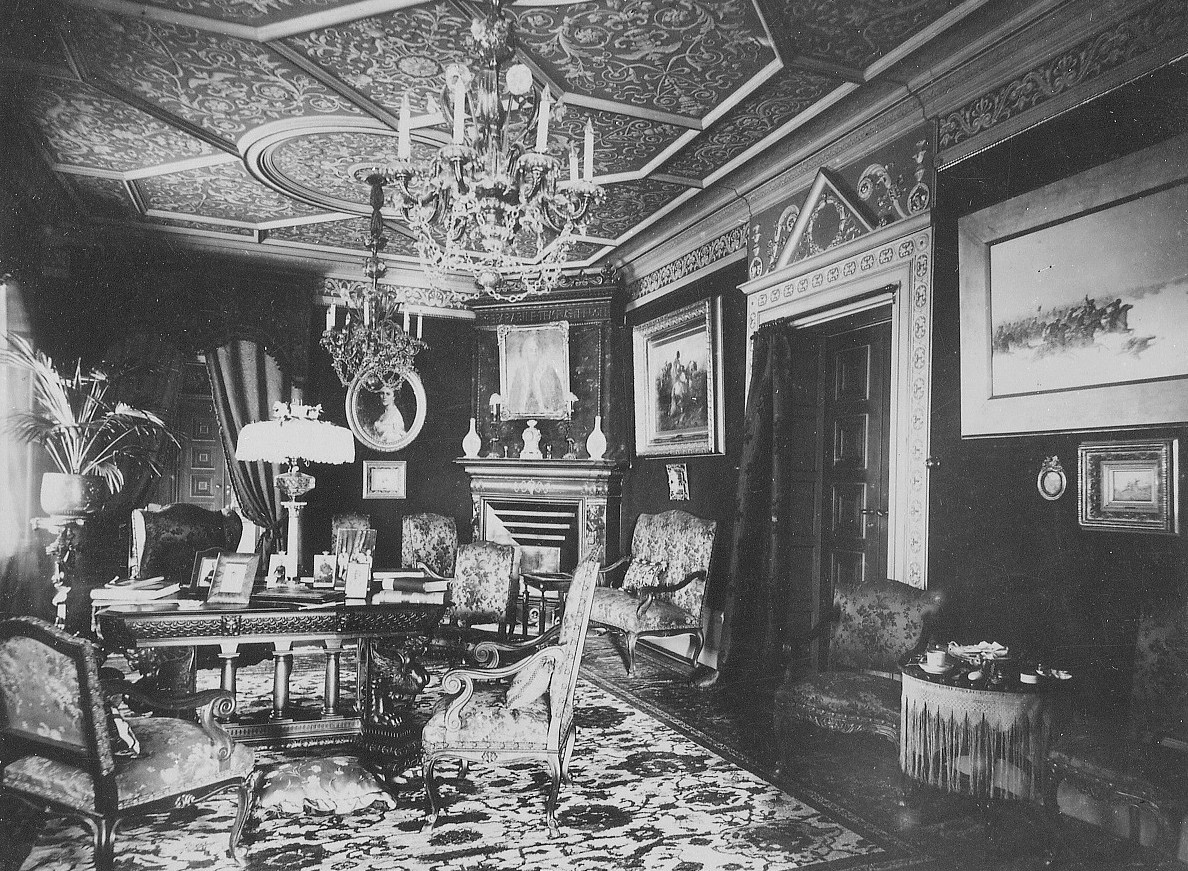
Salon

#### Manoir de Fituna

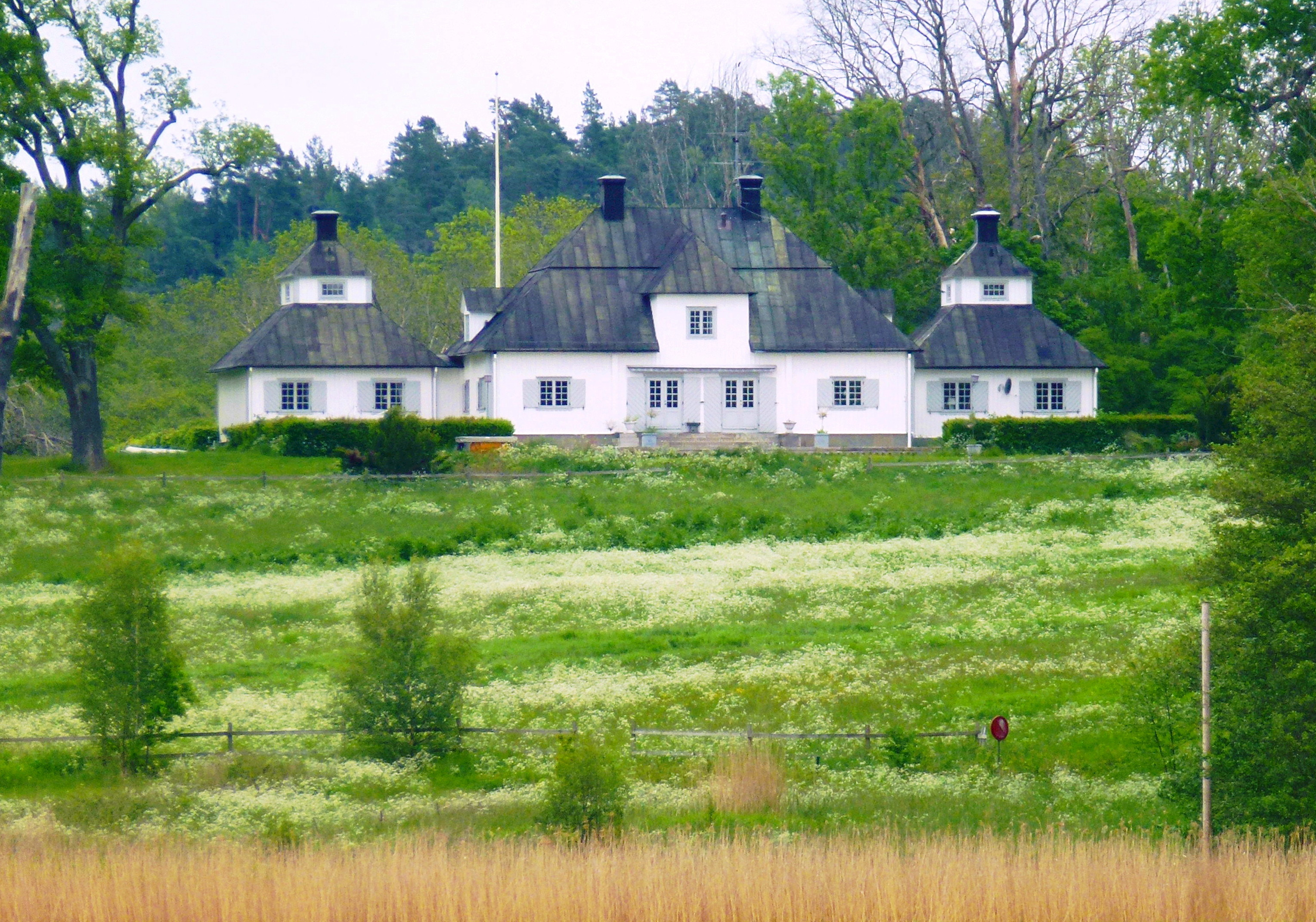
Domaine de Fituna actuel, Sorunda.

Fituna est un manoir moderne où se trouvait un ancien manoir situé à la sortie de Kvarnån à Sorunda, commune de Nynäshamn dans le Södermanland. La ferme a été déplacée en 1658 vers son emplacement actuel près des gorges du ruisseau Kvarnån. Les Russes ont incendié le domaine en 1719 pendant la Grande guerre du Nord. Le nouveau manoir de Fituna encore visible aujourd’hui a été construit dans le style suédois dit « carolinien » (Baroque tardif) dans les années 1720. Le bâtiment principal a été démoli dans les années 1950 et remplacé par un nouveau. Le nouveau bâtiment a été récemment rénové et une aile indépendante de type pavillon a été ajoutée du côté du pignon nord.
Le Generalleutnant, comte Reinhold Gustaf Edvard Moore von Rosen qui logeait au centre-ville de Stockholm à la maison Bünsowska avait également élu domicile au domaine Fituna qu’il possédait depuis 1900.

### En Lituanie

#### Manoir de Gačionys

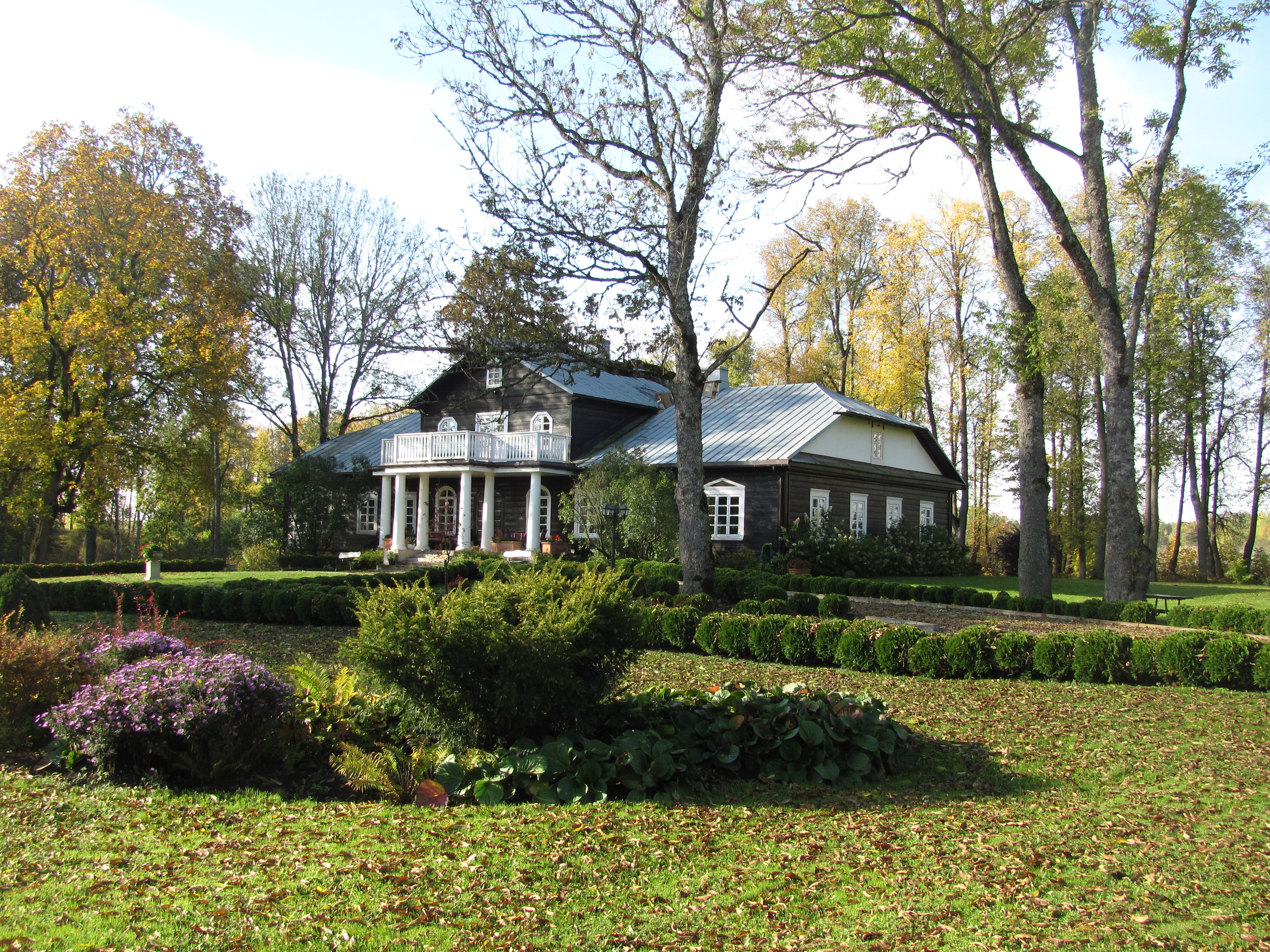
Manoir de Gačionys, municipalité de Rokiškis, Lituanie.

Gacionys, construit vers 1870 par Jan Rosen, un ingénieur agronome, appartient toujours à la famille Rosen après avoir survécu aux deux Guerres mondiales et à la période socialiste soviétique. Il a été rénové en 2001. L'activité agricole du domaine comprend l'élevage de chevaux, les produits laitiers et les cultures. Le manoir et les terres environnantes de Gačionys furent nationalisés pour créer un kolkhoze qui incluait les locataires du manoir. Dans les années 1950, un réaménagement intérieur, notamment de la cuisine et de grande pièce de vie, permit de faire des logements pour les fermiers et les directeurs du kolkhoze. Quand les locataires déménagèrent à Juzintai pour des appartements plus confortables, les locaux rénovés accueillirent une épicerie et un bar. Le manque d’entretien et de rénovation a abouti à un délabrement de certaines parties du bâtiment pendant la période soviétique.

### En Pologne

#### Château de Soldau

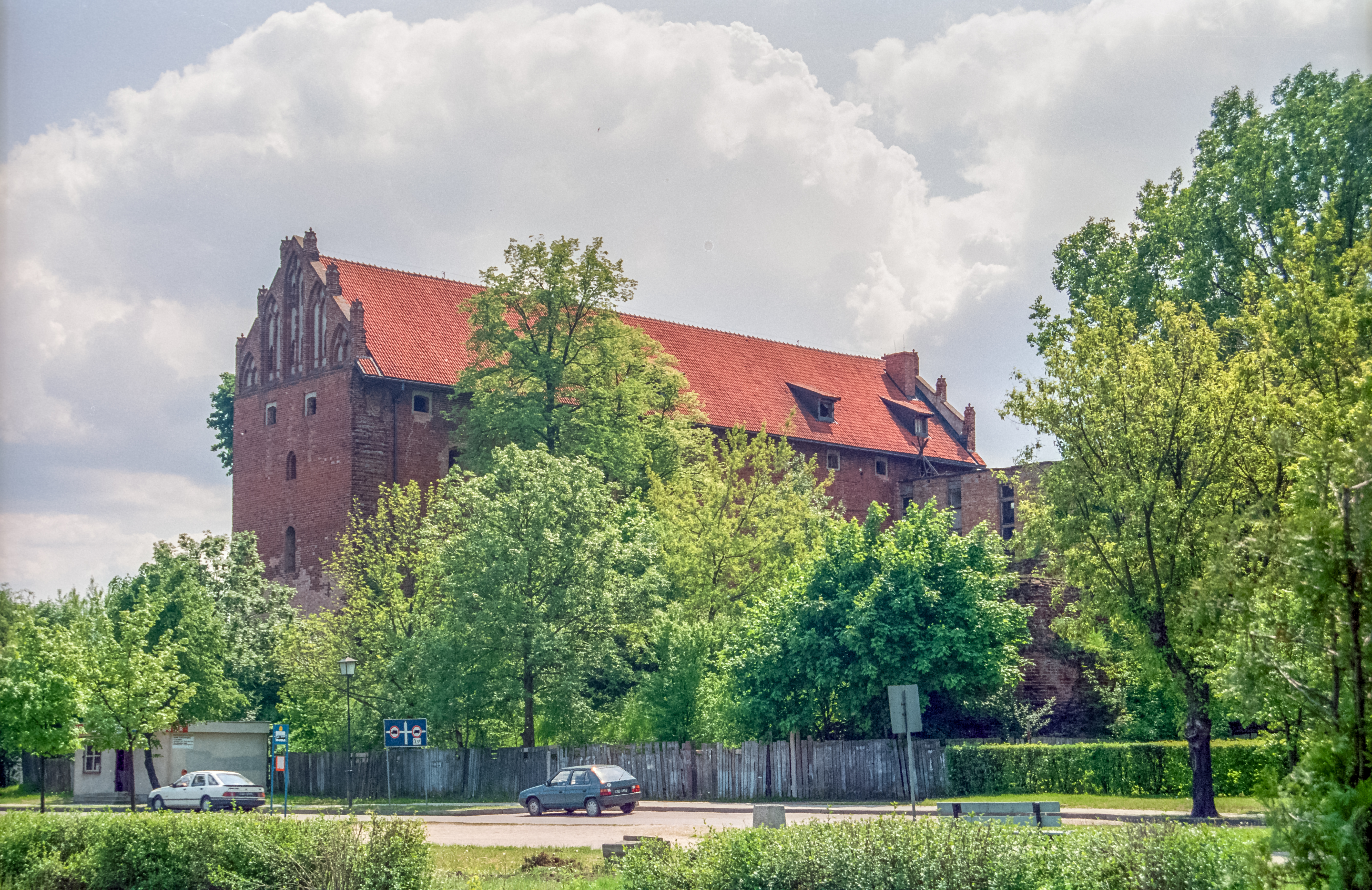
Forteresse teutonique de Działdowo,Voïvodie de Varmie-Mazurie.

Le château de Soldau était une forteresse de l'ordre Teutonique située dans le village de Soldau, aujourd'hui Działdowo, à l'époque en Prusse orientale. Il servait de château frontalier avec la Mazovie polonaise.
D'abord la propriété des chevaliers teutoniques, il changea plusieurs fois de propriétaires dès les premiers conflits entre les belligérants souvent impliqués dans cette région de l'Europe: les Suédois, les Danois, les Russes, les Polono-Lituaniens ou les Prussiens. Ce n'est qu'en 1636 que Reinhold von Rosen est devenu le nouveau locataire du domaine. La famille Rosen séjournait toutefois rarement dans la cité Działdowo-Soldau; le château était en mauvais état pendant les conflits et l'occupation de la grande puissance suédoise au XVIIe siècle. Le roi Charles X Gustave fit un séjour au château de Działdowo pendant l’hiver 1655-1656. Il y reçut des émissaires de Turquie, d’Angleterre, de Russie et de Transylvanie

### En France

#### Château de Dettwiller

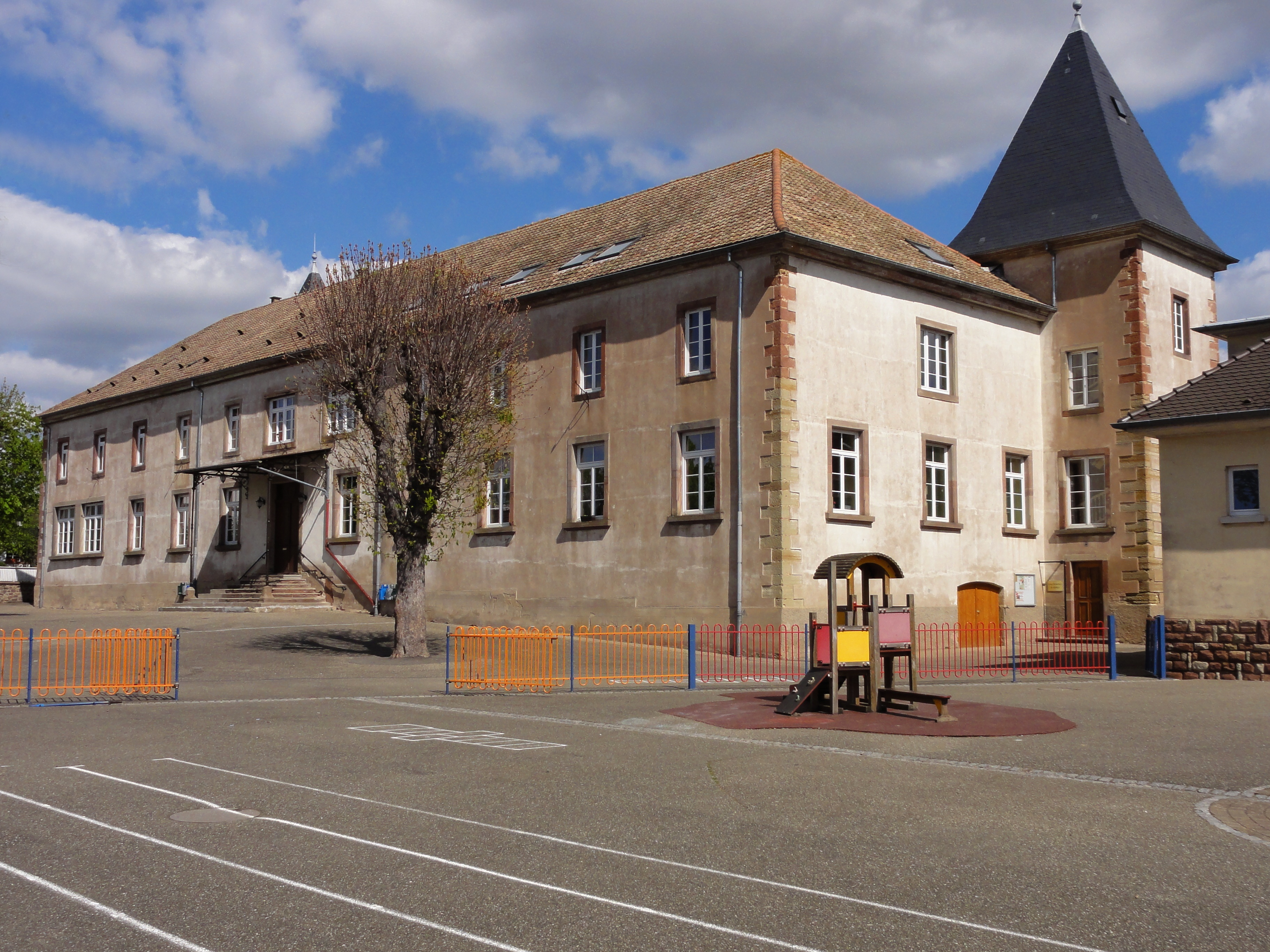
Ancien château des Rosen à Dettwiller au XVIIe siècle, reconstruit au XIXe siècle, actuellement école primaire.

Le château ou manoir de Dettwiller situé dans les collines sous-vosgiennes de Basse-Alsace a été construit par Reinhold de Rosen au XVIIe siècle.Comme pour le château de Herrenstein, c’est la ville impériale libre de Strasbourg qui était propriétaire du bailliage. En grandes difficultés financières après la guerre de Trente Ans, elle vendit ses possessions à Dettwiller à Reinhold de Rosen en 1651. Reinhold réside d’abord à la forteresse du Herrenstein. Dix ans plus tard, il préfère descendre dans la vallée, probablement moins soumis aux intempéries que le château sommital sur le grès rose des Vosges, où il fait construire un château résidentiel avec ses dépendances à proximité de Dettwiller. À la faveur d’un échange de terres avec les habitants des environs, Reinhold réussit à rassembler toutes ses terres arables et exploitables autour de son manoir lui permettant de construire d’autres métairies et quelques maisons de manouvriers à l’origine du hameau qui porte encore son nom à ce jour : Rosenwiller.

#### Château de Herrenstein

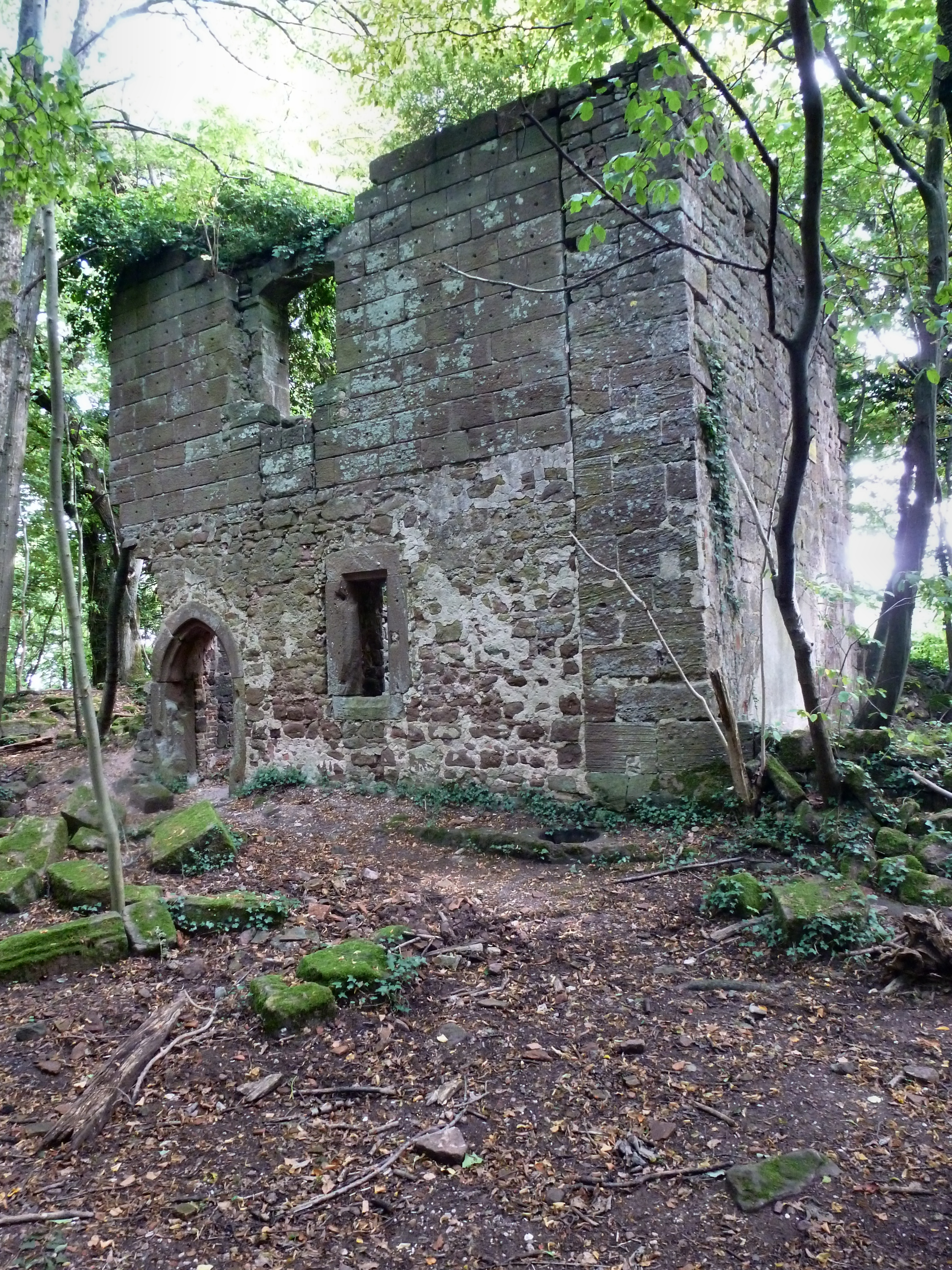
Ruines du château du Herrenstein, 402 m.

Le château-fort de Herrenstein a été construit au haut Moyen-Âge pour protéger l’abbaye de Neuwiller. De par sa position géopolitique, il était donc fief du temporel de la principauté épiscopale de Metz. Au XIe siècle, il appartient aux comtes de Dabo, voués de l’abbaye, notamment contre les prétentions territoriales des comtes de Lutzelbourg. Le château-fort a appartenu ensuite au monastère bénédictin de Sankt-Georgen, couvent-mère de celui de Neuwiller en Forêt-Noire outre Rhin. Avec l’extinction des comtes de Dabo en 1225, le château repasse aux évêques de Metz. En 1327, Neuwiller et son château défensif sont mis en gage auprès des seigneurs de Lichtenberg. Une partie du château et quelques villages étaient engagés aux comtes de Deux-Ponts-Bitche. La ville libre impériale de Strasbourg fait l’acquisition du château en 1397. En raison de problèmes financiers provoqués par la guerre de Trente Ans, la ville de Strasbourg vend le château de Herrenstein au lieutenant-général Reinhold de Rosen qui charge l’architecte Daniel Specklin de transformer le château en une forteresse sur son rocher tabulaire au-dessus de Neuwiller. Les troupes françaises détruisent le château en 1673 pendant la guerre de Hollande. Sophie Rosen, dernière héritière de la branche livonienne en France, cède l’édifice aux de Broglie. En 1809, le Herrenstein, bien national après la Révolution, est vendu au général Henri Jacques Guillaume Clarke de Feltre,.

#### Château de Bollwiller

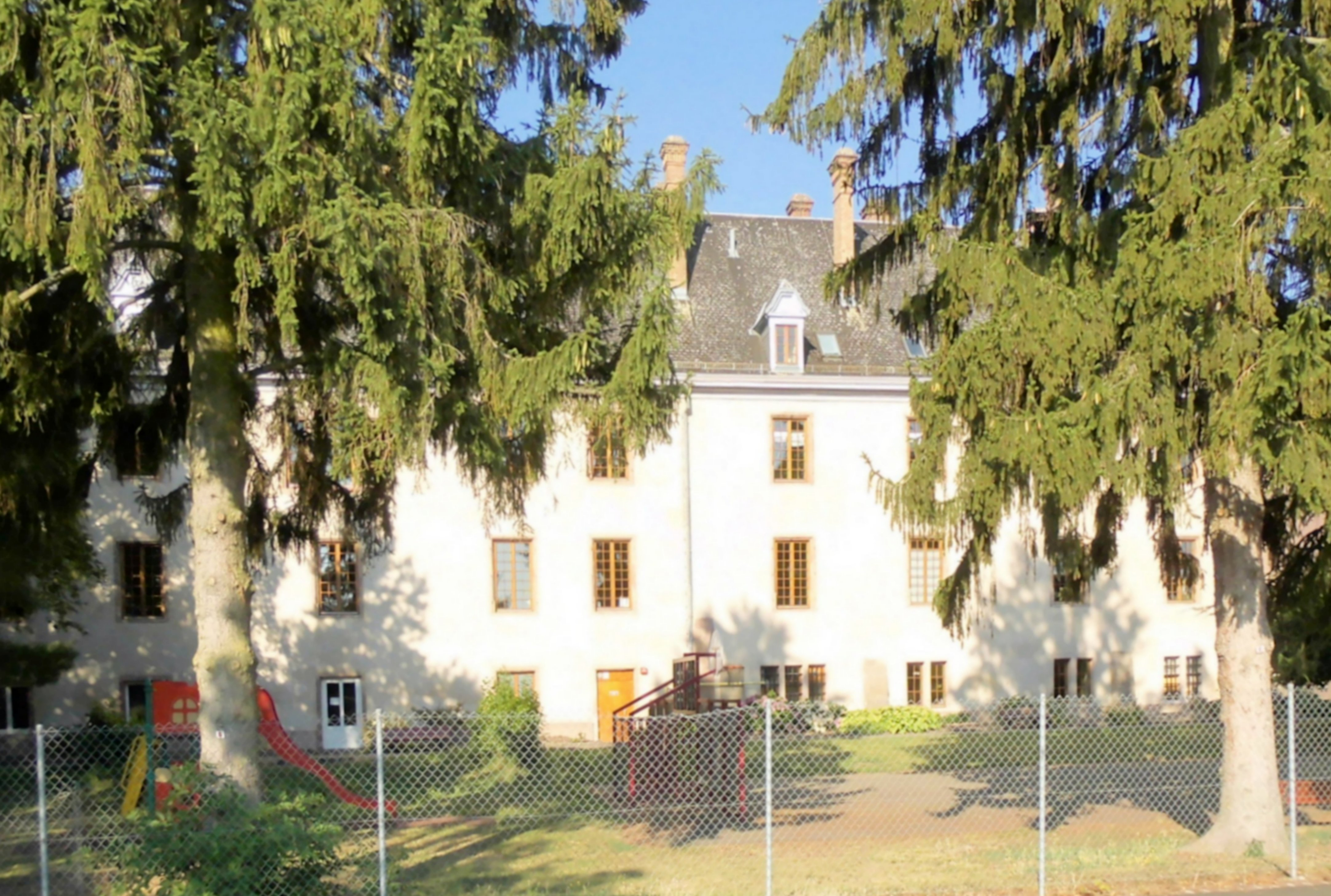
Château de Bollwiller, commune de Bollwiller, Haut-Rhin.

Les seigneurs de Bollwiller ont fait construire le château au début du XIIe siècle selon les premières mentions écrites. En 1275, ils donnent en fief le bourg de Bollwiller entouré de murailles à la principauté épiscopale de Bâle dirigée par l'évêque Henri d'Isny. C’est Frédéric le Bel qui les éleva à la dignité baronniale. La dynastie de Bollwiller s’éteint avec Rodolphe de Bollwiller, gouverneur des territoires de l’Autriche antérieure, aujourd’hui dans le Haut-Rhin. C’est lui qui fit faire des travaux conséquents au château de Bollwiller. Le domaine passe par le mariage de sa fille Marguerite au comte Johann-Ernst von Fugger de la maison des Fugger, les grands banquiers du Saint-Empire. C’est Louis XIV qui donne la seigneurie de Bollwiller à Reinhold de Rosen pour les bons services rendus au royaume de France pendant la guerre de Trente Ans. Le roi de France dédommagea les Fugger sous forme financière en 1720. Reinhold de Rosen cumule ainsi les seigneuries de Herrenstein-Dettwiller en Basse-Alsace et celle de Bollwiller en Haute-Alsace. Son beau-fils Conrad de Rosen fit reconstruire la chapelle seigneuriale après s’être converti au catholicisme comme d'autres deviednront orhtodoxes en Russie, car, comme de nombreux Rosen livoniens, ils étaient initialement luthériens. Sophie Rose de Rosen, marquise de Bollwiller, comtesse de Dettwiller, baronne de Masevaux, est la dernière descendante de cette branche Rosen livonienne en Alsace. Elle avait épousé Victor de Broglie qui deviendra le propriétaire du château de Bollwiller mais sera exécuté sur l'échafaud pendant la Terreur en 1796. Elle se remarie avec le marquis Marc René Marie Voyer d’Argenson,. Les héritiers d’Argenson ont vendu toutes leurs possessions à Bollwiller au XIXe siècle. Le château servira de prison pendant la Révolution, puis de manufacture au XIXe siècle. Les Mines de potasse d'Alsace acquièrent la partie résidentielle de l’ancien château.

## Familles nobles très apparentées aux Rosen

### Lignées des pays baltes (XIIe-XVIIe)
Les différentes branches des Rosen installés en Livonie, Estonie et Courlande ont entretenu des liens très étroits sur le plan matrimonial avec d'autres familles germaniques très implantées dans les pays baltes. La plupart d'entre elles constituent le socle de l'ancienne chevalerie et de la noblesse ancestrale balte malgré leur origine germanique à l'instar du fondateur de Riga, l'évêque Albert de Buxhoeveden.
Les alliances de cette époque ne dépassent pas le rang comtal. On y trouve majoritairement des seigneurs locaux, des barons et des comtes.
Famille de Buxhoeveden (Estonie) - Famille von Tiesenhausen (Estonie) - Famille von Ungern-Sternberg (Estonie) - Famille von Uexküll (Estonie, Livonie) - Famille von Üxküll-Gyllenband (Estonie, Livonie) Famille von Meyendorff (Estonie, Livonie) 
 Famille von Stackelberg (Estonie, Courlande) - Famille von Anrep (Livonie) - Famille von Brevern (Estonie) - Famille von Wrangel (Estonie) - Famille von Mengden (de) (Livonie) - Famille von Vietinghoff (Estonie) - Famille Staël von Holstein (Estonie) - Famille von Patkull (Estonie) - Famille von der Pahlen (Estonie) laquelle est entrée dans le patrimoine immatériel estonien par plusieurs contes et légendes,.

### Lignées suédoises
La branche suédoise dont la tige principale est Johann von Rosen auf Sonorm-Schönangern est celle qui entre en contact avec la noblesse ducale.
- Le colonel et député suédois Johann von Rosen (° 1646 - † 1703) a épousé la comtesse Brita Stenbock, arrière-arrière-petite-fille du duc Othon II de Brunswick-Harbourg par la ligne cognatique issue de la maison Brunswick-Lunebourg. Son épouse compte, en effet, dans son ascendance entre autres les maisons de de Mecklembourg-Schwerin, Schwarzburg-Leutenberg, von Eickstedt ou des Brahe tandis que son mari reste globalement fidèles aux alliances traditionnelles des Rosen baltes comme les Wrangel, les Uexküll ou les Anrep.
- Une descendante des Rosen livoniens par la branche suédoise aurait pu théoriquement devenir reine de Suède, ce qui aurait été le titre le plus élevé de cette maison de moyenne noblesse. Mais cela ne s’est pas produit à cause du refus de la cour de Suède qui n’a pas accepté ce mariage qui était pour elle clairement morganatique. En effet, comme Elsa von Rosen n'était pas de naissance princière; elle est la fille du maître des cérémonies à la cour de Suède, Eugène Eric Adalbert August von Rosen. Carl de Suède perdit son titre princier suédois et sa position dans la ligne de succession. Cependant, Carl, duc d'Östergotland, reçut le titre héréditaire de prince Bernadotte de son beau-frère, le roi Léopold III de Belgique, et Elsa von Rosen put ainsi jusqu'à la dissolution du mariage en 1951, porter le titre de princesse Bernadotte. Après le divorce, Elsa von Rosen a repris son nom de jeune fille, qui était également son nom de famille lors de son premier mariage avec le diplomate Adolf comte de Rosen en 1923.
- Les Rosen se sont très majoritairement mariés pendant des siècles entre membres de la petite et moyenne noblesse dans les pays qui sont encore des monarchies actuellement. La part roturière s’accroît sensiblement au fil des décennies dans les pays où le régime politique a supprimé les titres de noblesse: la France, l’Union soviétique puis la Russie, l’Allemagne pour citer les plus importants. En revanche, la branche dano-suédoise demeure assez attachée à la tradition au-delà du cas particulier du prince Bernadotte. Le comte Carl Gustaf von Rosen (° 1824-† 1909) a également dérogé à la règle en épousant une roturière américaine : Ella Carlton Moore (° 1846 - † 1892). Nonobstant ses origines, elle donnera naissance à quatre enfants von Rosen dont Reinhold un officier supérieur suédois, Eugène, un diplomate, Clarence, un officier et promoteur des sports hippiques aux Jeux olympiques, membre du Comité international olympique, et Éric un explorateur-ethnographe international. Trois de ses fils épouseront à leur tour des baronnes.

L’autre union qui sort de l’ordinaire dans la branche suédoise est celle que contractent le comte et colonel Adolf Eugen von Rosen (° 1797- † 1886) et Euphrosyne Rizo-Rangabé (° 1810, Constantinople - † 1886, Stockholm), la sœur du diplomate et homme de lettres Alexandros Rizos Rangavis. Ils sont d’origine grecque phanariote. Leur père Jacques et grand-père Georgios étaient postelnic de la principauté de Valachie. Leur arrière-grand-père Iacovache était connetable et Spătar (ministre des armées) à Constantinople au XVIIIe siècle. Par leur arrière grand-mère, ils sont apparentés aux princes de Valachie.
L’élément valaque de cette branche Rosen restera ponctuel puisque, par l’ union de leur fille Marie-Julie avec le baron Oskar Dickson, la famille comtale des Rosen suédois renoue avec une autre famille noble suédoise.
En dehors de ces trois cas particuliers, les familles nobles apparentées aux barons et comtes de Rosen (à partir de Gustaf Fredrik von Rosen qui arrive de Tallinn à Stockholm) qui reviennent souvent en Suède sont les suivantes:
Adelswärd, Barnekow, Banér, Blixen-Finecke, Bonde af Björnö, Cronhielm af Flosta, Dickson, Dücker, Falkenberg af Trystorp, Fouché, Gottlieb von Tarrach, af Gälered och Kolbäck, de Geer af Finspång, Klinckowström, Klingspor, Lagerberg, Lagerstråle, Lewenhaupt, von Mecklemburg, von Platen, Ridderstolpe, Silfverschiöld, Stenbock, Trolle-Wachmeister, Ullens de Schooten Whetnall, Wachtmeister af Johannishus, Wahrendorff et Wittouck.

### Lignées françaises
Il s'agit des familles apparentées aux deux Rosen livoniens venus servir la France en Alsace au XVIIe siècle et à leur descendance jusqu'à l'extinction de la branche agnatique au XVIIIe siècle.
Famille de Broglie, famille de Grammont, famille de Harville des Ursins, famille de Rottembourg, Famille de Voyer de Paulmy d'Argenson, famille Planta de Wildenberg, famille de Vaudrey.
Comme en Suède pour la branche livonienne passée au service du roi de Suède, les Rosen ont suivi la procédure d'assimilation des nobles étrangers dans le Second Ordre de l'Ancien Régime afin d'obtenir leur lettre de reconnaissance de noblesse française en présentant la preuve de leur noblesse dans la forme d'origine livonienne devant les généalogistes du roi. Les Rosen seront maintenus dans leur titre de seigneur et comte, puis ils finiront par le titre de marquis.

## Évolution des armes anciennes
L’emblème héraldique « aux trois roses posées 2 et 1 » est attesté par les sceaux armoriés ou les pierres tombales à partir du XIVe siècle. Le sceau de Woldemar von Rosen évolue de 1323 avec un écu doté d’un chef hachuré à 1326 où l’écu est coupé, hachuré au 1 et trois roses posées 2,1 au 2.
Le village de Groß-Roop (Lielstraupe) est né et s'est développé grâce au soutien des seigneurs locaux von Rosen. Straupe est mentionnée pour la première fois en tant que ville en 1325 où les Rosen lui ont accordé le droit de cité. Le sceau de la ville est issu de celui des Rosen[réf. à confirmer] dans lequel sont, en effet, représentées trois roses à la différence près que, sur le sceau de la ville de Straupe, on voit deux roses et une fleur ou une étoile.
En 1340, le blason de Woldemar comporte les ornements extérieurs absents précédemment : casque couronné, cimier avec plumes de paon accompagnées de deux hermines affrontées et les lambrequins d’or et de gueules. Il s’agit d’armoiries liées à la fois à la personne et au fief. Elles se transmettent à tous les Rosen du même lignage. L’emblème héraldique des trois roses (2-1) se retrouve dans un groupe héraldique composé de blasons appartenant à des familles apparentées à la branche commune de Livonie au XIIIe siècle. Le changement de couleur des roses ou le nombre de pétales différents ne signifient pas qu’elles ne soient pas de la même souche. Dans le cas des Rosen, les armes sont clairement parlantes.
D'après l'armorial de Siebmacher, les modifications portent sur les couleurs du manteau et les motifs du timbre. Le blason des Rosen inscrits à la noblesse de Livonie sous le no 15 ont le même blason que les barons suédois enregistrés en 1731 mais les roses ne présentent que 4 pétales contre 5 au XVIe siècle et même 6 pétales sur le sceau armorié de Woldemar. De plus, les roses sont posées 1,2 au lieu de 2,1 comme sur la plupart des armoiries des Rosen. Le blasonnement qui correspond à celui des premiers sceaux des Rosen baltes dans l'armorial de Siebmacher serait celui attribué aux barons possessionnés en Silésie, Poméranie, Danemark et Courlande :

« D’or à trois roses de gueules, boutonnées d’or, barbées de sinople. Casque couronné. Cimier : une queue de paon au naturel, accostée de deux hermines affrontées au naturel. Lambrequins à dextre d’or et de gueule, à sénestre d’argent et de gueule. »

L'armorial de Siebmacher précise toutefois que la branche de France ne portait en cimier que la seule queue de paon car elle avait pris les deux hermines pour supports. Ce déplacement de pièces héraldiques n'est pas confirmé par l’Armorial général de France qui ne fournit malheureusement que le blason simple « d’or à trois roses de gueules, boutonnées de même, barbées de même ». Il est associé au lieutenant-général des armées du roi, Conrad de Rosen. Il n’est fait aucune mention de son beau-père Reinhold de Rosen pourtant issu de la même branche livonienne. Chacun aura remarqué que le blasonnement français fait passer les roses boutonnées, pointées à des roses épanouies.
Le chevalier et Generalleutnant Hans Wolff von Trümbach zu Wehrda avait des armoiries étonnamment très proches : « d’or avec 3 roses de gueules posées 2-1 » sauf que sur sa pierre tombale on remarque que les roses épanouies sont doubles. Il s’agit d’un seigneur fieffé et au service de l’électorat de Hesse au XVIIIe siècle qui a combattu dans la guerre de Succession d'Autriche ou dans la première guerre de Silésie. L’armorial de Siebmacher confirme le blasonnement sans évoquer la nature même des trois roses,. Il n'existe pas de parenté attestée entre Trümbach zu Wehrda et les Rosen livoniens. Les ornements extérieurs divergent effectivement des barons et comtes von Rosen. Chez le chevalier hessois, le cimier se compose d'un casque suronté d'un bonnet rouge à ourlet revers jaune sur lequel on retrouve les trois roses rouges. Des plumes rouges et jaunes surmontent le bonnet.

Groupe héraldique des lignages issus de Woldemar von Rosen (XIVe siècle) qui ont trois roses posées 2,1 dans leurs armes jusqu’au XVIIIe siècle
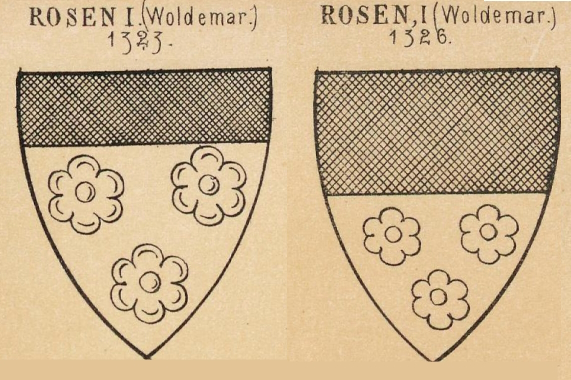
Blason sur sceau armorié de Woldemar von Rosen 1323-1326
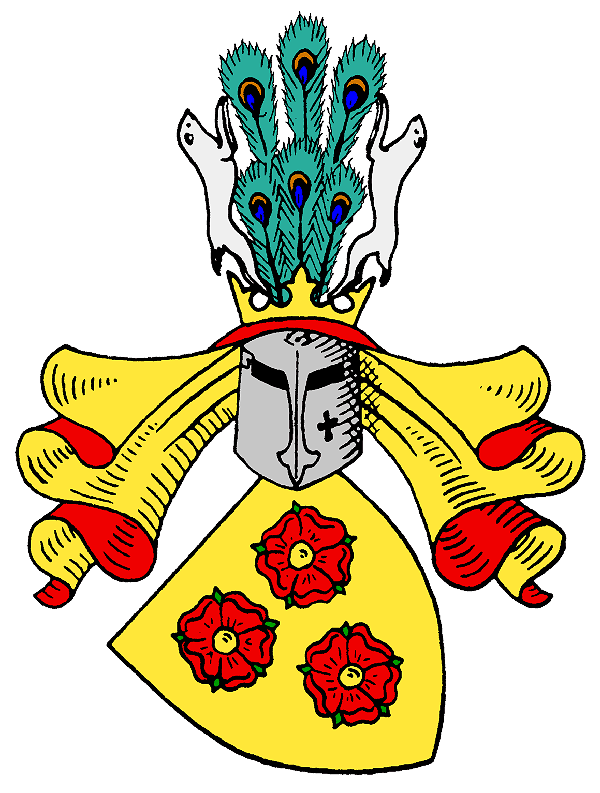
Blason des Rosen livoniens, Kersten von Rosen, 1521
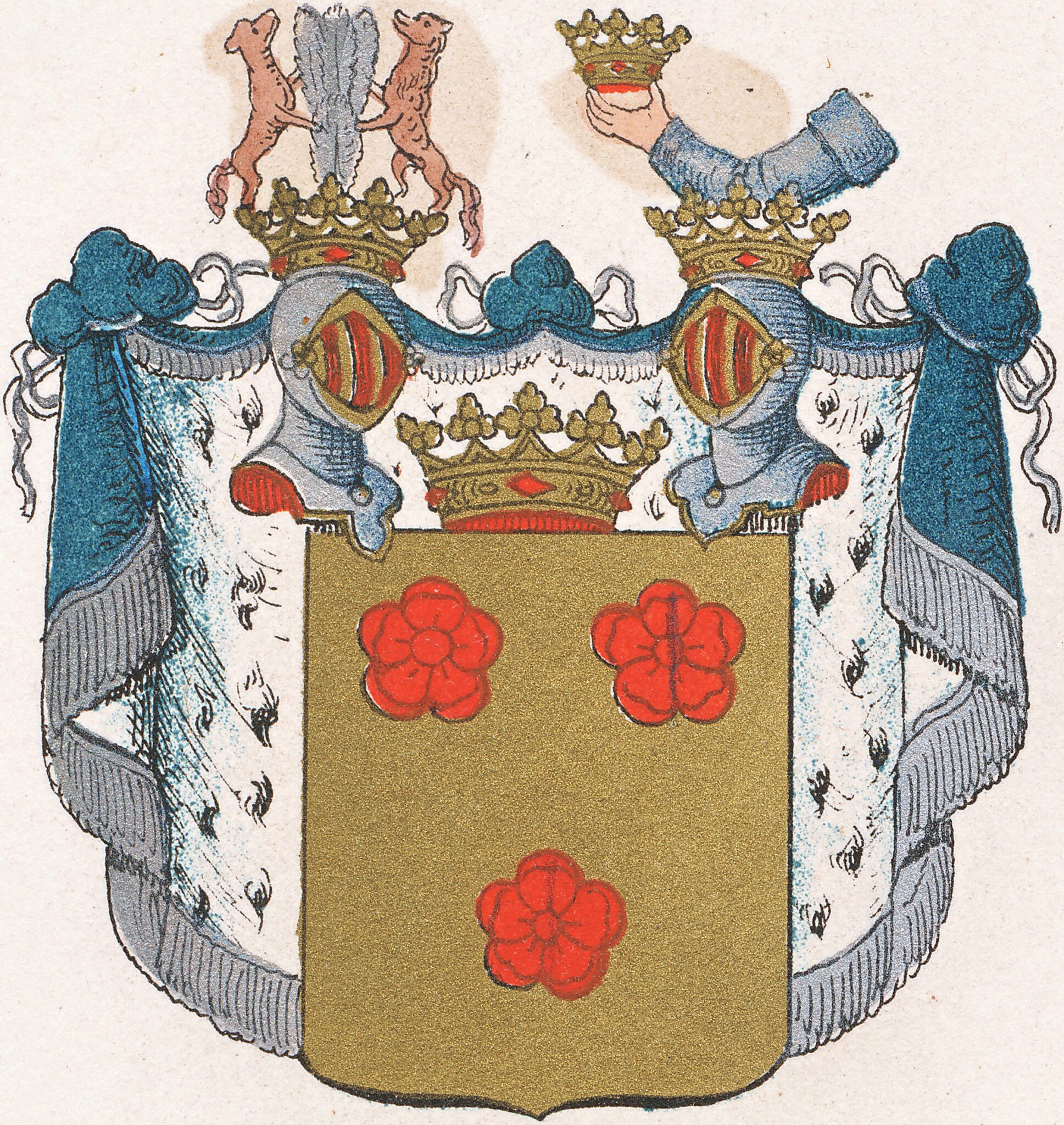
Armoiries des comtes von Rosen, noblesse suédoise no 85
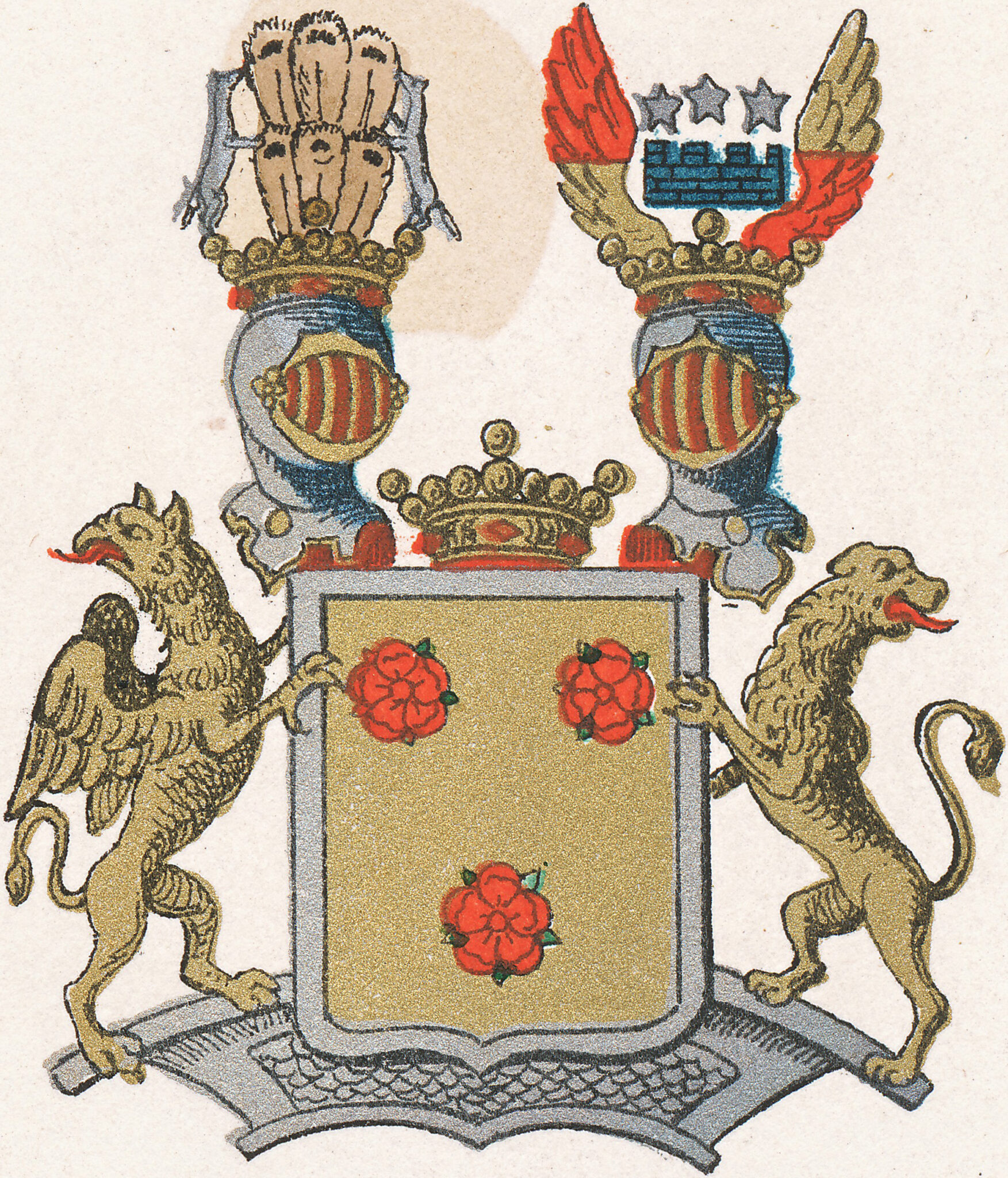
Armoiries des barons von Rosen, noblesse suédoise no 290
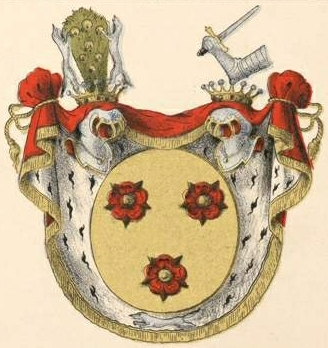
Armoiries des von Rosen, noblesse russo-estonienne, no 47
Armoiries des nobles von Rosen en Livonie inscrits sous le no 15
Blason simple très similaire des Trümbach zu Wehrda.

## Personnalités

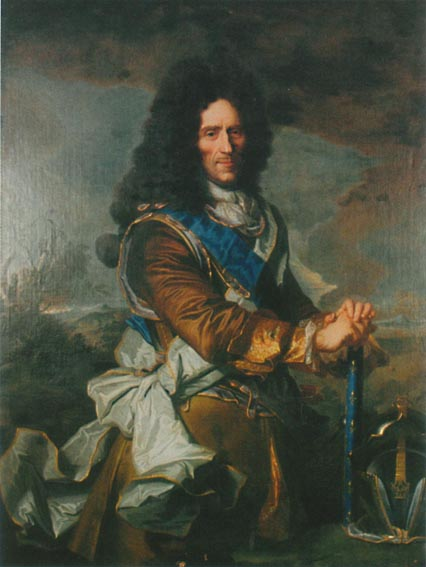
Portrait du maréchal de Rosen

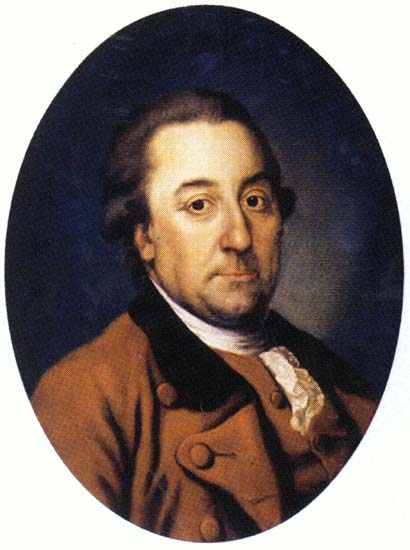
Portrait du baron Friedrich Gustav von Rosen, par Josef Friedrich August Darbes en 1782

- Johann von Rosen, chef de la Chevalerie Estonienne (1598–1600).
- Baron Alexandre von Rosen (1779-1832), général de l'armée impériale russe
- Baron Alexandre von Rosen (1812-1874), général de l'armée impériale russe
- Baron Alexis von Rosen (1812-1867), général de l'armée impériale russe, héros de la guerre du Caucase
- Comte Axel von Rosen (1773-1834)
- Baron Andreas von Rosen (1799-1884), dékabriste
- Comte Björn von Rosen (1905-1989), poète suédois
- Comte Carl Gustav von Rosen (1909-1977), aviateur suédois
- Comte Clarence von Rosen (1867-1955), officier suédois, membre du CIO
- Clarence von Rosen Jr. (1903-1933), cavalier suédois ;
- Conrad de Rosen (1628-1715), maréchal de France
- Comtesse Elsa von Rosen (1904-1991), épouse morganatiquement le prince Carl Bernadotte qui divorce en 1951
- Elsa-Marianne von Rosen (1924-), ballerine et chorégraphe suédoise
- Eric von Rosen (1879-1948), ethnographe et explorateur suédois
- Baron Friedrich von Rosen (1834-1902), paléontologue
- Baron Friedrich Georg Otto von Rosen (1767-1851) (né et mort à Réval), général de l'armée impériale russe, gouverneur militaire de Sébastopol
- Comte Georg von Rosen (1843-1923), peintre suédois ;
- Baron Georg von Rosen (1800-1860), poète et dramaturge russe ;
- Baron Georg Andreas von Rosen (1776-1841), général de l'armée impériale russe
- Gustav Friedrich von Rosen (1688-1769), général livonien au service de la Suède et gouverneur militaire de la Finlande
- Gustaf Fredrik von Rosen (1758-1815), maréchal de la cour de Suède
- Comte Hans von Rosen (1888-1952), capitaine et cavalier suédois
- Baron Johann von Rosen (1752-1817), général de l'armée impériale russe, participe à la guerre russo-turque[Laquelle ?]
- Baron Johann Andreas Magnus von Rosen (1773-1829), officier des guerres napoléoniennes dans l'armée russe et combattant au siège de Bakou
- Baron Julius von Rosen (1810-1894), général de l'armée impériale russe, frère d'Andreas von Rosen (1799-1884)
- Baronne Marie-Sophie von Rosen (1673-1740), fille du maréchal de France, Conrad von Rosen. Elle a épousé le lieutenant-colonel Planta von Wildenberg et trouvé refuge dans le Pays de Montbéliard en 1733 où elle finit ses jours.
- Comtesse Mary von Rosen (1887-1967), cofondatrice de la Societas Sanctæ Birgittæ en Suède
- Maud Ella Clara Lilian von Rosen (1902 – 1988), sculptrice et écrivaine suédoise
- Maud von Rosen (1925-), cavalière suédoise
- Baron Otto von Rosen (1782-1831), général de l'armée impériale russe, participe aux guerres napoléoniennes et à la guerre en Perse
- Comte Reinhold von Rosen (1604-1667), lieutenant général de l'armée française
- Robert von Rosen (1595-1630), ancêtre des Rosen de Suède
- Robert von Rosen (1782-1848), général de l'armée impériale russe, frère jumeau d'Otto von Rosen (1782-1831)
- Roman von Rosen (1847-1921), ambassadeur russe, adjoint de Serge Witte au Traité de Portsmouth
- Viktor von Rosen (1849-1908), orientaliste
- Woldemar von Rosen (1742-1790), général de l'armée impériale russe qui s'est illustré dans le Caucase.

## Domaines

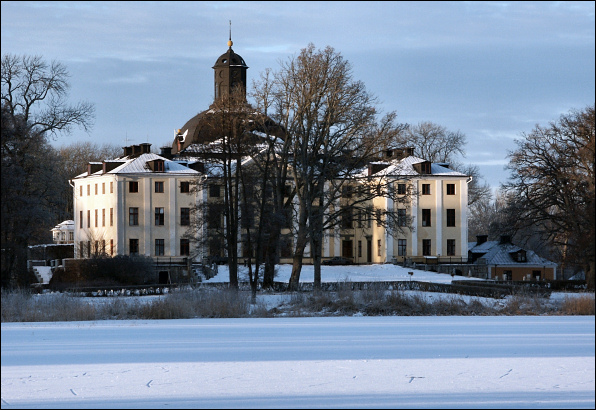
Vue du château d'Örbyhus

- Domaine de Gacionys[41] (aujourd'hui à Juzintai en Lituanie), dans la famille depuis 1780[185]
- Kiltsi
- Manoir de Lückholm en Estonie, de nouveau en possession de la famille
- Château de Mehntack (aujourd'hui Mäetaguse en Estonie)
- Château d'Örbyhus en Suède
- Château de Rockelstad en Suède
- Château de Roop (aujourd'hui à Straupe en Lettonie)
- Manoir de Wattel (aujourd'hui Vatla en Estonie)